# Pays Bigouden
Pour les articles homonymes, voir Cap Caval.
Le pays Bigouden, anciennement qualifié de Cap Caval, est une aire culturelle au sud-ouest de la Cornouaille finistérienne, en région Bretagne.
Ce pays traditionnel breton est notamment connu par la haute coiffe que portaient ses habitantes au XXe siècle, et par Le Cheval d'orgueil, le best-seller de Pierre-Jakez Hélias. L'activité de la pêche joue un grand rôle dans son économie.

## Géographie
Le pays Bigouden, qui compte environ 56 040 habitants en 2021 (37 866 pour le Pays Bigouden Sud et 18 529 pour le Haut Pays Bigouden), n'a pas de réalité administrative ou des frontières géographiques bien délimitées : ce n'est pas une région naturelle ou une province, mais une aire culturelle peuplée par des habitants sur les origines desquels on se perd en conjectures. Il s'agit d'un groupe social qui se distingue de ses voisins par ses traditions (costume, danses, chants, musique), par sa façon de parler, son économie, ses croyances, ses coutumes, ses usages du quotidien, son architecture, sa gastronomie, etc.. Formant la pointe sud-ouest de la Bretagne, le pays Bigouden est baigné par la mer Celtique à l'ouest et par le golfe de Gascogne au sud. L'estuaire et le cours supérieur du Goyen marquent sa limite occidentale. Il est limité au sud-est par l'embouchure de l'Odet et l'anse de Combrit. Ses limites nord et nord-est sont plus floues.

### Limite nord-ouest et nord-est
Il jouxte au nord-ouest le pays Penn Sardin, et au nord-est le pays Glazik. Symboliquement, la limite nord-ouest est marquée à Pors Poulhan (sur la rive plozévétienne), où une statue de René Quillivic représentant une bigoudène annonce : Ama echu Bro Bigouden (« Ici finit le pays Bigouden »),. Pors Poulhan marque bien la séparation entre la commune de Plouhinec (au nord) et la commune bigoudène de Plozévet (au sud). Mais la frontière de tradition se situe en réalité un peu plus au nord, sur le territoire de Plouhinec. Au nord et au nord-est, cette frontière culturelle n'est pas précise . Comme celle d'autres aires de tradition bretonnes, elle a connu des interpénétrations, elle a évolué. Et, bien évidemment, elle n'épouse pas les limites communales.

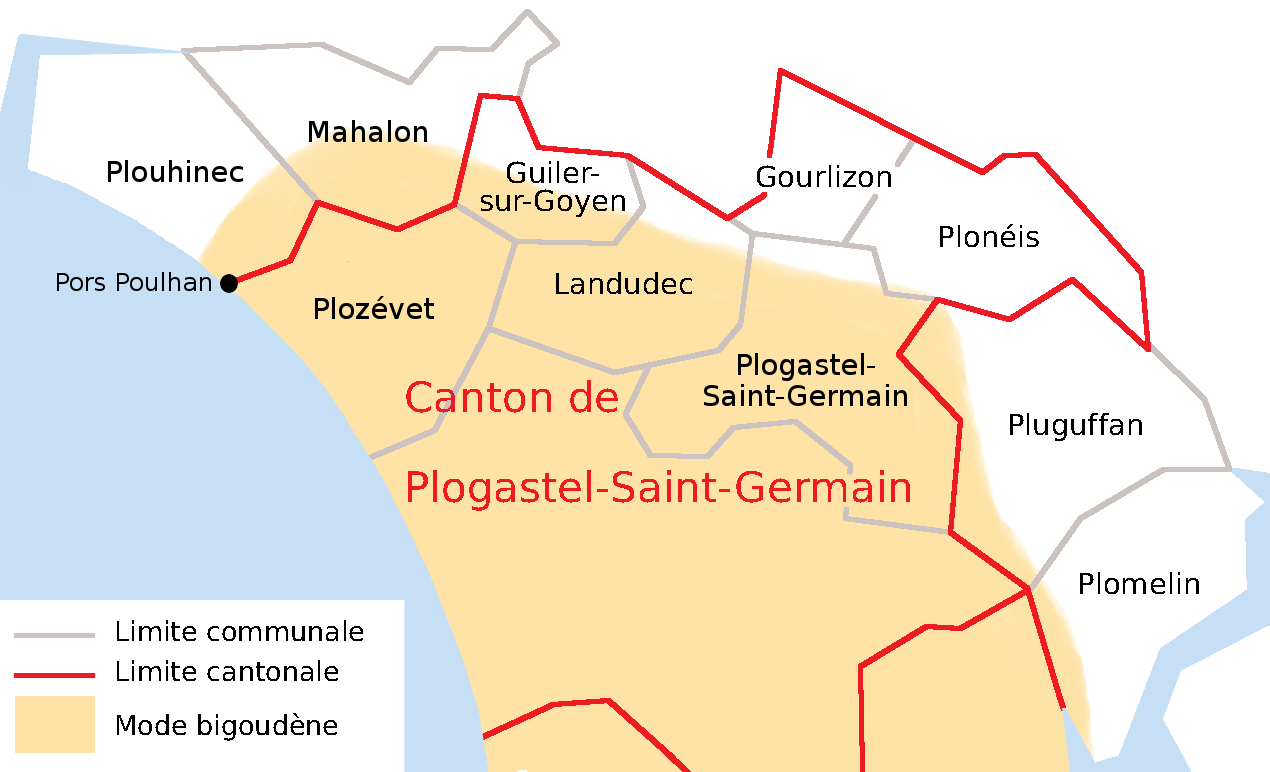
Limite du port du costume bigouden dans les années 1939-1950 : au nord et au nord-est, la limite du pays Bigouden ne coïncide pas avec les limites administratives.

Loin d'être le seul élément de différenciation, le costume aide cependant à cerner les domaines culturels. On donne souvent aux pays les limites des modes vestimentaires qui furent celles de la première moitié du XXe siècle, avant que le déclin des traditions ne rende les observations moins significatives. L'« apport décisif » concernant le costume breton est celui de René-Yves Creston. Les travaux proprement ethnographiques qu'il mène de 1953 à 1961 lui permettent notamment de tracer la limite du pays Bigouden.
- Les deux-tiers nord de la commune de Plouhinec sont penn sardin et en 1850, Plouhinec est presque entièrement kapenn[10]. Le tiers sud connaît des « infiltrations[11] » bigoudènes.
- Une grande moitié nord de la commune de Mahalon est penn sardin, « avec des restes glaziks[11] ». Le sud est bigouden.
- La moitié nord de la commune de Guiler-sur-Goyen est penn sardin. Le sud est bigouden[11].
- Une petite partie nord de la commune de Landudec est penn sardin.
- Une petite partie nord de la commune de Plogastel-Saint-Germain est glazik.
- Une frange d'infiltrations bigoudènes est observée dans l'ouest des communes glaziks de Pluguffan et de Plomelin[12].

### Enclaves sud
Sur la côte sud du pays Bigouden, on trouve deux enclaves :
- Kérity (dans la commune de Penmarc'h), où l'on porte la poch flek[13], jolie coiffe d'artisane dont brides et lacets forment deux papillons sur le devant ;
- l'Île-Tudy, où l'on porte aussi la penn sardin, une élégante petite coiffe d'ouvrière d'usine de poisson[14], que l'on trouve également dans la presqu'île de Crozon, dans le pays Penn Sardin (d'Audierne à Douarnenez) et à Concarneau.

Vers 1950, les ruraux du Finistère ne s'expriment qu'en breton. Dans les ports, à Douarnenez, à l'Île-Tudy, à Concarneau, on parle un mélange très coloré de breton et de français que les Bigoudens appellent galleg menet (contraction de galleg merc'hed An Enez Tudi) : « français des femmes de l'Île-Tudy ».

### Les «20 communes»
On simplifie parfois, en raisonnant en communes. Certaines cartes n'inscrivent pas le sud de Plouhinec, de Mahalon ni de Guiler dans le pays Bigouden culturel,. Elles considèrent que celui-ci est constitué de 20 communes. Ces 20 communes se répartissent sur trois cantons. Ce sont :
| les cinq communes du canton de Guilvinec                   | les sept communes du canton de Pont-l'Abbé                                                | huit des onze communes du canton de Plogastel-Saint-Germain                                    |
| ---------------------------------------------------------- | ----------------------------------------------------------------------------------------- | ---------------------------------------------------------------------------------------------- |
| Guilvinec Treffiagat Loctudy Penmarch Plobannalec-Lesconil | Combrit-Sainte-Marine Île-Tudy Plomeur Pont-l’Abbé Saint-Jean-Trolimon Tréguennec Tréméoc | Landudec Peumerit Plogastel-Saint-Germain Plovan Plozévet Plonéour-Lanvern Pouldreuzic Tréogat |

Les 20 communes se partagent entre communauté de communes du Pays Bigouden Sud et communauté de communes du Haut Pays Bigouden. Cette dernière compte, en plus, deux communes de tradition particulière :
- Guiler-sur-Goyen (penn sardin au nord, bigoudène au sud[11]) ;
- Gourlizon (glazik[17]).

On note aussi que trois communes administrativement englobées dans le canton de Plogastel-Saint-Germain ne figurent pas dans les vingt communes :
- Guiler-sur-Goyen ;
- Gourlizon ;
- Plonéis (glazik[17]).

### Géologie et relief
Le pays Bigouden faisant partie du Massif armoricain, son histoire géologique se confond avec celle de ce dernier, marquée principalement, après une première orogenèse au Cadomien (entre - 530 et - 480 millions d'années), par le plissement hercynien au Carbonifère supérieur, suivi de son érosion pendant l’ère secondaire et de sa fracturation, avec principalement les deux failles décrochantes, d’orientation presque ouest-est (légèrement ouest-nord-ouest-est-sud-est) dans leurs parties finistériennes, du cisaillement sud-armoricain, qui partent de la pointe du Raz et se poursuivent respectivement jusque dans les régions angevine et nantaise en passant par les environs de Quimper, guidant en particulier le tracé de la vallée du Jet; d’autres failles, d’orientation nord-ouest-sud-est pour la plupart, sont apparues par la suite, principalement lors de l’ouverture du golfe de Gascogne et de l’océan Atlantique, jalonnées par endroits de filons de quartz (par exemple à Minven en Tréogat) ou de laves basaltiques. La région connaît au début de l’ère tertiaire un climat tropical humide qui provoque une importante altération des roches de surface et est par moments recouverte par la mer, d’où la présence de sédiments marins dans la cuvette de Toulven au sud de Quimper, dont les argiles sont à l'origine des faïenceries. Les alternances d’épisodes glaciaires et de réchauffements climatiques interglaciaires à la fin de l’ère tertiaire et au début du Quaternaire entraînent d’importantes variations du niveau de la mer de plus jusqu'à - 130 mètres (le littoral se trouvait alors une cinquantaine de kilomètres plus à l’ouest que le littoral actuel), expliquant le surcreusement des parties aval des vallées des fleuves côtiers suivies de leur invasion par la mer, lors de la transgression flandrienne, provoquant la formation de rias, telles celles de l'Odet, de la rivière de Pont-l'Abbé et du Goyen, ainsi que l’érosion des roches tendres comme les micaschistes de la baie d’Audierne, provoquant des accumulations importantes de sable et de galets formant des cordons littoraux, certains en position perchée par rapport au niveau actuel de la mer, témoignant d’un niveau de la mer alors supérieur. Ces cordons littoraux bloquent l'écoulement des eux des minuscules fleuves côtiers, d'où la formation de nombreuses lagunes, devenues souvent des étangs d'eau douce ou des paluds (marais maritimes), principalement au niveau de la Baie d'Audierne, mais aussi le long de la côte sud du pays Bigouden, par exemple en arrière de la plage du Ster au Guilvinec, de la plage de Léhan en Léchiagat, de la plage des Sables Blancs en Loctudy et du tombolo allant de la pointe de Combrit à l'Île-Tudy en arrière de la plage de Kermor.
Le granite de Pont-l’Abbé est la roche principale du pays Bigouden : il recouvre tout son tiers sud, depuis la pointe de Penmarc'h et la pointe de la Torche jusqu'au tiers aval de la ria de l’Odet et la pointe de Combrit (recouvrant la totalité du finage de communes comme Penmarc’h, Guilvinec, Plobannalec-Lesconil, Loctudy, Pont-l’Abbé, Combrit-Sainte-Marine et la majeure partie de celle de Plomeur) ainsi que son tiers nord, juste au sud du cisaillement sud-armoricain, depuis la pointe du Raz jusqu'à Quimper (recouvrant tout ou partie du finage des communes de Plouhinec, Plogastel-Saint-Germain et Plomelin par exemple). Ce granite est par endroits déformé, présentant une certaine schistosité oblique de 30 à 60 degrés, ce qui explique l'aspect spectaculaire et original des rochers de Saint-Guénolé par exemple.
La partie centrale, à hauteur de la baie d’Audierne, présente une géologie plus variée, avec une série d’affleurements orientés principalement ouest-sud-ouest-est-nord-est ; successivement, du nord au sud, affleurent des orthogneiss, par exemple à Pors Poulhan et sur la plage du Gored en Plozévet, ainsi qu’à proximité de la chapelle de Languidou par exemple ; des micaschistes occupent toute la partie nord de la baie d’Audierne de Plovan au sud de Plozévet ; des amphibolites et serpentinites provenant de la décomposition d’anciennes coulées volcaniques se rencontrent principalement à Peumerit, ainsi que des gabbros au niveau du hameau de Kersco dans la même commune. Des prasinites, provenant aussi d’anciennes coulées de laves basaltiques, affleurent principalement au nord de l’étang de Trunvel et autour de Tréogat. D'autres affleurements de micaschistes forment la majeure partie du finage de communes comme Plonéour-Lanvern et Saint-Jean-Trolimon, séparés en deux par un affleurement d’orthogneiss allant du littoral de la baie d’Audierne jusqu'au bourg de Plonéour-Lanvern et au-delà vers l'est, visible par exemple dans le mur d'enceinte de la chapelle de Languidou. Un étroit affleurement de leptynite sépare les deux dernières roches citées ; cette roche blanchâtre a été utilisée dans certaines constructions locales comme la chapelle Saint-Vio en Tréguennec .
Les zones humides subsistantes (car certaines ont été poldérisées) au niveau des étangs et marais littoraux, principalement le long de la baie d'Audierne et de la rivière de Pont-l'Abbé ainsi que l'anse du Pouldon, présentent désormais un intérêt écologique majeur pour la diversité de la faune et de la flore, notamment au niveau des étangs de Trunvel (en Tréogat) et de Kergalan (en Plovan), leurs abondantes ceintures de phragmites abritant de nombreux passereaux ainsi que des sternes pierregarins. Le cordon de galets proche (considérablement amaigri par les prélèvements de galets effectués, principalement par les Allemands pendant la Seconde Guerre mondiale) est un site de nidification pour les gravelots à collier interrompu. Les dunes elles-mêmes constituent un milieu naturel original, colonisées côté mer par des oyats et du panicaut maritime et voyant fleurir au printemps côté terre de nombreuses espèces végétales dont des orchidées. Les tempêtes hivernales comme celles de l'hiver 2013-2014 provoquent des ruptures dans ces cordons et le recul du littoral fragilisé menace la pérennité de ce milieu naturel. L'estuaire de la rivière de Pont-l'Abbé est une halte pour de nombreux oiseaux migrateurs et abrite aussi de nombreuses espèces hivernant sur place comme le héron cendré, l'aigrette garzette et d'autres.

### Littoral fragile et menacé

#### Littoral sud

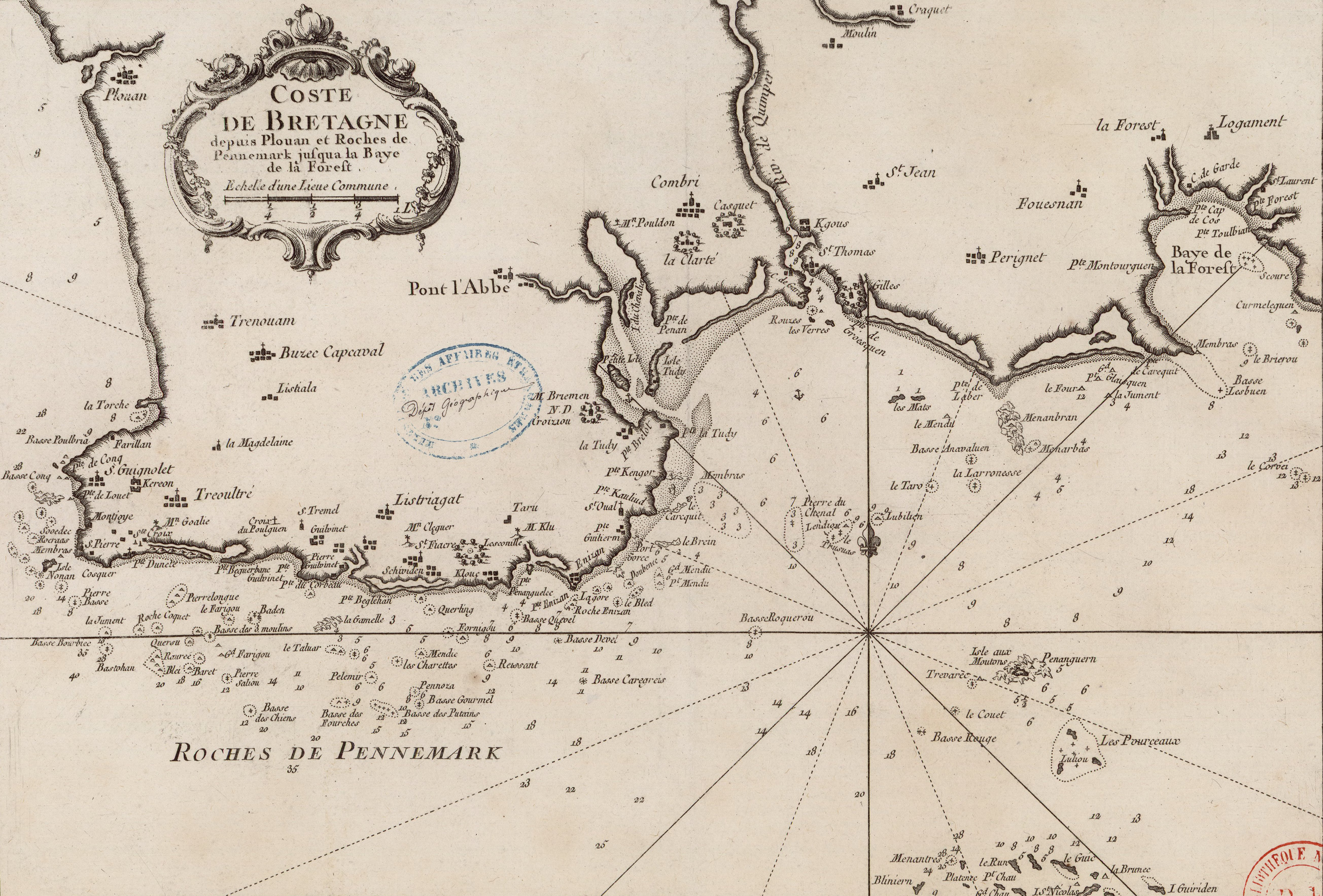
Carte du littoral sud du futur pays bigouden en 1778 (par Jacques-Nicolas Bellin).

Le littoral sud du pays Bigouden, entre Penmarc'h et la ria de l'Odet, est le résultat d'un fragile équilibre entre les forces naturelles et les actions anthropiques. Les cartes levées par les ingénieurs géographes du Roy vers 1775 montrent des anses qui se trouvaient en arrière des cordons littoraux : celle du Steir Poulguen (qui allait jusqu’à Port-du-Bouc) entre Kérity et Le Guilvinec ; elle fut fermée par les hommes après le raz-de-marée de 1899), celle de Kersauz (à l'ouest de la pointe du Goudoul en Lesconil), celle du Cosquer en Loctudy (comprenant l'anse adjacente du Steir de Lesconil) et celle, un schorre en fait, du tombolo entre l'Île-Tudy et Sainte-Marine, dont le cordon occidental était entrecoupé par la passe de Kermor et la partie orientale entrecoupée de brèches séparant des îlots de sable, du moins à marée haute.
Les travaux entrepris par les hommes ont profondément modifié la configuration du littoral : vers 1850, un mur-digue est construit fermant la flèche du Cosquer (en Loctudy) afin de permettre l'assèchement et la mise en valeur de 70 hectares de terres ; la construction en 1852 de la digue étant la passe de Kermor et l'obstruction des brèches du cordon littoral permet l'assèchement des marais maritimes du Treustel, etc.
Les extractions de sable pratiquées en mer (jusque vers 1980 devant Loctudy, l'Île-Tudy et Sainte-Marine), sur les estrans et dans les dunes littorales entre le milieu de la décennie 1950 et le début de la décennie 1980, de manière illégale (du moins à la fin de cette période) ont fragilisé les cordons littoraux.
Entre Sainte-Marine et l'Île-Tudy, la mer a continué à ouvrir périodiquement des brèches dans la partie centrale du cordon dunaire. À partir de 1967, des mesures d'interdiction de circulation et de stationnement sur les dunes ont été décidées et des parkings créés à l'extrémité des diverses routes d'accès, des conifères et des oyats plantés, des accès à la plage aménagés ; mais les tempêtes continuent à ébrécher le cordon d'un aire. Un système de protection formé de géoconteneurs confectionnés en fibres géotextiles enfoncés dans le sable a été installé en 1985, montrant une certaine efficacité.
La mise en place dans les décennies 1990 et 2000 de cordons d'enrochement, outre que ceux-ci entraînent une aggravation de l'érosion dans les zones voisines non protégées défigurent et artificialisent le littoral. Le dispositif brise-vagues (des troncs d'arbres plantés dans le sable de la plage) implanté par exemple à Léhan en Treffiagat (dans le prolongement du cordon d'enrochement) a fait la preuve de son inefficacité : en dépit d'apports fréquents de sable pour renforcer la dune entre Léhan et Squividan, par exemple en octobre 2020, il a suffi d'une marée à coefficient 109 coïncidant avec un vent de sud-ouest les 14 et 15 novembre 2020 pour faire reculer le cordon dunaire de plus d'un mètre, provoquant l'inquiétude des riverains.

### Terroirs bigoudens
Trois terroirs principaux peuvent être distingués :
- la palue ou palud : zone marécageuse inondable, séparée de la mer par un cordon littoral portant des dunes ou formé de galets (baie d'Audierne), couverte d'étangs ou lochs, d'anciennes lagunes (la mer pénétrant épisodiquement lors des tempêtes), parfois convertis au fil des siècles en médiocres terres agricoles, restées souvent propriété collective (biens communaux) servant de pâturages à moutons par le passé dans le cadre de la vaine pâture. Ces paluds ont par endroits été poldérisés, souvent pendant la seconde moitié du XIXe ou le début du XXe siècle pour permettre l'extension des cultures maraîchères et parfois urbanisés, surtout pendant la seconde moitié du XXe siècle, en raison de l'attractivité littorale et balnéaire, bien que situés en zone inondable. Par exemple, à Treffiagat-Léchiagat, les « communaux », jusque-là principalement utilisés par les paysans sans terre, les journaliers, les valets de ferme, furent partagés à partir de 1853 entre les paysans propriétaires au prorata de la superficie de leurs propriétés respectives ; toujours dans cette commune, la centaine d’hectares inondables en hiver fit l'objet d'une première tentative d'assèchement en 1884 (qui échoua en raison des mésententes entre propriétaires), mais réalisé par la suite au début du XXe siècle par Corentin Toulemont d'abord, qui assécha une douzaine d'hectares pour son propre compte ; ce succès incita à la création du « syndicat des marais » vers 1922, qui regroupa tous les fermiers et domaniers de la bande côtière de Kersaoz à Léchiagat, les petits exploitants de Léhan, les paysans de Tal ar Veil, qui possédaient marais et dunes, sous la direction de Corentin Toulemont, et les travaux d'assèchement des marais furent effectués entre 1926 et 1928. Un canal de drainage à ciel ouvert sur 3 km et en souterrain sur 1,3 km fut construit pour évacuer le trop-plein d'eau et près d'une centaine d’hectares gagnés à l'agriculture[22]. Des travaux analogues furent faits à Plovan, Tréogat et Tréguennec en bordure de la baie d'Audierne, à Saint-Guénolé et Kérity en Penmarch. Plus à l'est, les marais de Kermor, à cheval sur les communes de Combrit et l'Île-Tudy furent aussi transformés en polders ;
- le traon (mot breton) est la plaine basse traditionnelle, à la terre enrichie par les apports d'engrais et particulièrement de goémon, et amendée par le maërl extrait de la mer voisine, zone traditionnelle de culture céréalière, qui a développé, climat océanique tempéré aidant, une culture de primeurs, pommes de terre principalement, dès le XIXe siècle, exportées principalement vers l'Angleterre à partir du port de Loctudy ; dans les premières décennies du XXe siècle, cette zone a développé des cultures maraîchères de plein champ : carottes, petits pois, haricots verts, choux-fleurs, épinards, oignons, ail, parfois vendus frais, mais souvent destinés aux conserveries.

La prospérité de ce terroir a été vantée par Jacques Cambry dès 1794 :

« Outre le froment qu'on y recueille en abondance, on y trouve beaucoup d'orge, de bled noir et d'avoine ; […] on vante les beurres de ce pays, les fruits de toute espèce y sont délicieux et très-communs : cerises, pêches, abricots, figues, etc. ; les jardins couverts de choux, d'oignons, de haricots, d'asperges, de melons, d'artichaux, de panais, sont très-nombreux. Pour obtenir ces riches productions, il ne faut qu'effleurer la terre : les fruits et les légumes de ce canton devancent d'un mois la maturité de ceux du canton de Quimper, qui n'est éloigné que de trois lieues ; on sent que les cultivateurs de ce canton y vivent avec plus d'aisance. »

- le gorré ou menez (mots bretons) est la partie intérieure, plus haute et vallonnée, bocagère, qui était traditionnellement plus pauvre et plus isolée, couverte partiellement de landes par le passé, où l'élevage des bovins et des chevaux était prépondérant, mais pratiquant aussi des cultures, principalement fourragères[24].

Les cordons dunaires du littoral sont interrompus par de petits estuaires appelés ster en langue bretonne.

### Contrastes entre l'intérieur et le littoral
Deux mondes coexistent, et parfois même s'affrontent, au sein du pays Bigouden : le littoral, dominé par la vie maritime, particulièrement la pêche, bastion ouvrier, syndical, républicain de gauche, longtemps pendant le XXe siècle à forte influence communiste et l'intérieur, rural, paysan et de tradition plus conservatrice. Ce clivage passe même à l'intérieur de nombreuses communes, opposant des bourgs ruraux qui se sont implantés en situation non littorale (les bourgs de Penmarc'h, Plomeur, Treffiagat, Plobannalec, Combrit) et les hameaux portuaires (Saint-Guénolé, Saint-Pierre, Kérity dans la commune de Penmarc'h, Léchiagat dans celle de Treffiagat, Lesconil dans celle de Plobannalec, Sainte-Marine dans celle de Combrit. Cette opposition a même provoqué un séparatisme communal : le port du Guilvinec obtient son indépendance communale par rapport à Plomeur le 6 avril 1880. Seuls trois chefs-lieux communaux se sont implantés originellement en situation littorale et portuaire : Loctudy, L'Île-Tudy (en raison de sa situation initialement insulaire), ainsi que Pont-l'Abbé, au fond de sa ria, la rivière de Pont-l'Abbé.
Le même clivage existe dans l'ouest du pays Bigouden, le long de la baie d'Audierne, où les marais littoraux et l'absence de sites portuaires ont dissuadé l'implantation humaine, les bourgs s'implantant, même pour les communes ou anciennes paroisses littorales, en situation non littorale : Saint-Jean-Trolimon, Tréguennec, Plonéour, Tréogat, Plovan, Pouldreuzic (où se trouve le seul hameau notable en situation littorale : Penhors), Lababan, Plozévet.
L'opposition entre les « Blancs », majoritaires parmi les électeurs ruraux, et les « Rouges », majoritaires parmi les marins, fut longtemps très forte, particulièrement pendant les premières décennies du XXe siècle : en 1910, le marquis de L'Estourbeillon, député royaliste, dénonce les incidents survenus lors des élections législatives dans la deuxième circonscription de Quimper, qui virent l'élection comme député radical d'Édouard Plouzané : « ce furent les voies d'accès aux salles de vote et même aux bourgs gardés par des groupes d'individus menaçant et frappant les électeurs ruraux qui venaient voter comme à Treffiagat, Peumerit et Plozévet ; des bureaux et des urnes pris violemment et gardés par des bandes de marins étrangers aux sections de vote, comme à Plobannalec, pour empêcher le vote des cultivateurs. (...) Ce n'est pas tout. Il y eut aussi des voies de fait (...), [une] agression même contre un des candidats, l'honorable M. de Servigny, dans la commune de Peumerit, [des] coups et blessures à Plogastel-Saint-Germain (...) ».
Ces contrastes se retrouvent en partie de nos jours dans les regroupements de communes qui se sont constitués : la communauté de communes du Pays Bigouden Sud regroupe essentiellement des communes littorales et la communauté de communes du Haut Pays Bigouden des communes de l'intérieur et de la partie occidentale du pays Bigouden ; ce clivage est aussi symbolisé par la rivalité actuelle entre les deux villes de Pont-l'Abbé, capitale historique du pays Bigouden et siège de la communauté de communes du Pays Bigouden Sud, et Plonéour-Lanvern, qui se revendique « carrefour du pays Bigouden », même si le siège de la communauté de communes du Haut Pays Bigouden se trouve à Pouldreuzic.

### Répartition inégale de la population et évolution démographique
Les communes du littoral sud ont toutes une densité supérieure à 120 habitants par km², alors que celles situées dans l'intérieur ont pour la plupart (sauf Plonéour-Lanvern) des densités inférieures à 30 habitants par km². Le déclin démographique est net, la plupart des communes cumulant un solde naturel et un solde migratoire négatifs, un vieillissement prononcé de leur population, une importante déprise agricole et, pour les communes littorales, un déclin des activités maritimes.
La seule zone dynamique démographiquement entre 1970 et 2000 est le sud-est du pays Bigouden : Pont-l'Abbé, Plomeur, Loctudy, Plonéour-Lanvern, Combrit surtout, en raison de la plus grande proximité du pôle d'emplois quimpérois, aisément accessible par la roue transbigoudène, aménagée en voie rapide dans la décennie 1990.
Toutefois la situation démographique change pendant les deux premières décennies du XXIe siècle : par exemple, entre 2011 et 2016 le pays Bigouden gagne quelques habitants, passant de 55 185 habitants à 55 360 (et même à 55 582 habitants en 2018), soit un gain de 175 habitants en six ans ; et surtout ce gain est désormais dû à la communauté de communes du Haut Pays Bigouden dont la population est passée de 17 561 à 18 028 habitants entre ces deux dates (gagnant donc 467 habitants), alors que la communauté de communes du Pays Bigouden Sud enregistre une diminution de sa population, passant de 37 624 à 37 332 habitants, soit une baisse de 292 habitants.
En 2021, selon l'Insee, par rapport à 2015, le Haut Pays Bigouden a connu une augmentation de 530 habitants (+ 2,9 %), la croissance du Pays Bigouden Sud étant plus modeste (454 habitants, + 1,2 %). Les communes
ayant connu la plus forte croissance sont Peumerit (+ 9,8 %), Tréméoc (+9,5 %), Landudec (+ 6,7 %), Plobannalec-Lesconil (+6,2 %), Combrit (+ 5,9 %) et Plonéour-Lanvern (+ 4,4 %) ; les baisses les plus importantes concernent Penmarc'h (- 6 %, soit 327 habitants), Saint-Jean-Trolimon (- 4,2 %), Guiler-sur-Goyen (- 2,2 %) et Plozévet (- 1,6 %) ; Pont-l'Abbé reste la ville la plus peuplée (8 395 habitants), devant Plonéour-Lanvern (6 347 habitants) et Penmarc'h (5 130 habitants).

### Environnement

#### Climat
Le climat est océanique avec un hiver doux mais humide et très venté, et un été sans chaleur excessive (voir aussi climat du Finistère).
Le site naturel de la baie d’Audierne est protégé, célèbre par ses courants et sa navigation dangereuse. C'est aussi une zone très poissonneuse par la rencontre des eaux océaniques qui viennent buter contre le courant plus froid venant de la Manche.

#### La création de la réserve naturelle "Dunes et paluds bigoudènes"
Les "Dunes et paluds bigoudènes", qui accueillent plus d'un millier d'espèces végétales et animales différentes, vont devenir en 2024 une nouvelle Réserve naturelle régionale, à la suite d'un vote du Conseil régional de Bretagne en date du 17 décembre 2021.
La création de la "Réserve naturelle des dunes et paluds bigoudènes" est prévue au premier semestre 2025 ; située le long de la Baie d'Audierne, elle s'étendra au minimum sur 1 700 hectares ; elle est vouée essentiellement à la protection des oiseaux, de nombreuses espèces y trouvant refuge, notamment dans les marais et l'étang de Trunvel (en Tréogat).

#### Faune marine de la baie d'Audierne
Le site recueille sur ses côtes de nombreuses espèces marines qui y trouvent refuge entre la côte continentale et les îles du Ponant finistérien dont l’île de Sein qu'on rattache souvent aussi au pays Bigouden.
Bien que le pays Bigouden soit de tradition plutôt terrienne, les femmes de Sein partageaient souvent les mêmes traditions et activités que les Bigoudens du continent, ou bien vivaient sur le continent durant l’hiver difficile à Sein, certaines familles sénanes y possédant aussi des potagers car les cultures maraîchères étaient difficiles et insuffisantes sur l’île, et les pêcheurs sénans apportaient l’essentiel de leur pêche en port de Loctudy avant de rentrer sur l’île ou de cultiver leur potager en pays Bigouden ou acheter les provisions de bouche avant de rentrer sur l’île avec leur panier de pêche.
De fait la pêche en baie d’Audierne était très fructueuse et guettée par de nombreux oiseaux (mouettes, fous de Bassan, et depuis quelques années des macareux revenus de la Manche) qui suivaient les pêcheurs pour collecter les espèces non conservées. Les eaux sont riches aussi en poissons de grande taille dont le bar.
De plus, la baie d’Audierne offre un plateau continental favorable à l’élevage des langoustes et homards en paniers, et les eaux sont aussi riches en langoustines, galatées et petites crevettes grises ; son fond est également habité par des espèces très charnues de crabes marins.
Des baleines y étaient observées. On voit toujours des dauphins et petits requins appelés des « peau bleue » qui étaient capturés autrefois pour leur viande, mais le plus souvent parce qu'ils se retrouvaient au milieu des filets, attirés par les riches bancs de poissons de la baie et de la mer d'Iroise. On en trouve encore en criée de Loctudy.
Bien que la pêche soit toujours importante, la diminution des bancs de poissons et crustacés reste un problème et a conduit à limiter l'effort de pêche pour préserver la ressource. Autre problème : la pollution marine (dont les dégâts causés par les marées noires et dégazages sauvages des navires croisant au large de la Bretagne) qui a marqué toute la région et appauvri les espèces aviaires.

#### Rivière de Pont-l’Abbé et abers
Grâce aux efforts de préservation, de dépollution des effluents urbains et de protection des berges, les populations de saumons sauvages sont revenues et ont colonisé les abers et petites rivières aux eaux cristallines et abondantes qui débouchent à Pont-l'Abbé dans son petit port.

## Toponymie

### Tradition orale: Penmarc'h
La péninsule s'appelle primitivement Penmarc'h,. Henri Touchard constate à diverses reprises qu'à la fin du XVe siècle, dans les registres portuaires, le même maître d'équipage et son même bateau peuvent avoir pour port d'attache un jour un port connu (Loctudy, Guilvinec…) et un autre jour un mystérieux « Penmarc'h ». Il en conclut que Penmarc'h n'est pas un port, mais une vraie « nébuleuse » de ports. Penmarc'h désigne « toute la côte », de la baie d'Audierne à l'embouchure de l'Odet.

« Quand on parle de Penmarc'h à cette époque, il s'agit en fait de l'équivalent d'un quartier maritime qui va de Léchiagat à Pors-Carn. Un maître de bateau de Treffiagat inscrit son bateau à Bordeaux comme étant de Penmarc'h. »

Per Jakez Helias décrit ainsi, dans le conte La Rivière de Kido, de manière imagée, les conséquences de l'envasement et de l'ensablement progressif de la région :

« Le pays de Penmarc'h, en ce temps-là, était un archipel d'îles basses entre lesquelles on circulait par des canaux. Tout au long de la baie d'Audierne, il y avait des ports ouverts. Et c'est par la route de mer que les pèlerins arrivaient de toute part au grand pardon de Languidou. Ils venaient même de pays étrangers tant était grande la réputation du seigneur saint Kido, qui protégeait les hommes et les biens sur l'eau salée. (...) Et puis il vint un temps où la mer attrapa mal au ventre, on ne sait pourquoi, ni comment. (...) À force de convulsions, elle dérouta ses courants, elle bannit ses poissons au large, elle encombra ses canaux de sa vase, elle finit par dégorger; sur ses bords, les galets qui lui faisaient mal. (...) La baie de Kido se trouva polie d'un cordon de galets polis et se dessécha derrière ce mur. La rivière devint un étang et les cloches de Languidou sonnèrent le glas du grand pardon. Pendant plusieurs années encore, des navires d'outre-mer, chargés de pèlerins, se présentèrent devant la baie d'Audierne, cherchant l'entrée de la rivière de Kido. Mais ils avaient beau croiser de Pors-Karn à Pors-Poulhan, il n'y avait plus d'entrée »

#### Paroisse du même nom
Le nom de Penmarc'h est donné par la suite à une paroisse. Il s'agit à l'origine d'une trève, qui est nommée Trebotref vers 1330, et dont on sait qu'elle est paroisse en 1349. Cette paroisse comprend un bourg (« le bourg ») et deux ports : Saint-Pierre et Kérity (le port de Saint-Guénolé, à cette époque, est trève de Beuzec-Cap-Caval). Au XVe siècle, la paroisse s'appelle le plus souvent Treoultrenabat. Au XVIe siècle, elle devient Tréoultré. En 1592, on trouve « parroesse de Treoultre, terrouer de Penmarc ». Au XVIIe siècle, on trouve aussi bien Tréoultré que Tréoultré-Penmarc'h. Enfin, en 1740, le nom de la paroisse devient définitivement Penmarc'h. Au moment du Concordat, en 1802, la trève de Saint-Guénolé lui est rattachée. Penmarch (dans l'orthographe officielle) est aujourd'hui le nom du bourg et le nom de la commune.

#### Source de confusion
Le nom de Penmarc'h est souvent source de confusion, du fait de son emploi anachronique par les auteurs du XIXe siècle pour désigner la paroisse de Tréoultré (qualifiée aussi de « ville », alors qu'il s'agit bien de trois agglomérations distinctes) : le nom de Penmarc'h fait songer inévitablement au port de Saint-Guénolé, qu'il incite à inclure avant l'heure dans la paroisse.

### Tradition écrite: Cap Caval
Le pays Bigouden formait au haut Moyen Âge le pagus Kap-Caval (Cap Caval), un pays historique, c'était un pagus, c'est-à-dire une subdivision administrative de la Cornouaille.
Quittant les registres portuaires, reflets de la tradition orale, on trouve dans les textes anciens le nom de Cap Caval. Il s'agit d'une latinisation (caput caballi), par les religieux chrétiens, de penn marc'h (« tête de cheval »). Ce nom tombe en désuétude à la fin du XVIIIe siècle.

## Histoire

### Étymologie et origines

#### Mythe des origines développé auXIXesiècle
On a donné toutes sortes d'ancêtres aux Bigoudens : Mongols, Galtchas (les « Tadjiks des Montagnes »), Lapons, Phéniciens, Atlantes… Selon certains ethnologues du XIXe siècle, les Bigoudens seraient les descendants des aborigènes ayant occupé la Bretagne avant les premières invasions celtes. Selon d'autres, se basant sur des « ressemblances physiologiques » (pommettes hautes des Bigoudènes, yeux légèrement bridés, etc.), les Bigoudens descendraient d'une tribu mongole. L'ingénieur A. Mahé de La Bourdonnais voit dans le Bigouden « un Mongol pur sang », « aux traits taillés à coups de hache », présentant le type commun aux Bouriates, aux Tchouktches, aux Kalmouks, aux Tibétains. D'après la thèse pour le doctorat en médecine soutenue en 1899 par le Quimpérois René Le Feunteun, les Bigoudens, « race mongoloïde », forment une « population étrange, qui n'a adopté du Breton que la langue, conservant ses mœurs, son type et un costume à part ». Pour Bertrand-François Mahé de La Bourdonnais « Les Bigoudens sont foncièrement laids et n'ont rien de commun avec le type grec. (...) Ils me paraissent être d'origine thibétaine (...) Les Bigoudens paraissent être des Mongols pur sang. (...) Les Quimpérois les appellent communément des Chinois, et qu'il n'y a pas à Quimper une seule boutique ou commerce tenu par un « Bigouden ». Elles (sic) ont le monopole de la « marée » et tous les matins, elles arrivent des campagnes environnantes ou des bords de la mer, étaler leurs produits agricoles ou leur pêche, sur la place du marché. Mais, le soir venu, il ne reste pas un seul habitant de Pont-l'Abbé à Quimper. »
À partir de 1983, une enquête immunogénétique, parrainée par l'Inserm, est menée par l'équipe du professeur Charles Salmon et celle du professeur Gabriel Le Menn. Elle confirme qu'on a bien affaire, de Plozévet à Sainte-Marine, à une seule et même population : « Non seulement cette population constitue un ensemble homogène, mais également elle diffère des Bretons limitrophes. » Les enquêteurs considèrent en revanche qu'« il faut tordre le cou au mythe oriental… puisqu'il n'existe rigoureusement aucune analogie génétique entre Bigoudens et Asiatiques… » La population bigoudène a plus d'affinités génétiques avec les populations de pays celtiques insulaires (île de Man, pays de Galles) que la moyenne de la population finistérienne.

#### Origine du nom actuel: pays Bigouden

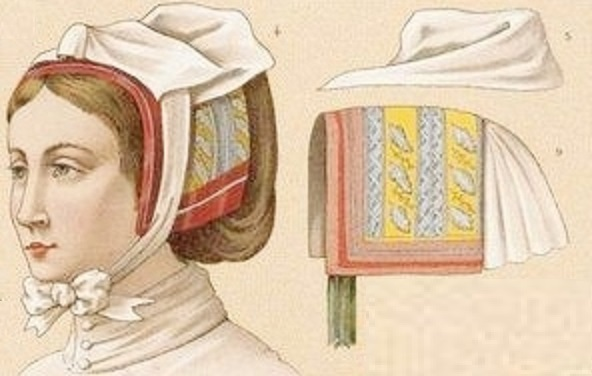
Exemples de bigoudens (dessin d'Albert Racinet publié en 1888).

L'origine de cet ensemble remonte peut-être fort loin dans le temps, mais on n'en trouve pas trace avant le XIIe siècle. On ignore s'il a constitué un fief.
On n'a aucune certitude concernant l'origine du mot bigouden. Il serait apparu dans les années 1830, pour désigner la pointe frontale (en breton beg) de la coiffe locale. La légende locale veut que ce petit tortillon de fil au sommet des coiffes ait été une réponse bravache des femmes à la décapitation des clochers bigoudens, en 1675. Une autre légende locale  bouscule la chronologie et attribue l'envol des coiffes en « pain de sucre » à cette révolte des Bonnets rouges, pour en faire un symbole de résistance et d'indépendance.

Sa première mention écrite connue date du 27 juin 1833, dans un article du journal Le Finistère qui parle de  « coiffes surmontées d'une pointe nommée bigouden ». Le terme est repris en 1835 dans La Galerie bretonne d'Olivier Perrin, puis dans Le Magasin pittoresque en 1836, le mot désignant toujours la coiffe portée par les femmes avant de désigner les femmes qui la portaient, puis par extension aussi les hommes et l'ensemble de la région, supplantant même l'ancien nom « Cap Caval » .
Ce n'est qu'à la fin du XIXe siècle que l'usage devient courant d'appeler Bigoudens et Bigoudènes les habitants de la contrée. En témoigne par exemple ce texte d'Albert Racinet publié en 1888 :

« Le bigouden est la coiffe de linon ou de coton dont les paysannes de Pont-l'Abbé recouvrent leur serre-tête brodé de soie ; non seulement cette coiffure prend une forme différente chez la jeune fille ou la femme mariée, mais elle subit encore, dans chacune de ces catégories, plusieurs variantes (...). Les temps ont voulu que l'harmonieuse appellation, si longtemps réservée aux bonnets, fût donnée à celles qui les portaient : on dit aujourd'hui, en parlant de ces paysannes, dont la coquetterie est proverbiale en Basse-Bretagne, les Bigoudens de Pont-l'Abbé. »

Quant à l'expression « pays Bigouden », elle ne s'impose qu'au début du XXe siècle.

« Les Bigoudens ont de longue date affirmé leur singularité par la coiffe des femmes et les broderies du costume masculin. (...) La prééminence de la femme est telle chez les Bigoudens que le nom même de l'homme en langue bretonne, le bigouter, est tombé en désuétude et que le pays a pris le nom de la coiffe des femmes, la bigouden. (...) La Bigoudène, même mariée, continue à être désignée sous son nom de jeune fille. »

Pour sa part, Pierre-Jakez Hélias a écrit : « Nous autres Bigoudens, nous avons la réputation de ne pas être comme tout le monde. Cela doit être vrai puisque tout le monde le dit, nous-mêmes les premiers. (...) Dans mon pays, ce sont les femmes qui méritent de commander, à force de sacrifices, d'abnégation et d'orgueil indomptable. Il n'est pas possible sans elles d'expliquer le quart de ce que nous sommes ».

### Doyenné du Cap Caval

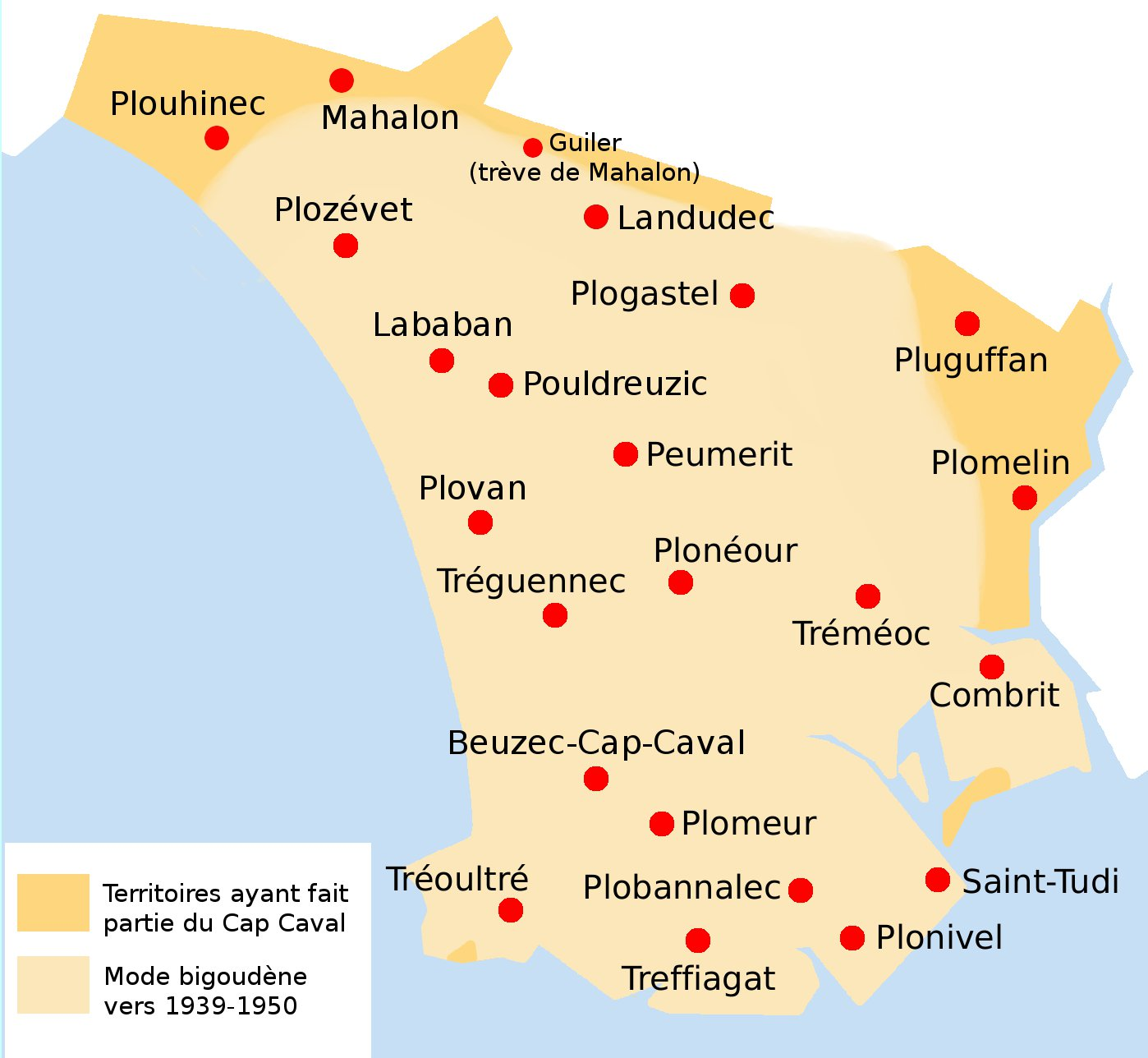
Les 22 paroisses de l'archidiaconé du Cap Caval, en 1368.

La plus ancienne entité connue dans la péninsule est, au XIIe siècle, le doyenné du Cap Caval (on en ignore l'étendue). Il a pour siège Beuzec-Cap-Caval. Le doyen (le recteur de Beuzec) exerce une fonction assez importante, puisqu'il juge les causes matrimoniales et testamentaires de toutes les paroisses du doyenné (on aurait compté quatre notaires à Beuzec). Mais l'évêque de Cornouaille affirme son autorité : il obtient la démission du doyen et, le 19 octobre 1286, il annule définitivement le doyenné, qui devient archidiaconé.
Un compte établi en 1368 par l'archevêché de Tours donne la composition pour cette année-là de l'archidiaconé du Cap Caval : 22 paroisses, couvrant un territoire plus vaste que celui du pays Bigouden des années 1940. Il comprend notamment :
- au nord-ouest, la totalité de la paroisse de Plouhinec et de celle de Mahalon (comprenant la trève de Guiler) ;
- à l'est, la totalité des paroisses de Plomelin et de Pluguffan[57],[51][59].

Dans l'archidiaconé, Beuzec-Cap-Caval devient simple paroisse. Elle est supprimée en 1801, au moment du Concordat. Le bourg de Beuzec-Cap-Caval fait maintenant partie de la commune de Plomeur.

### Moyen Âge

#### Ensemble de ports prospères

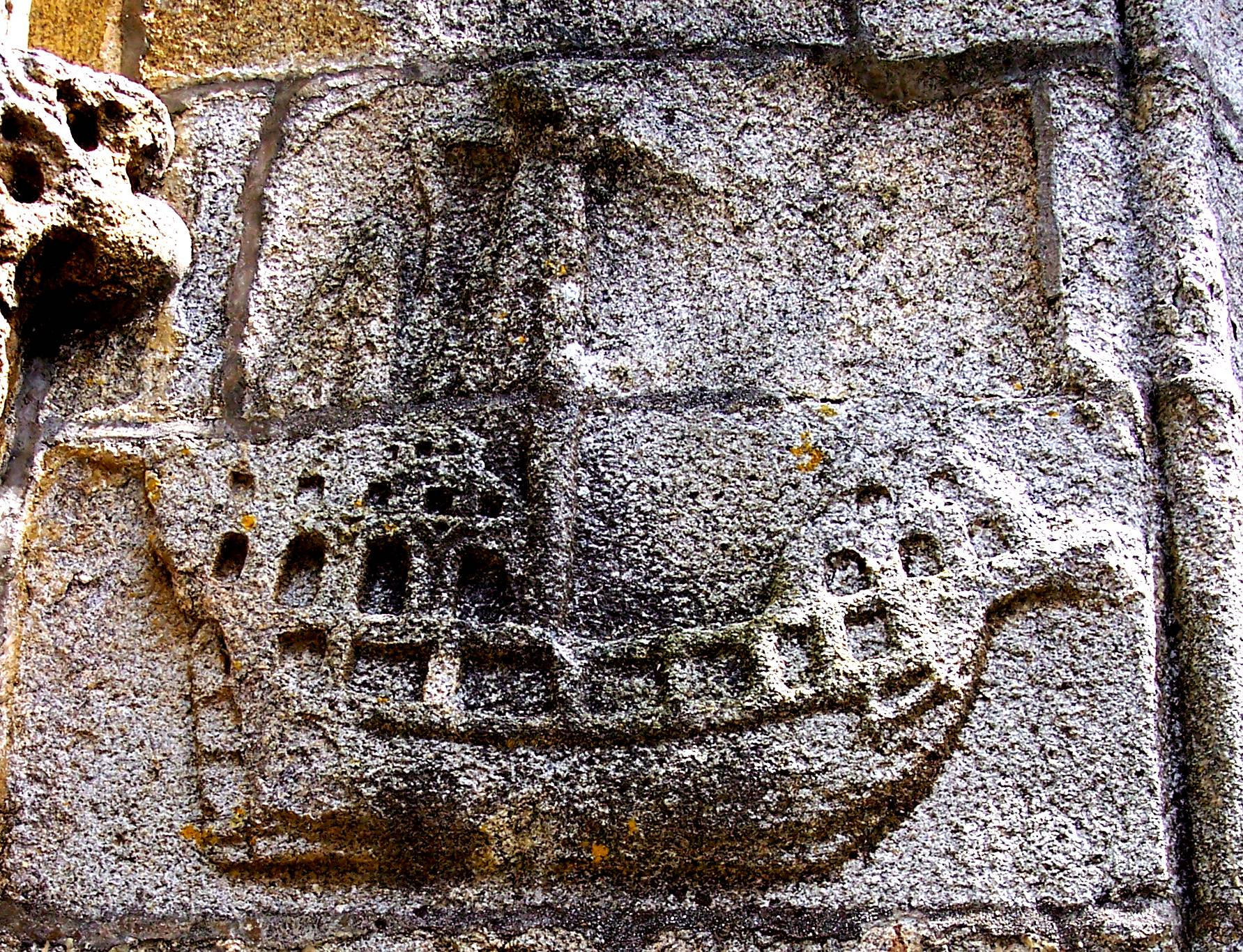
Une caravelle en bas-relief (église Saint-Nonna de Penmarc'h).

Penmarc'h était aux XVe et XVIe siècles une des villes les plus prospères de Bretagne et sa population avoisinait alors les 10 000 âmes. C'est qu'à une vingtaine de kilomètres à l'ouest de Penmarc'h, on trouvait à une certaine époque de l'année un banc considérable de morues dont la pêche était fort lucrative. Par ailleurs, la ville faisait commerce de chanvre, de toile, de bestiaux et de grains avec les ports espagnols de la Galice et des Asturies. La ville était tellement tournée vers le commerce maritime que les terres environnantes étaient laissées en friche et que l'autorité dut intervenir pour en exiger la culture. La prospérité de la ville commença à décliner vers 1500 avec la découverte d'importants bancs de morues au large de Terre-Neuve qui profitèrent surtout aux ports de la Manche : Saint-Malo, Granville, Binic. Cependant la ville continua à exporter vers l'Espagne des farines et des poissons secs.
En 1482-1483, le registre de la « comptablie », qui perçoit les taxes à l'entrée du port de Bordeaux enregistre vingt-sept navires venant de Penmarch.
Henry Reverdy décrit ainsi l'ancienne prospérité de Penmarc'h :

« Autrefois, Penmarc'h fut une ville qui s'étendait de Kérity à Saint-Guénolé. (...) Un port avec une longue jetée s'étendait à presque un quart de lieue en mer jusqu'au Rocher de la Chaise. Les ducs de Bretagne avaient une pêcherie à Poul-Bras. Les sentiers portent encore le nom des rues qu'ils ont remplacées : "Grand'rue", "rue des Marchands", "rue des Argentiers". La richesse était telle qu'on tapissait d'étoffes de soie les murailles au jour des processions. Les habitants de Penmarc'h étaient déjà dans ces temps éloignés d'intrépides et hardis marins. À 30 lieues dans l'ouest de la Pointe, ils trouvèrent un banc considérable de morues. La présence de la "viande de carême" attira les armateurs. Des artisans de toute espèce vinrent à leur suite ; la ville se forma et s'accrût rapidement. À la pêche s'ajouta aux XIVe et XVe siècles le commerce des grains, des bestiaux, ds toiles avec les ports d'Espagne. Sous Henri II, Penmarc'h pouvait armer 2 500 arquebusiers. La décadence vint. Un raz-de-marée submergea le port. (...) La morue s'éloigna des côtes »

De plus Penmarc'h fut la cible d'attaques répétées de la part de la marine anglaise. Ils pillèrent la cité portuaire à deux reprises : une première fois en l'an 1403 et une seconde fois le siècle suivant en l'an 1514. Lors de l'attaque de 1403, la flotte anglaise était conduite par Guillaume de Wilford qui avait 6 000 hommes sous ses ordres.
René de Rieux, dit « Sourdéac », qui fut gouverneur de Brest et marquis d'Ouessant à la fin du XVIe siècle décrit ainsi la prospérité de Penmarc'h à la fin du Moyen Âge :

« Il y avait dans le bourg de Penmarc (que j'estime l'un des plus grands de France) fort grande quantité de petits bourgs, chacun de soixante à quatre-vingts maisons, lesquelles ne sont distantes les unes des autres que de la portée de l'arquebusade, et diriez que c'est un archipelage terrestre de voir cette grande étendue de maisons séparées par cantons, et auparavant que la rage de Fontenelle les ont ruinés, c'estoit le plus riche bourg de Bretagne, et que les Penmarquéens avoient plus de cinq cents navires à eux. »

#### Importance des activités textiles et tinctoriales
L'« immense richesse » de Penmarc'h au Moyen Âge a été contestée par certains historiens qui fondaient leur analyse sur les taxes prélevées sur le commerce des poissons. Mais les plus grands bénéfices provenaient probablement du commerce des plantes tinctoriales comme le pastel et la garance, du travail du lin et du chanvre. Les documents écrits manquent pour pouvoir l'affirmer avec certitude, mais l'étude de la toponymie locale de Penmarc'h, de Plomeur et des communes avoisinantes menée par Robert Gouzien dans son livre Le Pays Bigouden, un pays de cocagne ? montre de nombreux noms de lieux leur faisant référence, en langue bretonne bien sûr ; par exemple des lieux-dits comme Lestembec'h (« La cuve des tas [de pastel] »), Poulelest (« La mare à la cuve »), Poull Kog (« La mare où l'on fait macérer les coques ou cocagnes »), Rulenn (« L'étang de la teinture rouge »), Poul Glaz (« La mare bleue »), Lagad Glas (« La mare où l'on rouissait le lin »), Keregard Glas (« La ferme où l'on cardait le lin »), etc. La maison en ruines dite Four de Saint-Trémeur (en Le Guilvinec) est un kanndi ; l'auge de Saint-Vio en Tréguennec servait à blanchir le chanvre ; la fontaine Saint-Côme, près de la chapelle de Langougou en Plomeur, possède plusieurs bassins de rinçage qui servaient pour le lin et le chanvre (on peut d'ailleurs se demander si les vertus miraculeuses et divinatoires attribuées par la croyance populaire à l'eau de cette fontaine n'était pas liée aux déchets de chanvre polluant l'eau et entraînant des effets un peu analogues à ceux du cannabis) ; la fontaine de Poulguen (en Penmarc'h) possède encore une esplanade pavée de grandes dalles de granite et est entourée d'un muret de pierre qui est un ancien repamoir servant de lieu de dépôt des écheveaux après leur rinçage. Le pont, fait d'une ancienne dalle funéraire, situé sur le ruisseau devant la fontaine de Saint-Vio est aussi un ancien repamoir (dalle permettant de faire reposer les écheveaux pour les faire sécher après leur rinçage). Vu l'importance de la flotte de Penmarc'h du XIVe au XVIIe siècle, la production de cordes, alors en chanvre, était nécessairement importante dans la région, ce qu'illustre le lieu-dit « Valordi » (situé près de la pointe de la Torche en Plomeur) qui signifie en breton « maladrerie », « léproserie », or les lépreux s'adonnaient traditionnellement à la fabrication des cordages. (...) « La chapelle de la Madeleine, aujourd'hui en Penmarc'h, située à proximité, leur est manifestement destinée. En effet les toponymes « La Madeleine » sont synonymes des noms de lieux « La Maladrerie » et sainte Madeleine est la patronne des cordiers ». La disposition des différents bassins et de la rigole de trop-plein de la fontaine de la Madeleine indique qu'il s'agissait d'une fontaine de rinçage de torons à cordes.
Dans l'église paroissiale Saint-Nonna, le bénitier de la famille Le Coguen, offert lors du baptême d'Urbane Le Coguen le 16 octobre 1620, est orné d'un blason présentant des cupules de glands, ce qui illustre la profession de fabricant de teintures de cette famille (les cupules de glands servaient à fabriquer une teinture verte). Un autre bénitier est orné d'une inscription : Le Flaman, ce qui illustre les relations des marins de Penmarc'h avec la Flandre à cette époque. En 1483, selon Yann Brekilien, 344 navires de Penmarc'h font escale dans le seul port d'Arnemuiden et, en 1533-1534, ce sont 270 bateaux, selon Serge Duigou.

#### Chantiers navals
Une telle activité maritime entraînait nécessairement l'existence à l'époque de nombreux chantiers navals même si l'histoire n'en a pas gardé de traces directes, les navires et les infrastructures en bois ayant disparu. Les seules traces de leur existence sont indirectes, grâce à la toponymie : Pors-Moro (« Le port où l'on met à l'eau les bateaux », Moran signifiant en breton « lancer un bateau ») ; un chantier naval existe d'ailleurs toujours à cet endroit ; le toponyme « Sainte-Marine » (Sant Voran en breton) pourrait avoir la même origine.

#### Marais salants
De nombreux marais salants ont existé par le passé dans les divers paluds du pays Bigouden. La carte des côtes de Bretagne vers 1780 indique encore un « marais salans ruiné » au sud du hameau de Poulguen (en Penmarc'h) ; les œillets à sel (en breton lagadoù) des anciennes salines de Ster Poulguen sont encore visibles, transformées de nos jours en potagers ou terrains pour mobile homes. La fréquence du mot breton gwenn (« blanc », couleur qui fait référence au sel) dans la toponymie littorale du pays Bigouden est remarquable : Aod Gwenn (« La plage des Sables blancs ») à Loctudy, Beg Gwenn (« La Pointe Blanche ») à Lesconil, etc..

#### Moulins
La carte de Cassini montre l'existence de très nombreux moulins dans le pays Bigouden. La seule paroisse de Plomeur « possédait neuf moulins, dont les moulins à eau de la Palue, de Pendreff (1786), le moulin en mer (Ar Veil Mor) à Treffiagat et les moulins à vent de Kerergos (Guilvinec, alors en Plomeur), de la Palue et de Penn ar Prat (XVIIIe siècle) ». La rivière de Pont-l'Abbé abritait le moulin à marée de Pors-Moro, qui appartenait au XVe siècle aux seigneurs du Pont, mais qui fut remanié au XVIIIe siècle, équipé en particulier d'un bassin de retenue, et le barrage-pont, qui retient les eaux de la rivière de Pont-l'Abbé pour former l'étang de Pont-l'Abbé, existait déjà en 1220, équipé d'un moulin, et appartenait lui aussi aux seigneurs du Pont. À la fin du Moyen Âge, deux moulins banaux fonctionnaient à l'entrée sud de ce barrage-pont, appartenant alors aux chanoines de Loctudy.

#### Pisciculture
Les étiers (en breton, ster au singulier, steriou au pluriel) comme le Ster Poulguen à Penmarc'h, le Ster Leskon à Lesconil, etc., petits estuaires des fleuves côtiers non encore colmatés, étaient des lieux importants de pisciculture : de nombreux toponymes en ont gardé la trace comme le manoir de Lestiala ou le lieu-dit « Keraluic » en Plomeur, ou encore les nombreux lieux (et statues dans les églises et chapelles) faisant référence à saint Alar, patron des alevins et des alevineurs ou à Saint Hilaire (Sant Hiler en breton) en raison de la proximité de leurs noms avec le terme breton an alaer qui signifie « l'alevineur »). De nombreux pièges à poissons étaient aussi aménagés le long du littoral, comme celui encore visible de la pointe de Men-Meur en Le Guilvinec (en Plomeur à l'époque) ; les nombreux toponymes gored (« piège à poissons » en breton) en ont aussi conservé la trace comme Goret en Penmarc'h ou Trebehoret à Pont-l'Abbé.
L'ordonnance de Colbert de 1681 ordonne la destruction des pêcheries, des pièges à poissons et des bassins piscicoles qui empiètent illégalement sur le domaine public maritime, ce qui favorisa l'ensablement des estuaires et des marais qui ne furent plus entretenus, l'homme aidant même à leur comblement par des travaux d'assèchement, d'endiguement et de comblement, créant des polders, afin de gagner des terres à l'agriculture.

### Églises décapitées du pays Bigouden

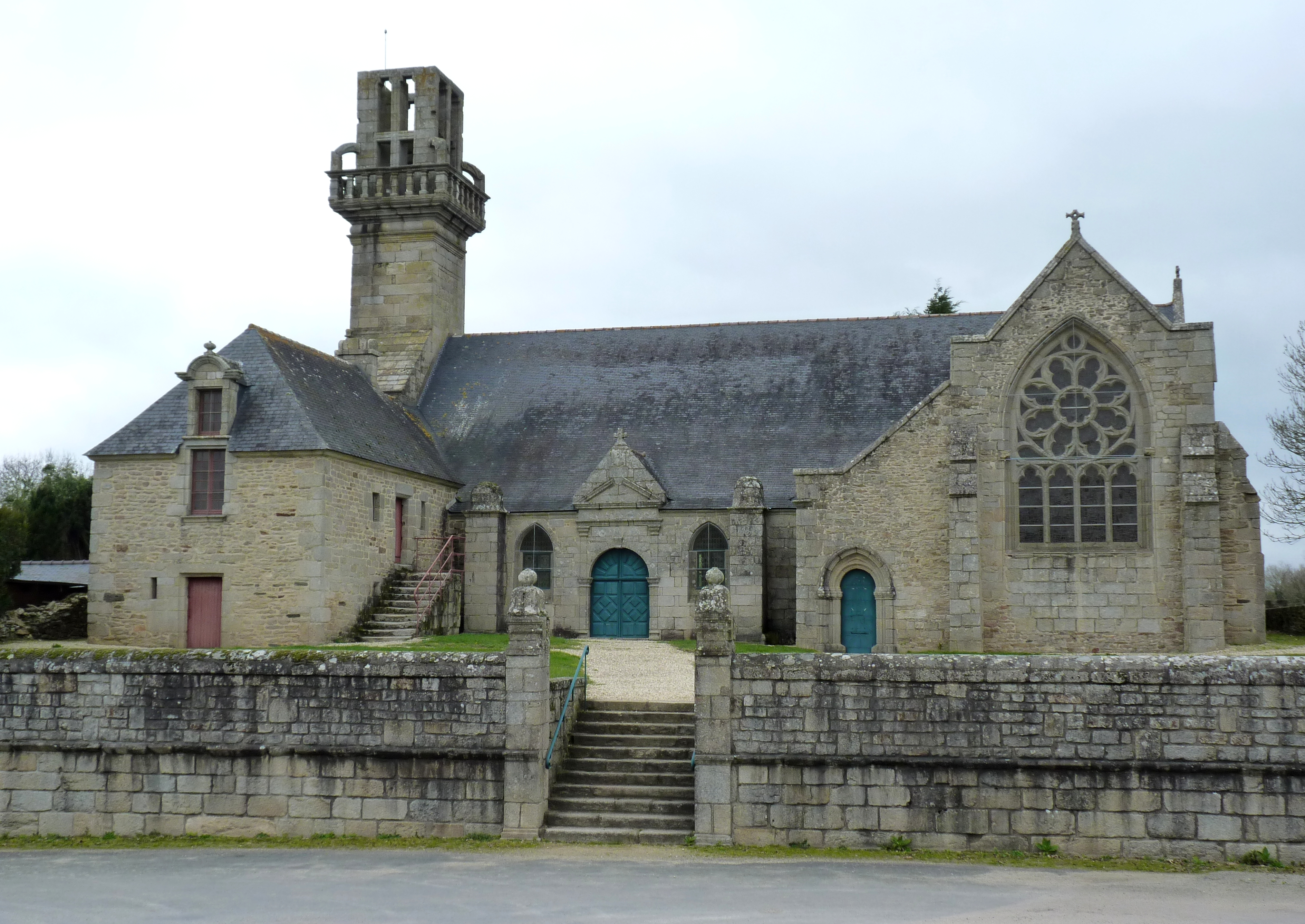
Chapelle Notre-Dame de Languivoa.
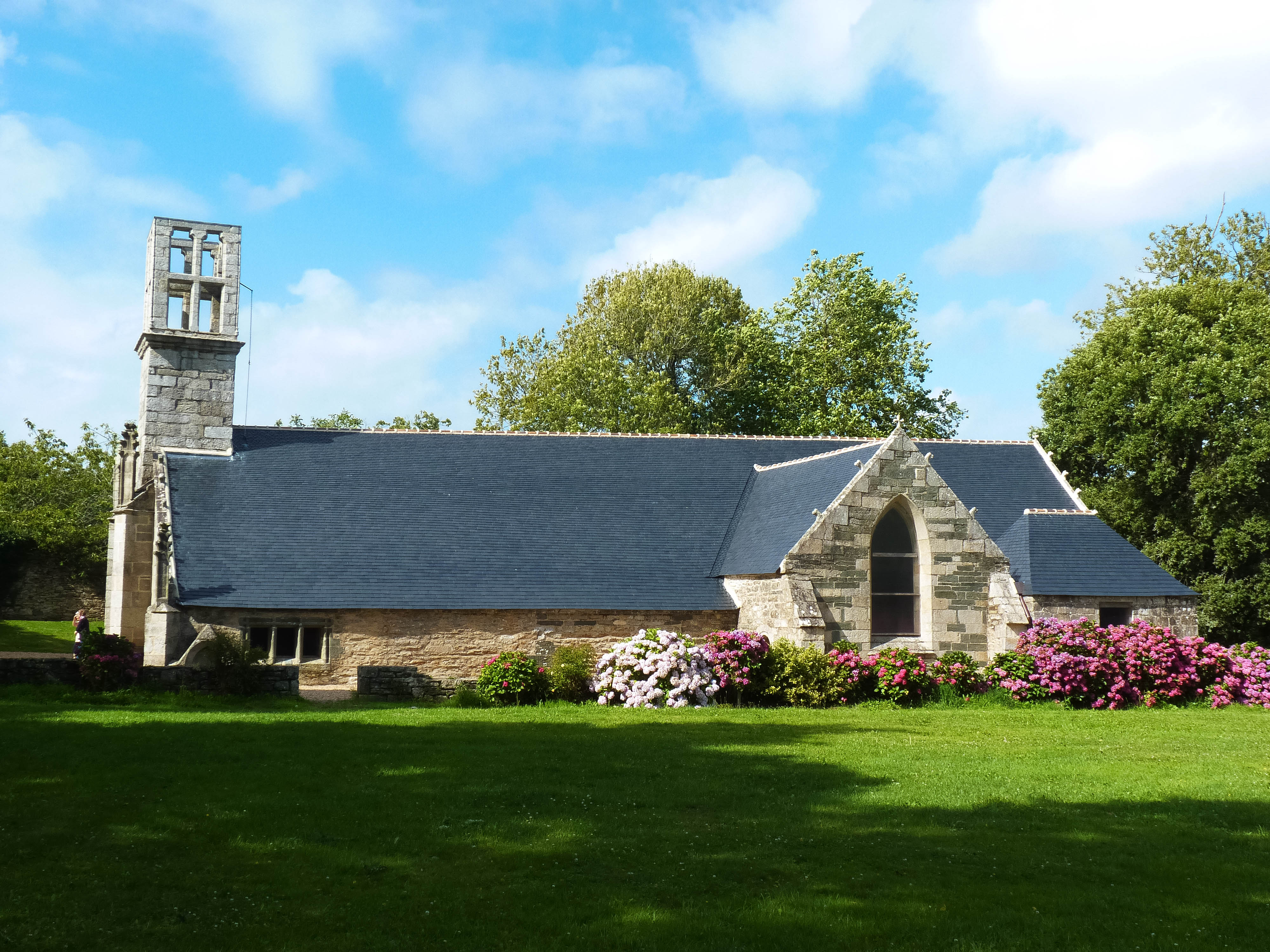
Ancienne église paroissiale Saint-Philibert de Lanvern.
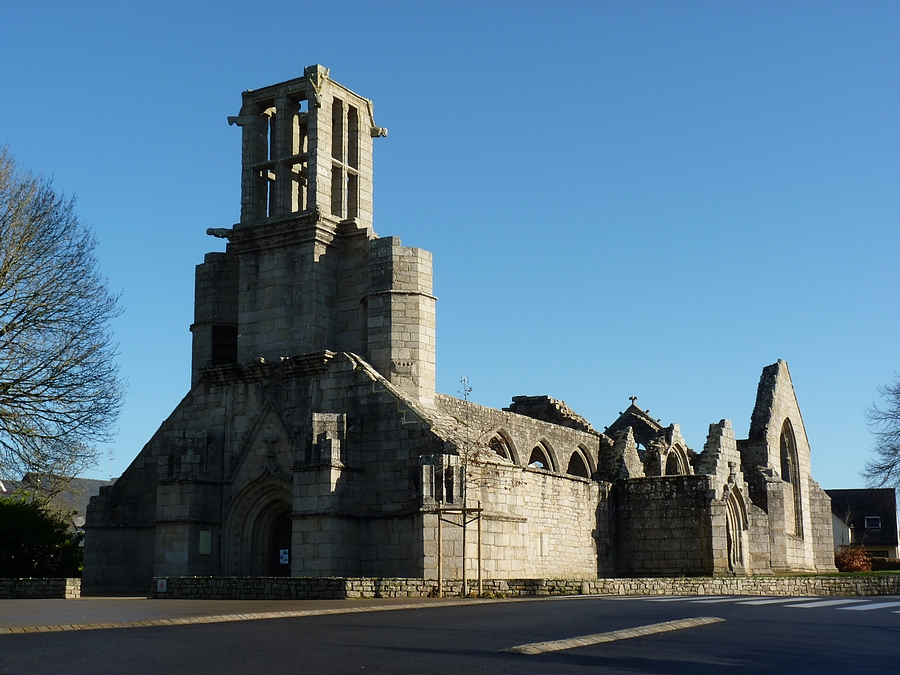
Ancienne église tréviale de Lambour.

En 1675, la révolte antifiscale du papier timbré agite d'abord les villes. Elle commence à Bordeaux en mars, et gagne la Bretagne (notamment Rennes et Nantes en avril, puis en mai). Elle s'étend à partir du 9 juin aux campagnes de Basse-Bretagne. Le mouvement propre aux campagnes est connu sous le nom de révolte des Bonnets rouges.
Le 23 juin 1675, un groupe de paroissiens se révolte en l'église de Combrit, moleste Nicolas Euzénou de Kersalaün, le seigneur du Cosquer, et le pend à une fenêtre de son château. Il meurt le 1er juillet, des suites de ses blessures. Fin juin et début juillet, les habitants de Cap Caval détruisent les actes consignant les privilèges seigneuriaux, et couchent par écrit leurs revendications. Le « Règlement des quatorze paroisses », établi le 2 juillet, probablement en la chapelle Notre-Dame de Tréminou, est le plus connu des différents « codes paysans » édictés à cette période. En Cap Caval, si les revendications fiscales envers le pouvoir central sont bien présentes, la colère populaire trouve aussi un aliment dans les innombrables abus des seigneurs locaux, des hommes de loi, des prêtres et des négociants. Les trois principaux propriétaires fonciers de la contrée sont particulièrement visés :
- les carmes du Pont (Pont-l'Abbé). Ils sont contraints par 8 000 hommes de renoncer aux corvées qui leur sont dues en signant le « Code breton »[83] ;
- Armand-Jean de Vignerot du Plessis, baron du Pont. Le 24 juin, son château est dévasté, incendié, ses archives sont dispersées, brûlées, les maisons de son receveur et de son greffier sont brûlées[84] ;
- René du Haffont. Ses manoirs de Lestrediagat (en Treffiagat) et de Brénanvec (en Plonéour) sont saccagés, pillés, en partie incendiés[79].

Au nom du roi Louis XIV, le duc de Chaulnes, gouverneur de Bretagne, mène début septembre une féroce répression. Serge Duigou estime que les décoiffements de clocher ont eu lieu « vraisemblablement » entre les 2 et 17 septembre. Il est à la tête de plus de 6 000 hommes, parmi lesquels :
- 350 mousquetaires ;
- des compagnies du régiment des Gardes françaises et du régiment des Gardes suisses ;
- les régiments d'infanterie de la Couronne et de Navailles ;
- huit compagnies d'infanterie des garnisons de l'île de Ré, de l'île d'Oléron et de Brouage ;
- le régiment de Tessé dragons ;
- des archers de la maréchaussée[86].

Des insurgés sont pendus (à Combrit, quatorze paysans auraient été pendus au même chêne). D'autres sont envoyés aux galères. Les cloches qui ont sonné le tocsin pour mobiliser les paysans sont descendues, par exemple à Languivoa, en Plonéour. Les clochers de six édifices religieux sont même décoiffés à coups de canon :
- à Tréguennec, où l'on ignore s'il s'agit du clocher de l'ancienne église paroissiale (détruite au XIXe siècle) ou de celui de la chapelle Notre-Dame-de-Pitié (actuelle église paroissiale), située à l'extérieur du bourg[88] ;
- celui de la chapelle Notre-Dame de Languivoa, dans la paroisse de Plonéour ;
- celui de l'église paroissiale Saint-Philibert de Lanvern ;
- celui de l'église tréviale Saint-Honoré (trève de Lanvern) ;
- celui de l'église paroissiale de Combrit ;
- celui de l'église tréviale de Lambour (alors trève de Combrit)[89].

### XIXesiècle

#### Vie quotidienne
L'habitat des paysans bigoudens fut longtemps très simple : dans la plupart des cas, la pièce unique est séparée en deux par une simple cloison entre le « haut bout » réservé à la famille et le « bas bout » destiné aux animaux. Dans la même pièce cohabitaient enfants, parents et grands-parents. Les familles possédaient au mieux une paillasse, un banc, un coffre rassemblant vêtements et ustensiles. Peu à peu, à partir de la fin du XVIIIe et pendant le XIXe siècle, le bétail est relégué dans un autre bâtiment, le « bas bout » étant transformé en chambre ou en pièce annexe, des armoires en bois de pin avec ferrures de fer de style Louis XV (avec un siècle de décalage sur la mode parisienne) remplacent le vieux coffre médiéval, puis des armoires en châtaignier, alignées les unes touchant les autres, parées d'une patine rouge, avec ferrures en laiton et clous étincelants, ainsi qu'un vaisselier et des lits-clos. La cheminée est le cœur de la maison ; elle est assez grande pour que l'on puisse s'y asseoir de chaque côté lors des repas, des petits travaux du soir et des veillées. La grande pauvreté reste encore fréquente à la fin du XIXe siècle :

« J'ai vu des taudis où pour tout ustensile de ménage, il y avait une écuelle, une bouteille et une plaque à galettes, un amas de fougères servait de couche à la malheureuse qui habitait ce galetas. Peut-on supposer pareil dénuement ! »

Le sol de la maison est la plupart du temps en terre battue, comme l'a écrit Pierre-Jakez Hélias :

« Ah cette terre battue ! On en a fait la marque même de la pauvreté proche de la misère. On a raconté qu'elle était toujours sale. Et il est vrai qu'elle tournait parfois en boue. C'est oublier que nous sortions de la boue des champs et des routes, que nous portions des sabots cloutés. »

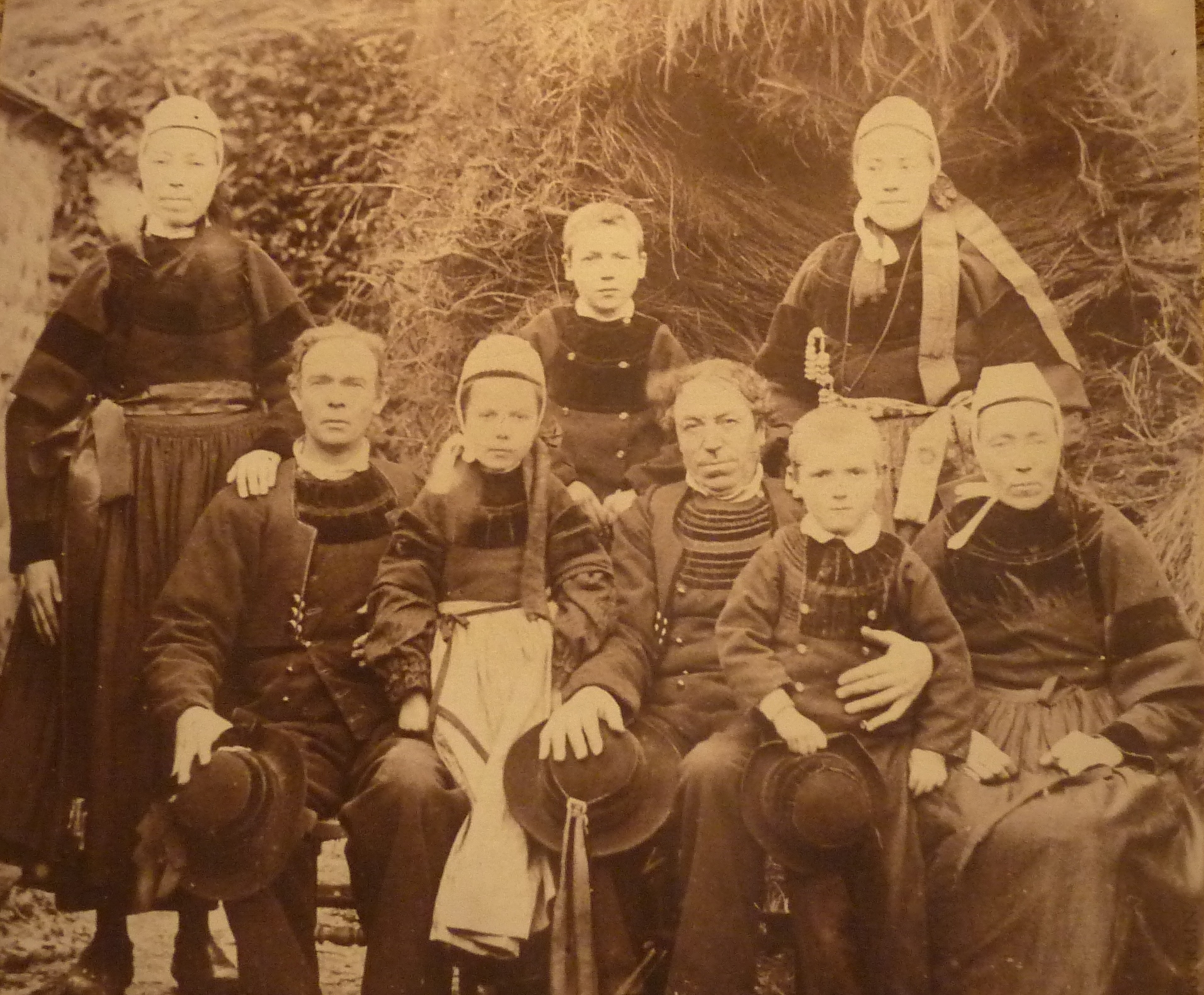
Famille bigoudène de Pont-l'Abbé avant 1900.
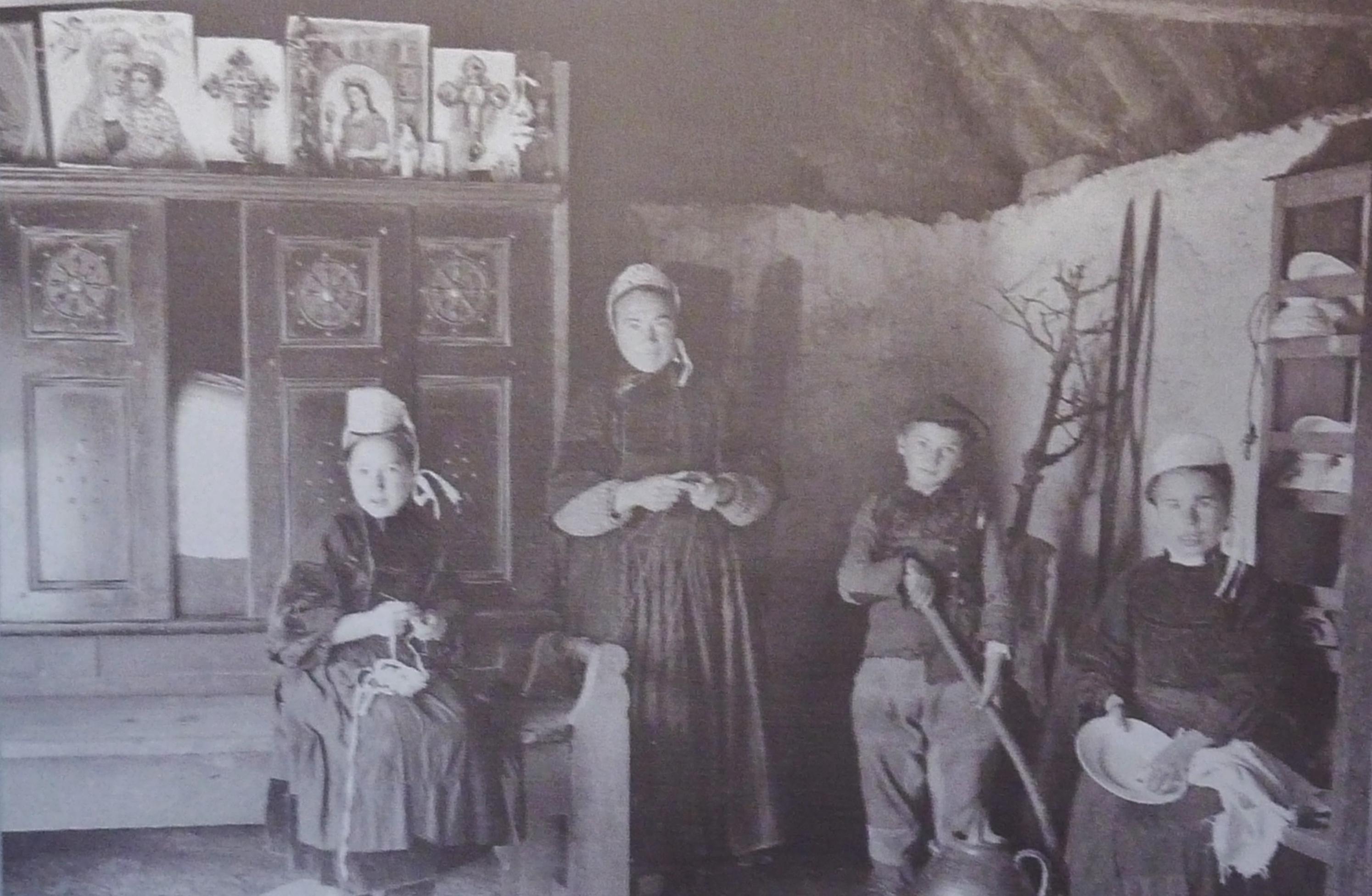
Intérieur bigouden vers 1900.

#### Épidémies meurtrières
Le choléra notamment a frappé à plusieurs reprises le pays Bigouden, principalement ses ports, dans le courant du XIXe siècle : en janvier 1835 , il fait dix-huit morts à Pont-l'Abbé, seize à l'Île-Tudy et deux à Plobannalec ; en 1849, il fait dix morts au Guilvinec et cinq à l'Île-Tudy ; en 1866, cinquante-deux personnes en sont victimes au Guilvinec, trente-huit à Pont-l'Abbé, dix-sept à Penmarc'h, sept à l'Île-Tudy et quatre à Loctudy. En 1885, entre octobre et décembre, le choléra provoque soixante-douze morts au Guilvinec.
En 1880, la variole sévit au Guilvinec et fait huit morts à l'Île-Tudy ; en 1889, la diphtérie emporte cinquante-et-une personnes, dont quarante-et-un enfants de moins de 10 ans, à l'Île-Tudy ; cette même commune connaît en 1891 une épidémie de typhus qui fait vingt-et-une victimes.

#### «Mode bigoudène» dans la seconde moitié duXIXesiècle
Une exposition Mode citadine, mode paysanne, influences croisées (1850-1910) ou Bigoudène, so chic !, qui s'est tenue en 2013 au Musée bigouden à Pont-l'Abbé a montré la mode bigoudène des costumes de ville de la bourgeoisie urbaine, principalement parisienne, pendant la seconde moitié du XIXe siècle. Cette mode citadine d’inspiration bigoudène, hybride entre mode de la ville et modes « traditionnelles », inspirées de plusieurs « pays » : pays Bigouden, pays de l'Aven, pays Glazik, pays Melenig, pays Pourlet, a été très à la mode de 1850 environ jusqu'à la Belle Époque, et a même perduré jusque vers 1930.

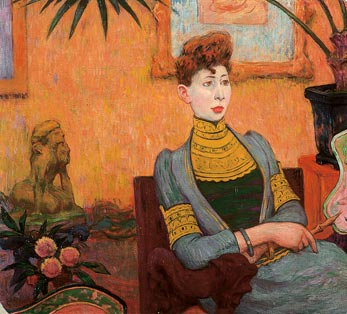
Émile Schuffenecker, Portrait de madame Champsaur (1890), en costume bigouden, musée de Pont-Aven[94].
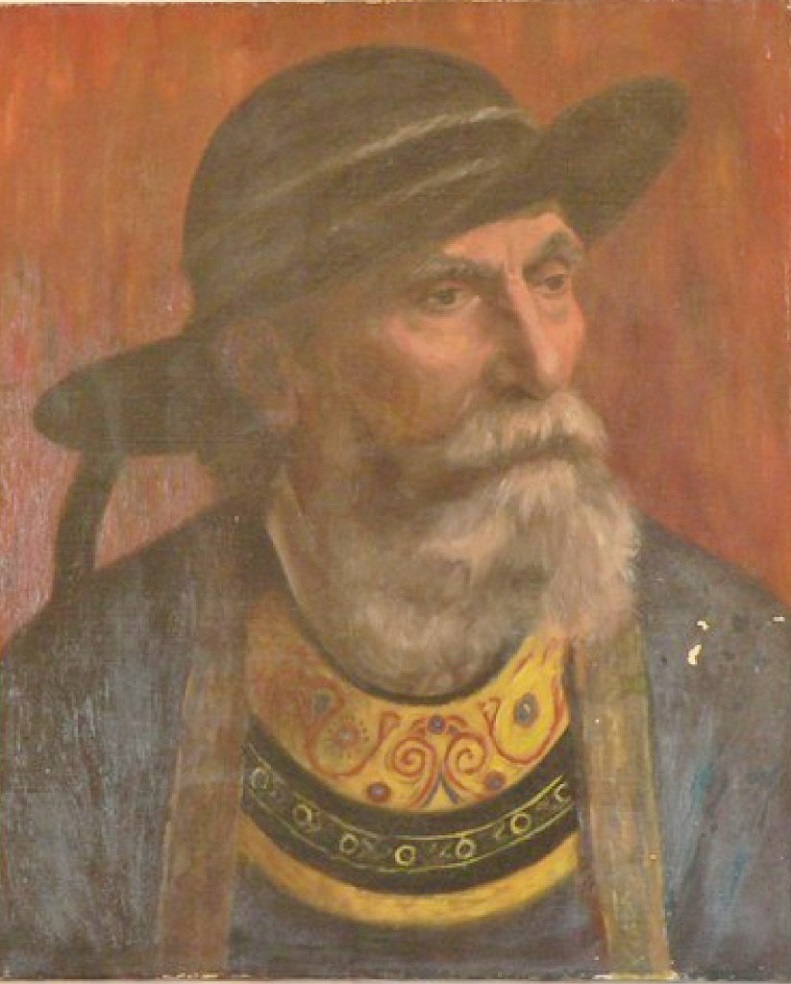
Anonyme, Portait d'homme en costume breton typique du pays Bigouden vers 1880, Pont-l'Abbé, Musée bigouden[95].
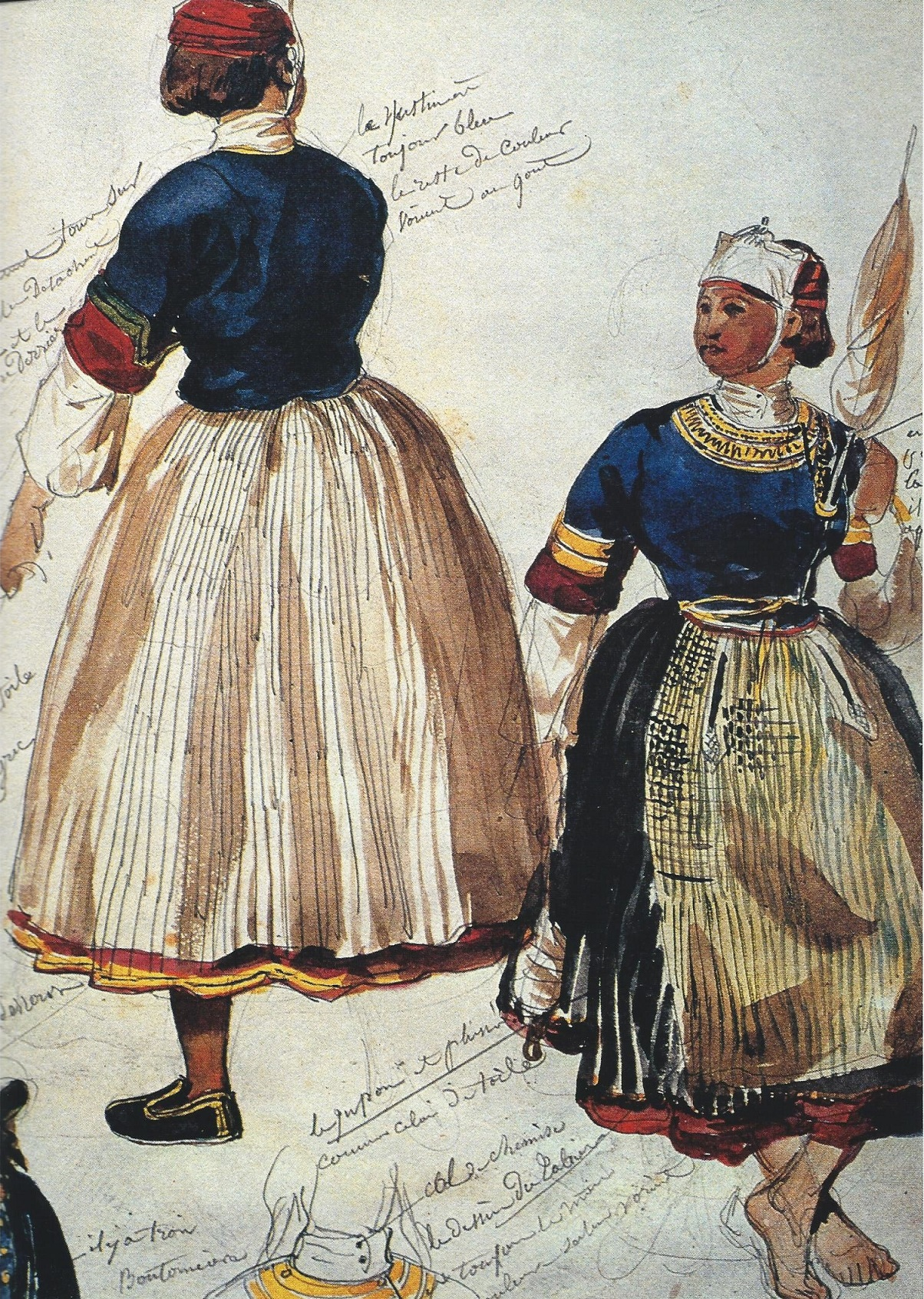
François Hippolyte Lalaisse, Bigoudènes.
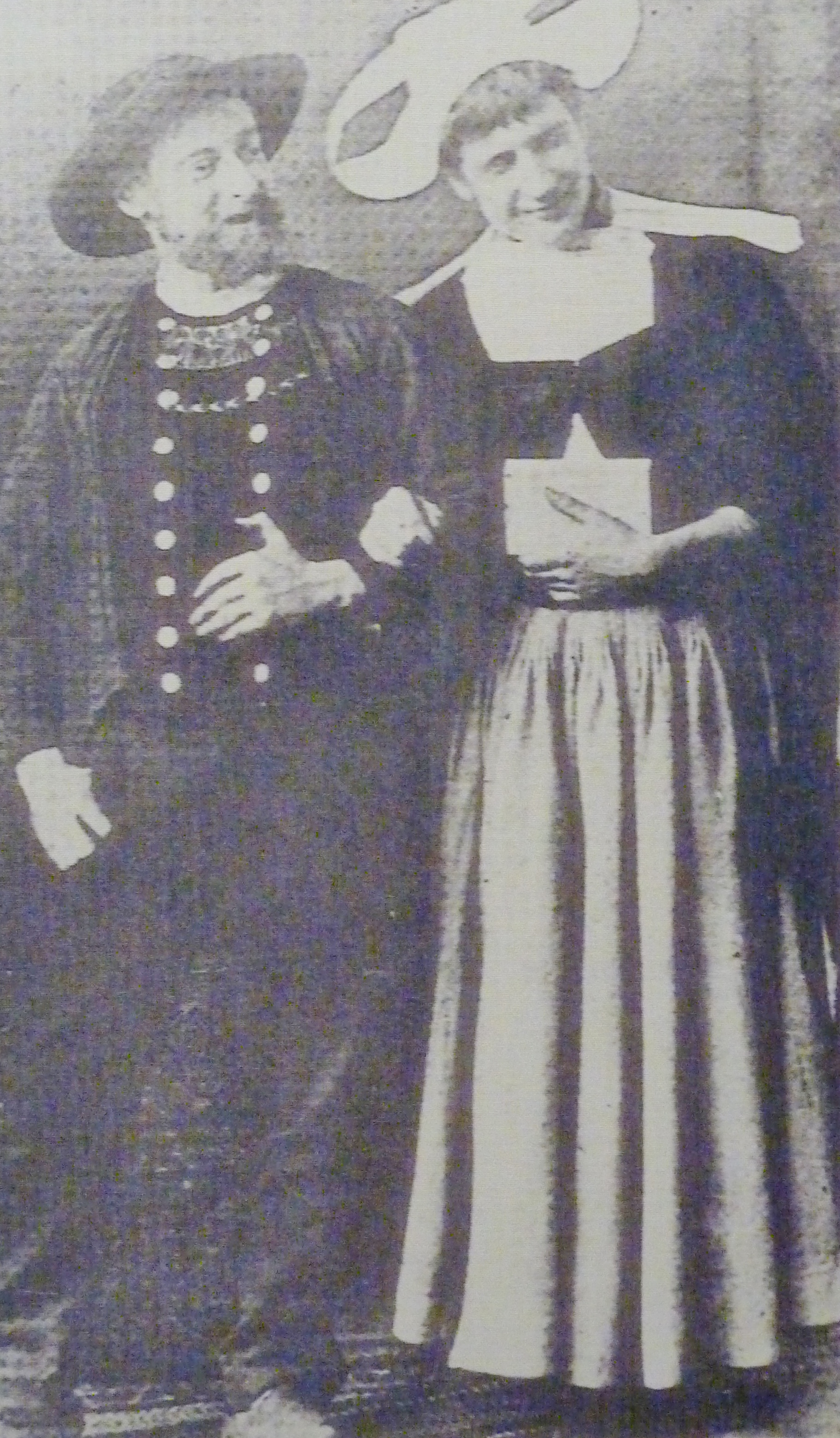
Paul Gauguin en costume bigouden vers 1890.
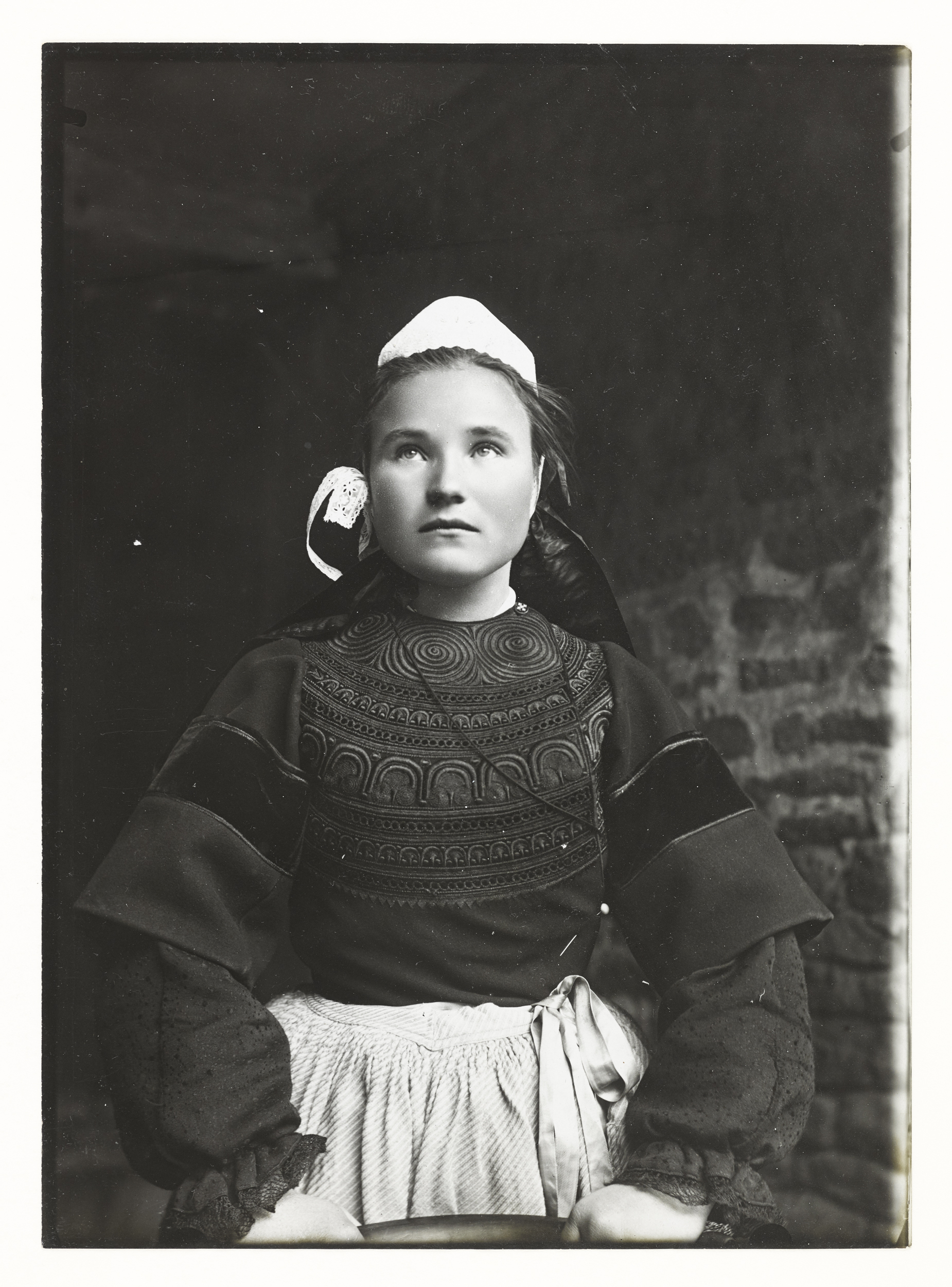
Paul Géniaux, Portrait d'une jeune femme en costume bigouden (vers 1900), Rennes, musée de Bretagne.

Alexandre Nicolaï décrit en 1893 l'industrie de la broderie à Pont-l'Abbé :

« La broderie est la principale industrie de Pont-l'Abbé et à peu près exclusivement aux mains des hommes, dont le travail passe de beaucoup celui des ouvrières en finesse et en solidité. De leurs mains sortent ces plastrons, ces devants de corsage dont les dames aiment à se parer, ces blagues, ces porte-cartes, ces porte-cigarettes, ces aumônières de drap armorié et décoré qui garnissent les étalages de Brest, de Quimper ou de Saint-Malo. »

La création des voies ferrées suscite un engouement pour la Bretagne, et en particulier pour le pays Bigouden, dont les compagnies de chemin de fer vantent le pittoresque, l'exotisme et l'archaïsme. Un mobilier néo-breton de style Henri II, un style Renaissance avec motifs supposés celtico-bretons, avec profusion de fuseaux et d'hermines, est alors à la mode. Ces « bigoudenneries de marchands » provoquent en réaction pendant l'entre-deux-guerres l'essor du mouvement artistique des Seiz Breur, qui rejette ces « biniouseries ».

### XXesiècle

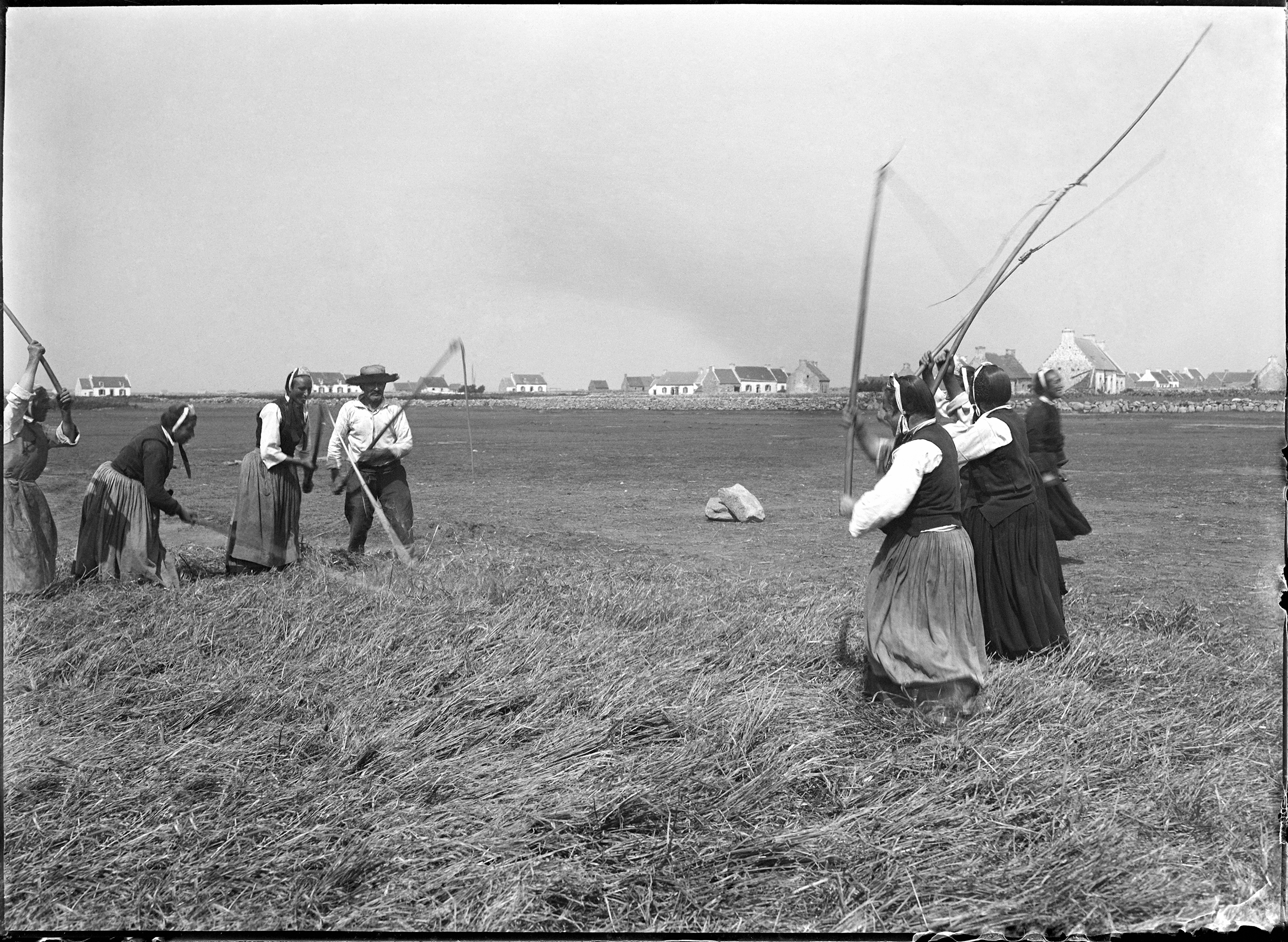
Georges Nitsch, Battage au fléau en pays Bigouden au début du XXe siècle (musée de Bretagne).

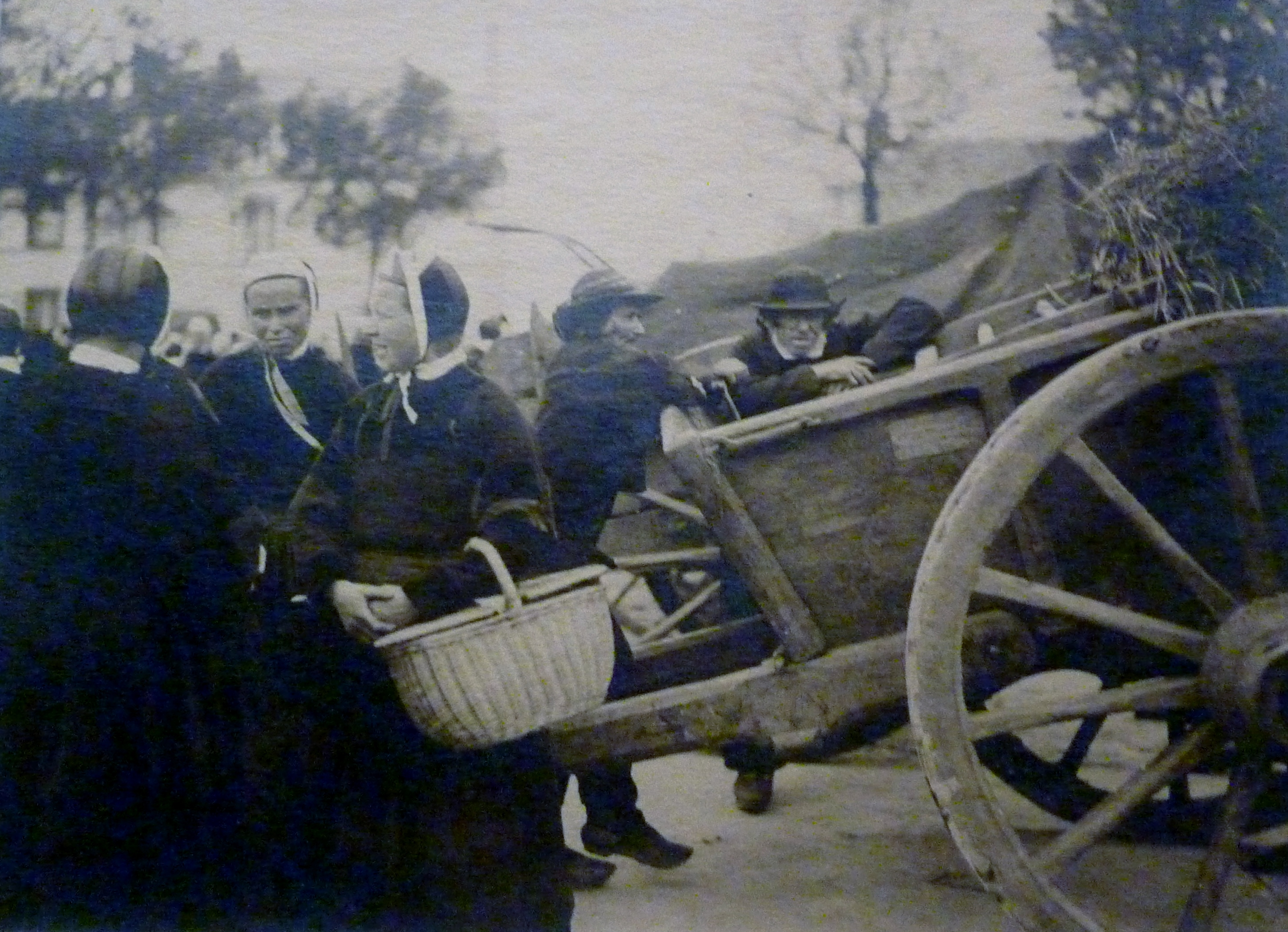
Gaston Maury : Scène de marché en Pays bigouden vers 1905 (Musée de Bretagne).

#### Progrès de la scolarisation et déclin de la langue bretonne
Depuis les lois Jules Ferry, la scolarisation progresse, même si les enfants sont parfois jusqu'à quatre-vingts par classe et doivent parfois parcourir à pied de nombreux kilomètres pour parvenir à l'école ; l'usage du breton est réprimé, l'enfant doit commencer à apprendre le français. Les effectifs des écoles varient selon les saisons : au printemps les enfants aident aux travaux des champs ou partent en mer, n'échappant pas aux travaux les plus pénibles : en 1905 par exemple, les élus municipaux de Loctudy, parlent des petits gardiens de goémon en bord de mer « grelottant de froid et mourant de misère dans cette besogne qui n'est pas de leur âge ».

#### Ramassage des algues et usines à soude
Le ramassage du goémon, récolté à pied sur les grèves ou dragué en mer (par les hommes), est une tradition ancienne tout le long de la côte bigoudène ; le goémon, abondant, servait d'engrais et, séché, de combustible pour l'hiver. Mais, dans la seconde moitié du XIXe et la première moitié du XXe siècle, se développa une industrie de la soude : la population littorale, surtout les femmes et les enfants, ramassant le goémon, l'entassant, avant de le brûler dans les fosses rectangulaires, longues de quatre à cinq mètres, larges d'une quarantaine de centimètres, servant de fours afin d'obtenir des pains de soude, eux-mêmes traités ensuite dans des usines de traitement de soude implantées à Penmarc'h (à Saint-Guénolé, Saint-Pierre et Kérity) ainsi qu'à Larvor et Loctudy afin d'obtenir de l'iode et d'autres produits chimiques.
Pierre-Jakez Hélias a décrit les utilisations traditionnelles du goémon en pays Bigouden :

« Les populations de la côte tiraient du goémon autre chose qu'un appoint pour leurs cultures. Et tout d'abord il servait de "bois de chauffage", quand il avait été séché comme il faut, sur ces rivages venteux où les rares arbres ne suffisaient même pas à charpenter les maisons. (...) On en bourrait aussi, dans les pauvres maisons, les paillasses de chanvre où, sous le nom de melez rouz, il remplaçait bruyamment la balle d'avoine. (...) Et le goémon, à défaut d'être du pain, était nourriture, et l'est toujours. Je me souviens d'une sorte de flan (...) au pays de Léon (...). Au départ c'est une algue blanche et rose en forme d'arbrisseau (...) que l'on fait blanchir. (...) Mise au lait, elle donne une sorte de gâteau qu'il convient de déguster aussitôt fait. Certaines variétés d'algues rousses dont j'ignore le nom français servaient aux femmes bigoudènes, après décoction, à teindre leurs coiffes blanches en couleur havane quand elles étaient en deuil, c'est-à-dire souvent. D'autres algues, très fines et mélangées selon des recettes jalousement tues, donnaient une sorte de lait de beauté dont les jeunes filles de la côte s'adoucissaient la peau durcie par le hâle. »

#### Pêche des sardines

##### Apparition de la pêche sardinière et essor
La pêche à la sardine semble n'avoir commencé que dans le courant du XVIIe siècle (ce poisson n'a commencé à fréquenter les côtes bretonnes qu'à partir du XVIe siècle en raison du réchauffement climatique qui a suivi le petit âge glaciaire) ; auparavant, l'on pêchait surtout le merlu et le hareng. On sécha d'abord la sardine comme le hareng, avant d'utiliser ensuite la technique de la presse à sardines.
La pêche, principalement celle des congres et des sardines, a été une activité très florissante, en particulier aux XVIIe et XVIIIe siècles, mais en 1784 fut abrogé l'arrêt royal de 1748 qui interdisait l'entrée des sardines étrangères en France. « L'entrée trop facile du poisson étranger dans le royaume porta aux pêcheries des pertes affreuses et ralentit le courage des marins » est-il écrit dans le cahier de doléances de Douarnenez. En 1792, Lesconil et Guilvinec n'avaient qu'une chaloupe, Sainte-Marine trois, Treffiagat et Kérity quatre chacun, L'Île-Tudy huit, Concarneau deux cent cinquante et Douarnenez deux cent soixante-quinze environ.
La pêche, principalement celle des sardines est à nouveau florissante pendant la deuxième moitié du XIXe siècle. À partir de 1902, la crise touche l'ensemble des ports de pêche de la côte sud de la Bretagne, et particulièrement ceux du pays Bigouden :

« Née dans les années 1820, la conserverie bretonne de sardines n'a véritablement pris son essor qu'au milieu du siècle (...). Elle a connu quelques années florissantes puisque la France, dont la plupart des usines sont situées sur la côte sud de la Bretagne, est [alors] de loin le premier exportateur mondial dans ce domaine. Les conditions changent à partir de 1880. Les conserveurs commencent alors (...) à investir en Espagne et au Portugal. (...) Les conserveries bretonnes se heurtent donc très vite à une concurrence de plus en plus sévère »

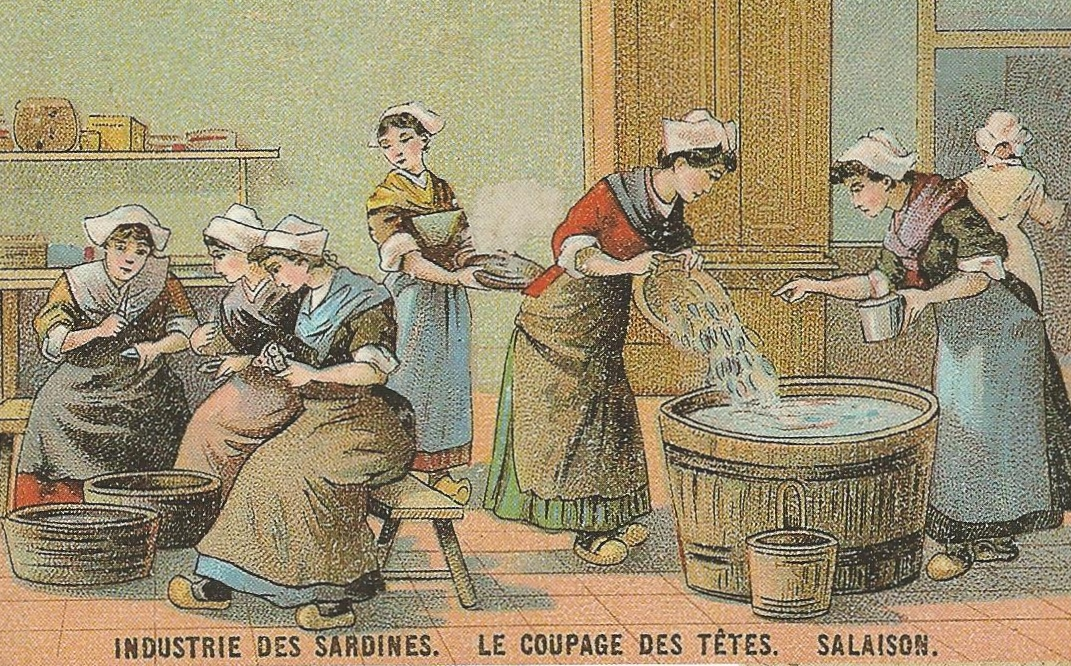
Sardinerie : le coupage des têtes et la salaison (dessin de 1908).

Les conserveries employaient surtout des femmes, dont le travail est ainsi décrit en 1908 :

« D'un seul coup d'ongle, des femmes, assises autour d'une table, enlèvent la tête et les entrailles de la sardine. Le poisson nettoyé est ensuite plongé dans des bassines en cuivre remplies d'huile bouillante. Plongées une dernière fois pendant une heure dans l'eau bouillante, les petites boîtes en fer-blanc sont livrées au commerce. Avec leurs belles étiquettes en lettres dorées, elles vont orner les devantures des épiciers du monde entier. »

« C'est à la fin de 1894 et en 1895 qu'éclatent dans le Sud-Finistère les premiers conflits contre la mécanisation. En décembre 1894, les soudeurs-boîtiers de Poulgoazec en Plouhinec refusent de souder les boîtes fabriquées à Douarnenez par Gantier, un industriel qui emploie pour cela une machine spéciale. (...) Le premier syndicat est créé à Douarnenez le 5 mars 1896 ; d'autres créations suivent à Audierne, Le Guilvinec, Saint-Guénolé, Concarneau, (...). De nombreuses revendications salariales sont satisfaites (...) [mais] les usiniers n'ont rien cédé sur l'essentiel : la mécanisation. »

« Le malaise chez les marins-pêcheurs est sensible dès 1896. Alors que dans les années 1880, ils avaient dû subir plusieurs saisons de pénurie du poisson, l'année 1896 connaît une abondance exceptionnelle. Mais pour les pêcheurs, une telle abondance est aussi catastrophique que la pénurie car les cours baissent considérablement dans un temps où l'appât nécessaire à la pêche, la rogue, voit son prix augmenter. S’ensuivent des grèves à Plouhinec, Concarneau, Audierne. Un syndicat de pêcheurs est aussi créé à Douarnenez. D'autres surviennent ensuite au début de 1897 à Penmarch, Le Guilvinec, Concarneau, Tréboul, Plougasnou, Plouhinec, Audierne, Camaret, l'Île-Tudy... En 1897, le poisson est aussi abondant que l'année précédente ; mais la situation est plus grave encore, les usiniers ayant constitué des stocks de conserves qu'ils sont bien loin d'avoir écoulés. Les cours du poisson s'effondrent très vite, (...) [certains] sont obligés de rejeter leurs prises à la mer... De nouvelles grèves reviennent en juin et juillet.(...) »

Cette situation conduit les pêcheurs à tenter d'organiser leur profession et débouche sur la création d'un crédit maritime en 1904.

##### «Crise de lasardine» à la fin duXIXeet au début duXXesiècle

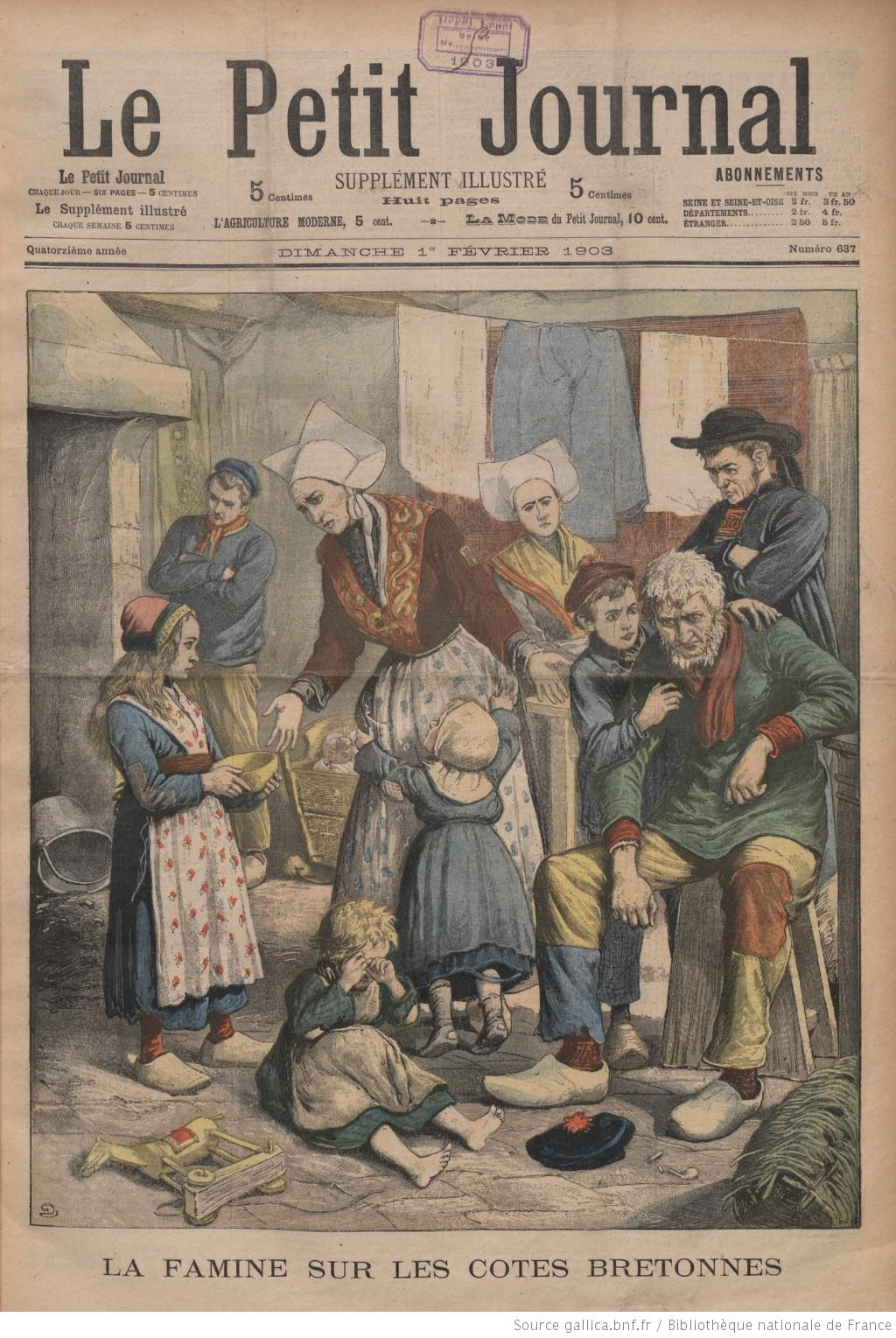
La Famine sur les côtes bretonnes (Le Petit Journal. Supplément du dimanche du 1 février 1903).

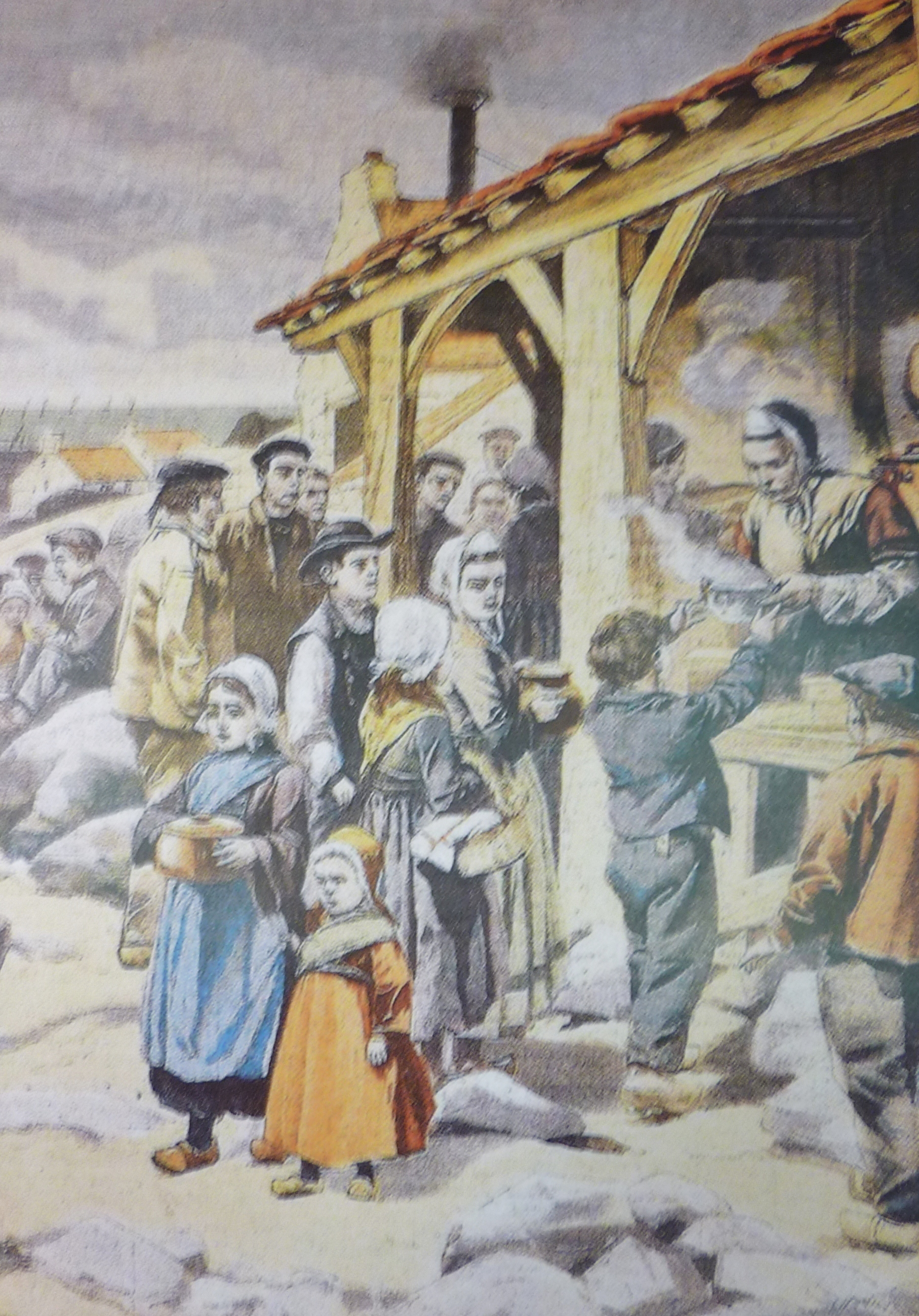
Le fourneau économique de l'Île-Tudy en 1903, lié à la crise sardinière.

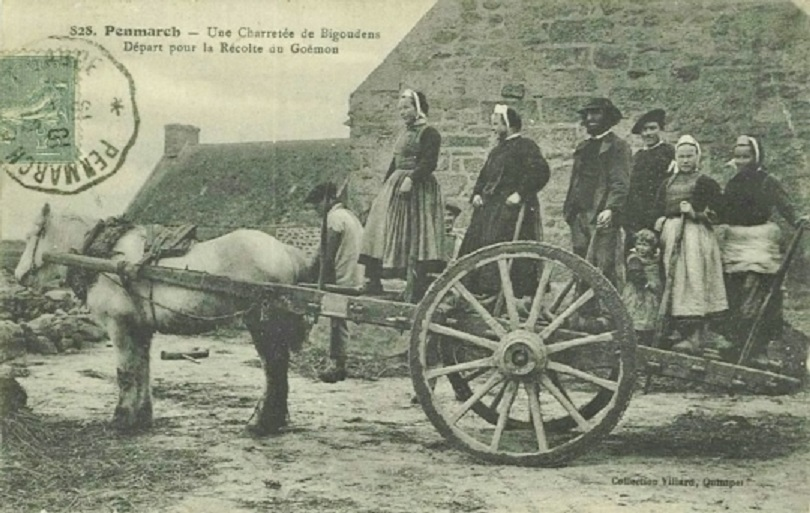
Une charretée de Bigoudens partant récolter le goémon (collection Villard, cartopole de Baud).

La crise de la sardine s’amplifie à partir de 1902 :

« Cette année, la campagne a été désastreuse : aussi la misère est-elle atroce dans nos ports sardiniers. Les usines qui fabriquent des conserves de sardines ont dû cesser le travail. Telle maison qui confectionnait d'habitude trente mille caisses de ce poisson, en a fabriqué seulement deux mille. En 1902, les ouvriers-boîtiers et les manœuvres n'ont pu travailler. Les femmes et les filles de marins employées aux usines, qui joignent dans chaque maison leur gain de saison aux faibles ressources que le chef de famille tire de la pêche, ont été condamnées à l'inaction. Si on ajoute aux familles des marins-sardiniers celles des ouvriers-boîtiers et des manœuvres vivant de l'industrie des conserves, on arrive à constater que le nombre des habitants auxquels les ressources nécessaires font défaut peut être évalué à cent mille, sinon plus. C'est qu'en effet quand la sardine manque, tout manque. Plus d'argent apporté par l'homme au logis, plus de travail pour les femmes et les filles dans les usines, c'est la famine installée au foyer où les familles de moins de cinq ou six enfants sont l'exception. »

« Mes malheureux compatriotes ont vécu d'abord durant l'automne des rares économies des années précédentes, puis ils ont eu recours à l'emprunt, au crédit, à la charité enfin des paysans les plus proches pour manger le pain quotidien. Les paysans, les fournisseurs, ont fait plus que leur devoir. Mais le jour est venu où les boulangers des villages n'ont plus eu d'argent pour acheter de la farine, le pain a disparu. »

Le journal Le Figaro décrit en ces termes la misère provoquée par cette crise de la sardine :

« Je ne vous conterai pas par le menu les misères de Sainte-Marine, de Lesconil, de l'Île-Tudy, de Loctudy, de Guilvinec, de Léchiagat, de Penmarch, de Saint-Guénolé, de Kérity, de Saint-Pierre, de Tréguennec, de Saint-Jean-Trolimon, mais je vous supplie de me croire sur parole : elles sont affreuses. (...) Contraints de mendier, ils attendent que la nuit leur ait fait à tous des visages pareils pour se présenter aux seuils hospitaliers. (...) À Guilvinec et à Léchiagat, le salaire moyen du pêcheur est, dans les bonnes années de 600 francs ; il est le même pour l'ouvrier soudeur ; celui de la femme employée à l'usine est de 150 francs. (...) Or ce salaire moyen, il est tombé, cette année, dans la circonscription de Saint-Guénolé, à 20 francs, vous lisez bien, 20 francs, pour toute une saison de pêche. À Guilvinec, il a été pour les soudeurs de 60 francs, et pour les femmes de 12 francs. Si ces chiffres vous stupéfient, réfléchissez que là où l'on a pêché, l'an dernier, 43 millions de sardines, on en a pris, cette année, que 1,640 million, et qu'au lieu d'en vendre pour 384 000 francs, on n'en a vendu que pour 34 000 francs. (...) Sur les huit mille habitants de Guilvinec et Léchiagat réunis, il y en a trois mille dont la misère est totale et le dénuement absolu. Il y en a autant dont la pénurie est extrême. Si tous ne sont pas réduits à la mendicité, c'est que plusieurs familles, ici comme à Penmarch, ont un petit champ, c'est-à-dire des carottes, des navets et des pommes de terre. Sur les 825 pêcheurs de la circonscription de Saint-Guénolé, quatre cents sont affamés. Trois cents, sur quatre cents, sont dans la même détresse à l'Île-Tudy. »

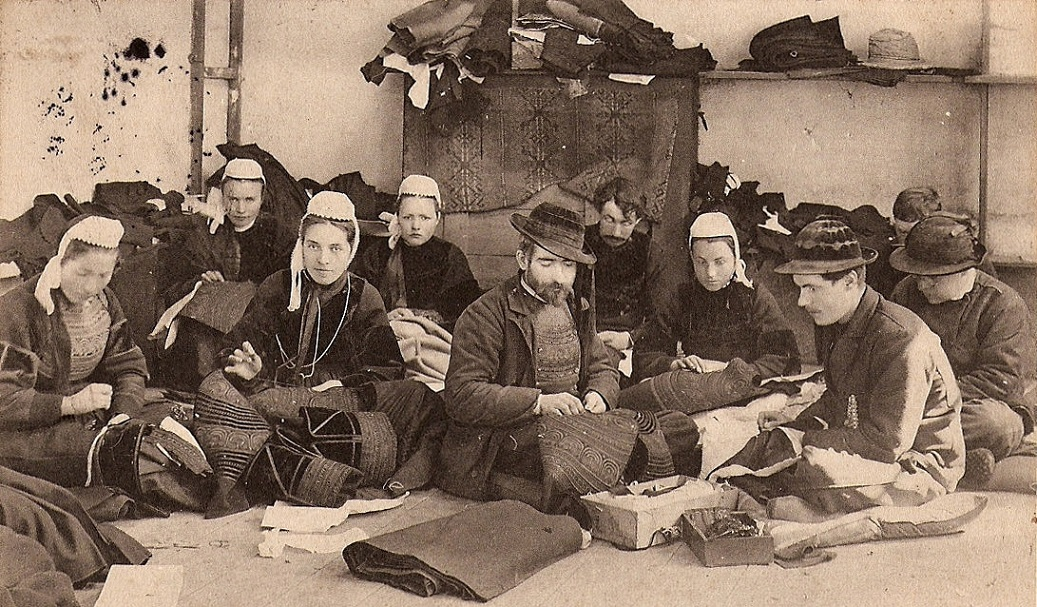
Atelier de brodeurs et de brodeuses de la maison Pichavant vers 1909 à Pont-l'Abbé.

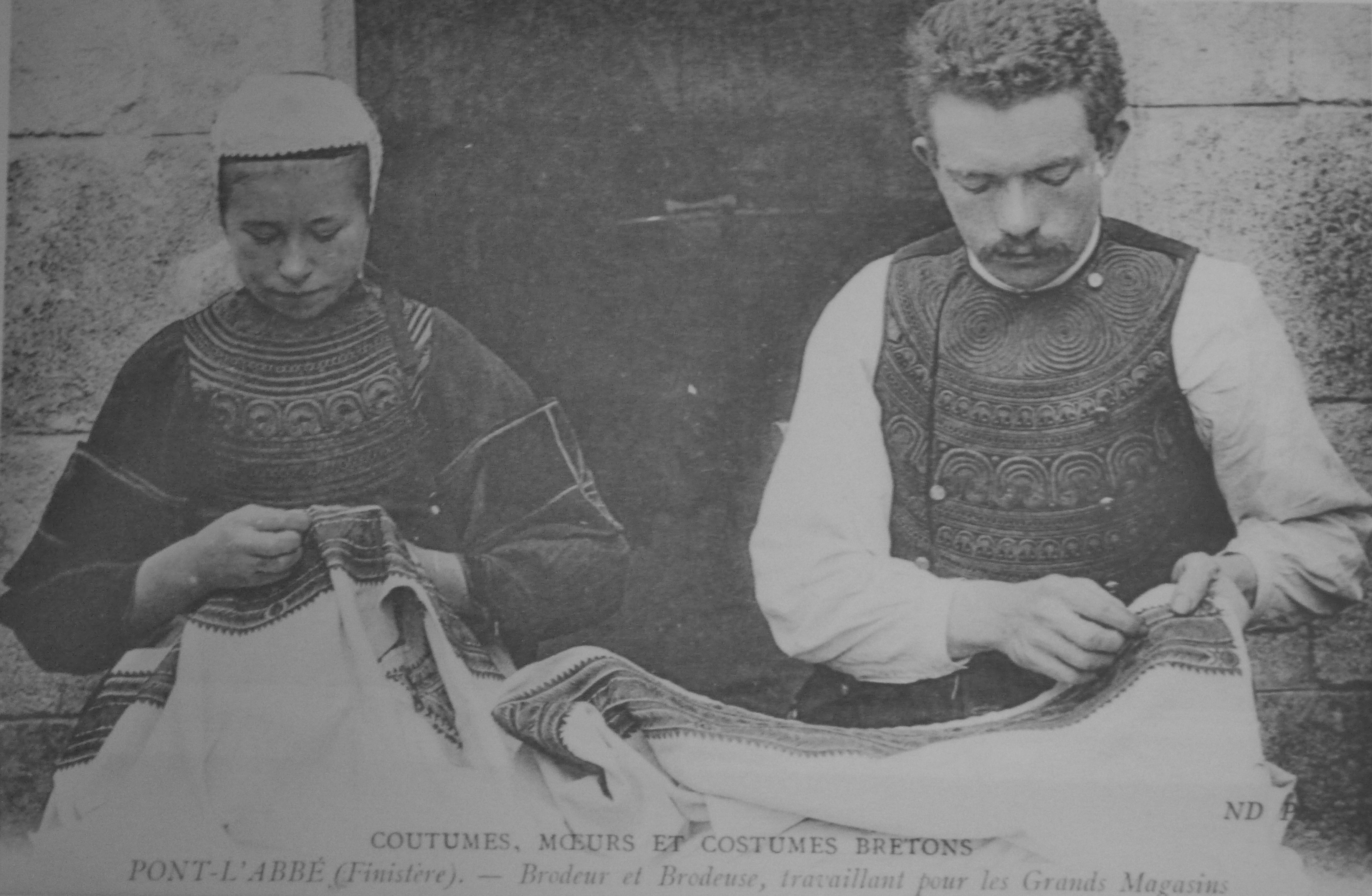
Brodeuse et brodeur bigoudens au début du XXe siècle.

Des collectes sont faites dans toute la France et des secours, en particulier des distributions de pain, sont organisés. Par exemple le journal Le Matin raconte,dans ses numéros des 24 et 26 janvier 1903, les distributions de pain organisées par ses envoyés, grâce à l'argent collecté près de ses lecteurs, à Pont-l'Abbé (« Il y avait là quatre cents pères de familles très misérables »), à Loctudy (« La pauvre marmaille qui cherche du goémon sur la plage a eu du pain dans la soirée »), à l'Île-Tudy (« Là encore du pain a été distribué »), à Treffiagat (« Sur mille habitants, on [en] compte huit cents dans la misère »), au Guilvinec, à Penmarch, etc..
Cette crise perdure : le journal L'Humanité la décrit encore en 1906 : « Cette année [1905], les pêcheurs des iles Tudy (sic) et Lesconil ont réalisé à peine un gain de 180 à 160 francs ; à Audierne, Guilvinec et Penmarch, la moyenne a été de 60 à 80 francs. Comment peut-on nourrir sa famille avec ce maigre budget ? ».
Cette crise de la sardine provoqua aussi l'essor, encouragé par des dames patronnesses, comme madame Pichavant de Pont-l'Abbé, madame Chauvel de Quimper, la comtesse Dalmas, et des âmes charitables comme Jacques de Thézac dans ses abris du marin ou encore plus tard Joseph-Georges Astor, fils de Joseph Astor, dans son testament, de la fabrication de la dentelle, en particulier du picot bigouden, afin de permettre aux filles et femmes de pêcheurs, mais aussi aux mousses et même parfois aux hommes de trouver quelques revenus complémentaires. La production des ouvroirs et des dentellières travaillant à domicile est vendue dans les grandes villes, principalement à Paris, ainsi qu'en Angleterre et aux États-Unis, essentiellement par la maison Aux enfants Pichavant, alors située au 6, rue du Château à Pont-L'Abbé.

#### Essor des conserveries de sardines puis de légumes

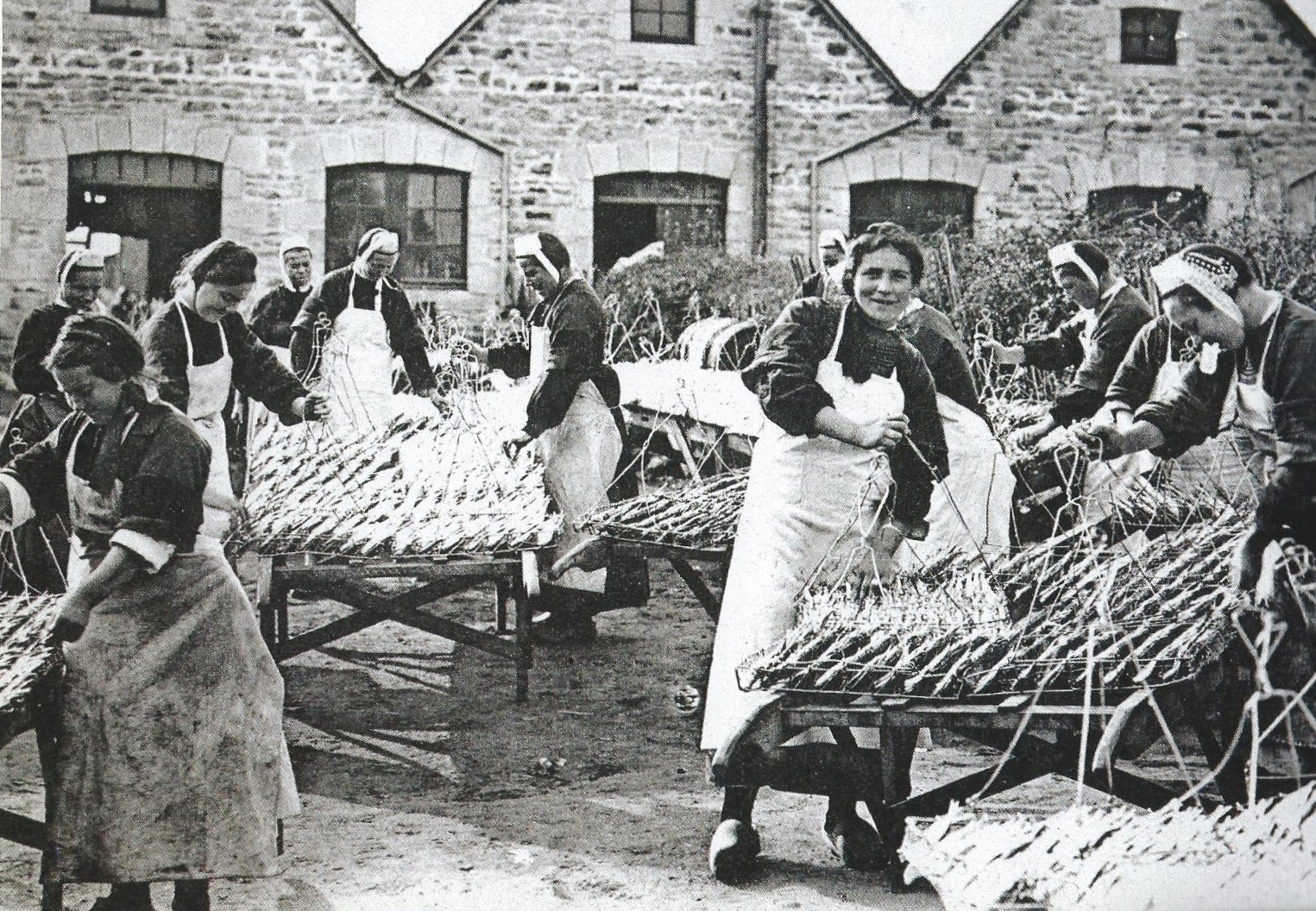
La conserverie Vallière de Loctudy en 1906.

La première friture de sardines, rendue possible grâce à l'invention de l'appertisation, s'ouvrit en 1857 à l'Île-Tudy (usine Martin, créée par un négociant nantais), suivie d'une seconde dans le même port en 1860 (Philippe et Canaud) ; Roulland ouvre à Saint-Guénolé en 1867, puis Pichot au Guilvinec, etc. ; en 1881 une trentaine de conserveries de poisson, essentiellement de conserves de sardines à l'huile, fonctionnaient en pays Bigouden dont sept à Penmarc'h, six au Guilvinec. En 1893, 480 « femmes d'usine » étaient employées à Penmarc'h, 360 au Guilvinec, 76 à l'Île-Tudy, etc.. En 1900, on compte une trentaine d'usines à Douarnenez, presque autant dans le quartier maritime du Guilvinec (neuf friteries ou fritures, nommées ainsi car elles conditionnent le plus souvent des sardines frites dans l'huile, existaient sur la seule commune de Penmarc'h) et une douzaine à Audierne et Plouhinec. La diversification vers la conserverie des légumes n'eût lieu qu'après la première crise de la sardine au tout début du XXe siècle. Vers 1930, neuf conserveries existaient dans le seul port de Saint-Guénolé, sans compter trois usines d'iode.

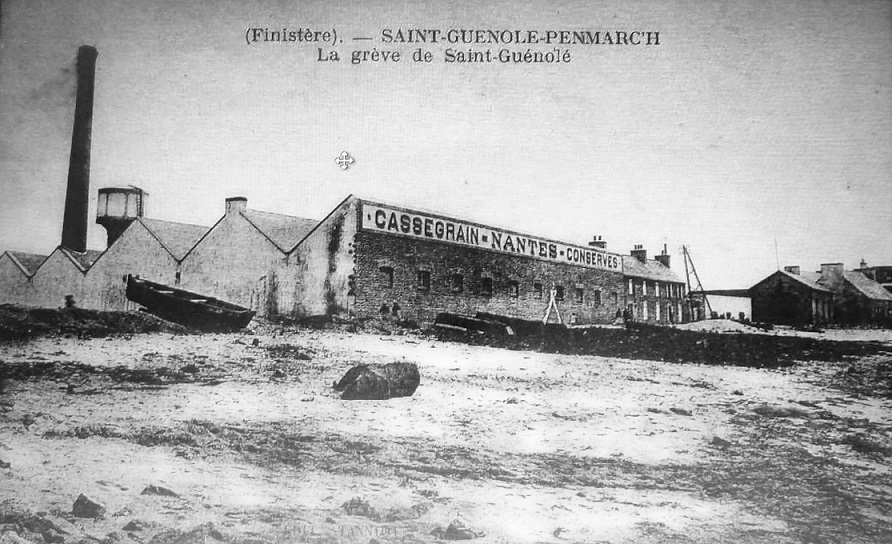
L'usine Cassegrain de Saint-Guénolé en 1920.

La Première Guerre mondiale fut paradoxalement une période de relative prospérité pour l'activité sardinière, en dépit de difficultés d'approvisionnement et de la mobilisation d'une partie du personnel ; les prix montent car il faut approvisionner la défense nationale ; des usines désaffectées comme l'usine Frochen de Saint-Guénolé fermée depuis plusieurs années en 1915, reprennent du service ; les frères Chancerelle rouvrent aussi une conserverie désaffectée à Douarnenez (Le Connétable). Des grèves éclatent en 1915 à l'usine Saupiquet de Quimper, ainsi qu'à Loctudy et L'Île-Tudy, mais cessent rapidement car les revendications salariales ds ouvrières sont vite acceptées. Certains conserveurs profitent de la guerre pour amasser des fortunes importantes.
En 1926-1927, lorsque se déclencha la première grève générale dans les conserveries, il existait alors dans le pays Bigouden 24 usines de poisson employant 1 800 personnes, surtout des ouvrières. Parmi les usines les plus connues, l'usine Cassegrain de Saint-Guénolé (construite en 1880 par le Nantais Charles Cassegrain, l'usine Larzul de Plonéour-Lanvern (créée en 1906), l'usine Chancerelle au Guilvinec, l'usine Paul Chacun du Guilvinec, l'usine Furic (Compagnie bretonne du poisson) à Saint-Guénolé (créée en 1920), l'usine Le Gall de Loctudy, l'usine Hénaff de Pouldreuzic, l'usine Raphalen de Plonéour-Lanvern (créée en 1926 par Sébastien Raphalen), etc.
« Les "filles" commençaient à travailler entre 12 et 15 ans. L'emploi ne durait que le temps de la saison de la sardine, de juin à septembre. Les horaires étaient subordonnés aux apports de poisson. Le travail débutait à six heures du matin et se poursuivait jusqu'à dix, onze heures le soir, voire parfois jusqu'à deux ou trois heures du matin ». Ces conditions de travail très dures provoquent l'apparition d'un prolétariat féminin rouge, animé par des responsables syndicalistes comme Anna Donnard, qui travaillait à l'usine Cassegrain de Saint-Guénolé et qui fit partie du bureau exécutif du syndicat CGT de l'alimentation.
Yves Buannic évoque les conditions de travail des ouvrières des conserveries à Saint-Guénolé dans la décennie 1930 dans L'Enfant du large :

« Quand les bateaux arrivaient, il fallait que les sardines soient mises en boîte tout de suite. La corne de brume sonnait donc. Les ouvrières arrivaient à toute heure du jour ou de la nuit. Au début, elles y allaient à pied et, pour ne pas avoir peur la nuit, elles chantaient sur la route. Quand il n'y avait plus de travail ici, chez Cassegrain, Amieux ou les autres, on les envoyait comme du bétail aux Sables-d'Olonne, au Croisic ou à Saint-Jean-de-Luz. Là-bas, les ouvrières logeaient dans des dortoirs. »

Gilles Le Guen a évoqué cette époque où la sardine était à la base de l'activité économique dans deux ouvrages concernant principalement Penmarc'h et Joseph Coïc en a fait autant pour Guilvinec.

#### Première Guerre mondiale

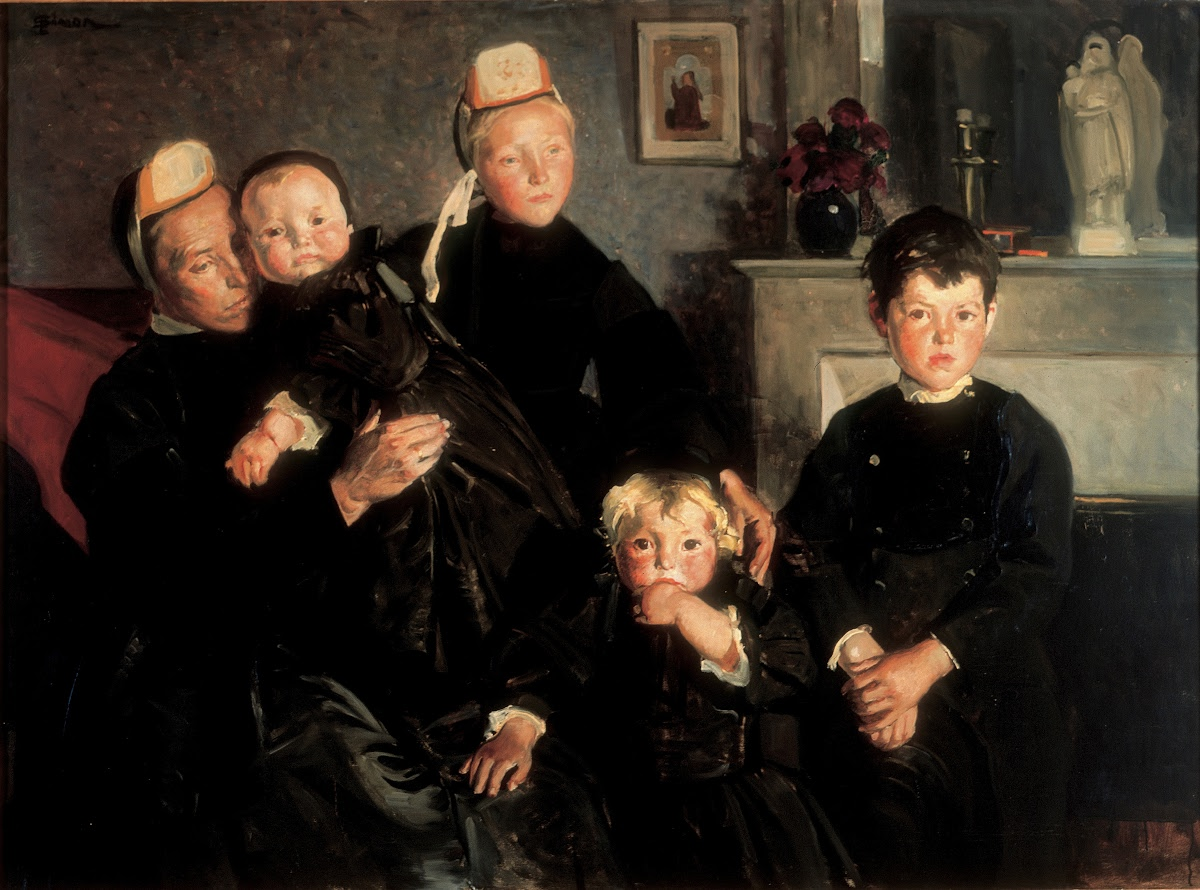
Famille bigoudène en deuil, tableau de Lucien Simon (1912).

Plus de deux mille soldats bigoudens sont morts pour la France pendant la Première Guerre mondiale, dont 433 en 1918.
Deux soldats sont morts le dernier jour de la guerre (le 10 novembre 1918 officiellement, mais leur décès a été antidaté d'un jour par la hiérarchie militaire) : Pierre Le Garrec, de Saint-Jean-Trolimon, tué à l'ennemi à Saint-Pierre-à-Arnes (Ardennes) et Guillaume-Marie Garo, de Plonéour-Lanvern. Jean-Marie Le Boënnec, de Pont-l'Abbé, maréchal-ferrant, est mort dans l'ambulance à Tirlancourt (Oise) le même jour et... il était porté déserteur depuis le 5 novembre !

#### Crise de la pêche pendant l'entre-deux-guerres
Charles Tillon, peintre à ses heures, a représenté le défilé des ouvrières en grève, qu'il accompagnait, marchant sur les dunes, drapeau rouge en tête, le 31 juillet 1926.
D'autres mouvements sociaux eurent lieu par la suite, par exemple en juin 1927. Le journal L’Ouest-Éclair du 21 juin 1927 évoque Le conflit des pêcheurs et des usiniers de Saint-Guénolé-Penmarch, une grève longue, animée par Charles Tillon, qui dura plus d'un mois, les pêcheurs se plaignant du bas prix auquel les industriels achetaient leur poisson, bas prix accentué par le comptoir d'achat groupé organisé par les « usiniers » :

« Les usiniers nous offrent un prix qui, disent-ils, est cinq fois plus fort qu'avant-guerre, mais les conditions de pêche ont bien changé depuis ! Avant la guerre, un canot nous revenait à 2 500 francs au maximum ; aujourd'hui, nos sommes dans l'obligation de débourser 25 000 francs pour avoir un bateau adéquat à nos besoins. (...) Nous voulons 800 francs les 100 kilos [de sardines]. (...) Nous ne pouvons pas, étant donné nos frais généraux, subvenir aux besoins de nos familles au prix offert par les usiniers »

Les pêcheurs refusent aussi d'employer les filets tournants. « Nous pouvons très bien approvisionner les usines avec nos filets droits. Les filets tournants feraient réduire (...) le nombre des hommes d'équipage sur chaque bateau, ce qui provoquerait du chômage partiel ». La grève s'étendit aux ports de Guilvinec, Lesconil, l'Île-Tudy, Loctudy.
En 1933 à nouveau, les difficultés sont grandes comme l'illustre un article publié dans le journal L’Ouest-Éclair du 20 janvier 1933 intitulé : « La grande misère des pêcheurs des côtes bretonnes. Depuis vingt ans, on n'avait pas vu une situation aussi navrante » :

« Il fut un temps où, grâce au « picot », cette dentelle élémentaire implantée dans le pays par des âmes charitables lors de la crise de 1903, les familles parvenaient à trouver quelque subsistance, de quoi mettre un peu de beurre sur le pain de temps à autre. Non seulement les femmes mais les enfants, même les hommes, s'y mettaient. Dorénavant on ne fait plus guère de « picot » parce qu'il n'y a plus d'acheteur. »

« Au Guilvinec comme à Penmarc’h la misère est profonde : 90 bateaux sardiniers, 45 langoustiers, cela représente un nombre considérable de familles. On dira que les pêcheurs du Guilvinec qui émigrent eux, soit à Quiberon, soit au Croisic, ont gagné un peu plus que leurs camarades de Penmarch. (...) Il faut ajouter aux deux ports précédemment cités ceux de Lesconil, l'Île-Tudy, Sainte-Marine, qui ne sont pas mieux partagés, tant s'en faut. »

Pendant la décennie 1930, le travail de la dentelle est lui aussi en crise et ne procure plus guère de revenus d'appoint. Le journal L’Ouest-Éclair du 15 février 1933 écrit, parlant de l'ensemble du littoral du pays Bigouden :

« L'exportation de la dentelle et de la broderie s'est peu à peu tarie. L'Amérique, l'Angleterre, étaient de grandes clientes : elles n'achètent plus rien, ou très peu. Les grands magasins de Paris (...) ne comptent pas. De sorte que la maison Pichavant qui, il n'y a pas encore bien longtemps, achetait aux pêcheurs pour trente à quarante mille francs de dentelles par semaine, n'en achète plus que pour deux à trois mille francs au maximum. Les pêcheurs sans gain, leurs femmes et leurs filles réduites au chômage, vous étonnerez-vous encore que la détresse soit si profonde ? »

#### Déclin des conserveries
Le processus du déclin commence dès la décennie 1930 et se poursuit, et s'aggrave, pendant l'après-guerre en raison de la concurrence de la chaîne du froid, la montée de la concurrence étrangère, les conserveries migrant à proximité des lieux de pêche (Maroc, Mauritanie, Sénégal, etc.) et de l'émiettement des entreprises, souvent trop petites et ne disposant pas de suffisamment de capitaux pour soutenir la concurrence, se moderniser et mener une politique commerciale dynamique. Les usines ferment les unes après les autres : Cassegrain à Saint-Guénolé dans la décennie 1970, Raphalen à Plonéour-Lanvern en 1979, Paul Chacun au Guilvinec en 1996, etc.
De nos jours seules subsistent quatre conserveries de poisson : « Capitaine Cook » à Plozévet (ouverte en 1877), la « Compagnie bretonne du poisson » (entreprise familiale Furic) à Saint-Guénolé, « Océan alimentaire » à Saint-Guénolé et « Kerbriant » (installée depuis 1986 à Beuzec-Cap-Sizun, mais qui a déménagé en 2010 à Douarnenez) et deux conserveries de charcuterie et plats cuisinés : « Hénaff » à Pouldreuzic (fondée en 1907) et « Larzul » à Plonéour-Lanvern (fondée en 1906).

#### Entre-deux-guerres
Un film en noir et blanc et sonore illustre la fête du Parti communiste, très influent sur le littoral du pays Bigouden à cette époque, qui se déroula le 7 août 1938 à Pont-l'Abbé, présidée par Marcel Cachin et au cours de laquelle L'Internationale en breton fut chantée par la chorale Labour Ha Kan, venue de Paris.

#### Après la Seconde Guerre mondiale

##### Agriculture encore dynamique vers 1950
Le géographe Maurice Le Lannou écrit en 1952 : « La campagne cornouaillaise est l'une des plus fécondes en richesses de la Bretagne. Il y a là une région qui, aux cultures et élevages traditionnels, ajoute la culture des pois et haricots pour les conserveries, la culture plus récente du plant de pommes de terre ; elle donne en outre à l'élevage du porc, pour les conserveries et les ateliers de salaisons, un caractère plus intensif qu'ailleurs ».

##### Le remembrement et ses conséquences
Le remembrement agricole a concerné la plupart des communes du pays Bigouden entre 1950 et 1970. Il a permis le désenclavement et l'agrandissement des parcelles et la modernisation des techniques agricoles et facilité l'agrandissement des exploitations, alors encouragé par la Politique agricole commune et un développement de l'élevage. Associé à l'arasement des talus et à l'arrachage des haies, ceux-ci étant considérés comme un obstacle aux engins agricoles, ce qui a considérablement transformé l'ancien paysage de bocage.
Mais les excès de la destruction du bocage, lequel était adapté au climat local, a entraîné une aggravation du ruissellement et de l'érosion des sols, lesquels jouent beaucoup moins le rôle d'éponger qui leur permettait auparavant de retenir l'eau lors des épisodes pluvieux et de la restituer ensuite lors des sécheresses ; le remembrement a aussi dérégulé le chemin de l'eau en modifiant le tracé des ruisseaux, devenus plus rectilignes et les zones humides, en partie détruites, jouant moins leur rôle épurateur, ce que l'accumulation de phosphore dans la retenue d'eau du Moulin Neuf et les dépôts d'algues vertes dans les baies et estuaires illustre.

##### Crise agricole à partir de la décennie 1960
Le 4 juin 1961, un groupe de paysans s'empara des urnes électorales près de Pont-l'Abbé et les brûla, concluant ainsi une semaine de manifestations parfois violentes, protestant contre l'effondrement des cours de la pomme de terre primeur.
La crise agricole s'est accentuée depuis : entre 1970 et 1991, dans les cantons bigoudens, la surface agricole utile diminue de 27,8 % (en raison principalement de l'enfrichement, notamment dans la zone littorale), le nombre des exploitations agricoles recule de 71 %, le cheptel laitier chute en raison des quotas laitiers.
Dans les deux cantons de Pont-l'Abbé et du Guilvinec, le nombre des exploitations agricoles passe de 1 094 en 1970 à 365 en 1988, mais le nombre d'exploitations véritablement actives n'est plus que de 218 en 1988 ; de plus, 53,2 % des exploitants des exploitants agricoles avaient plus de 55 ans en 1991.

##### Persistance d'une forte influence religieuse
En 1967, 48 messes étaient encore célébrées chaque dimanche dans le Pays bigouden sud, soit une moyenne de 5 par commune. Deux doyennés existaient, ceux du Guilvinec et de Pont-l'Abbé ; cette dernière paroisse disposait de 4 prêtres (un curé et trois vicaires) et en plus deux aumôniers officiaient à l'Hôtel-Dieu et à Saint-Gabriel.
Le déclin de la pratique religieuse s'amorce au début de la décennie 1970. En 2021 le Pays bigouden forme une paroisse unique, celle de Notre-Dame-de-la-Joie, qui compte 17 clochers et un seul prêtre titulaire.

##### Cercles celtiques bigoudens
Le premier Cercle celtique en Pays bigouden est créé en 1947 à Pont-l'Abbé par Jean Le Drezen ; ses statuts du cercle Celtique Ar Vro Vigoudenn ne sont toutefois déposés à la préfecture qu'en 1954. Deux cercles celtiques sont aussi créés à Penmarc'h, l'un d'obédience catholique, en 1947 également (Les Mouettes d'Argent, qui est dissous en 1951 et renaît en 1953 sous le nom Breiz Yaounk), l'autre en 1949, laïque et d'obédience communiste (Korollien an Aod) ; celui de Pouldreuzic, Kelc'h Keltiek, est créé en 1950.

##### Discothèques
Le pays Bigouden est la région de France où le nombre des discothèques, créées pour la plupart dans la décennie 1960, en activité a été le plus dense dans la décennie 1980 (par exemple Le Menhir, Le Fournil, le Calao, le Tanagra, La Chaumière, le Blue Night, etc.). L'année 2020 marque leur quasi-extinction en raison de la pandémie de Covid-19.

##### La publicité Tipiak
En novembre 1993, cinq bigoudènes, âgées de 71 à 91 ans, devinrent des vedettes du petit écran grâce à un film publicitaire de Jean Becker pour la société Tipiak dans lequel elles disent notamment : « Pirates ! Ils ont volé notre recette ! » ; le film est tourné au manoir de Kerazan à Loctudy ; dans un autre clip publicitaire, un trio est en vedette avec une nouvelle venue, Maria Lambour, qui devient vite la plus célèbre une autre campagne publicitaire est lancée en 2012, toujours avec Jean Becker.

### LeXXIesiècle

#### Un pays bigouden divisé en deux communautés de communes
Le Pays bigouden est divisé en deux communautés de communes : celle du Haut Pays Bigouden (18 500 habitants et celle du Pays Bigouden sud (37 500 habitants. La chambre régionale des comptes pointe un « périmètre inadapté » et un « manque d'équité » pour le financement de certains équipements publics, comme la piscine Aquasud, située à Pont-l'Abbé ; pour l'instant les projets de fusion des deux communautés de communes n'ont pas abouti.

## Économie

### Agriculture
Au XXe siècle, jusqu'aux années 1950, l'agriculture et l'élevage bigoudens se montrent particulièrement dynamiques, produisant beaucoup et de manière diversifiée, sachant écouler pois, pommes de terre, bovins et porcs. Mais, dans les années 1960, tandis que les paysans léonards organisent une spectaculaire restructuration de la production et de la commercialisation, les Bigoudens se contentent de moderniser leur polyculture — en particulier leur production de lait, qui augmente fortement à cette époque . La culture des légumes est en baisse, par manque de circuits commerciaux adaptés. Dans les années 1980, avec la mise en place des quotas laitiers, la production de lait décline à son tour. En parallèle, les paysans assistent au développement de la pêche hauturière, du tourisme et de la spéculation immobilière. La campagne, qui jusque-là avait un rôle majeur dans l'économie bigoudène, cède le pas devant le dynamisme de la côte.
À la fin du XXe siècle, la surface cultivée a diminué, les friches se sont étendues, bien des producteurs de lait ont cessé leur activité, bien des ruraux ont quitté leur ferme pour des zones urbanisées. Dans les deux cantons du sud, le nombre des exploitations agricoles est de 1 094 en 1970. Vingt-deux ans plus tard, il n'en reste que 20 % (218), ce qui est un recul bien supérieur aux moyennes du Finistère. Quatre des communes du canton de Plogastel-Saint-Germain (Plozévet, Landudec, Plogastel-Saint-Germain et Plonéour-Lanvern) comptent encore 431 exploitations en 1988. Douze ans plus tard, il n'en reste plus que 40 % (175).

### Industrie
En 1992 il subsistait quatre conserveries de poissons dans le Pays Bigouden : « Capitaine Cook » à Plozévet, « Chacun » et « Furic » au Guilvinec, « Conserverie de l'Atlantique » à Saint-Guénolé (Penmarc'h), totalisant en tout environ 400 emplois, et deux conserveries orientées vers les plats cuisinés : Larzul à Plonéour-Lanvern (100 emplois) et Hénaff à Pouldreuzic (160 emplois). La plupart de ces entreprises ont disparu depuis : par exemple la « Conserverie de l'Atlantique » ferme en 1993 ; les bâtiments sont repris en 1999 par « Océane Alimentaire ».
À Pouldreuzic, la société Jean Hénaff, qui produit le pâté Hénaff, existe toujours en 2020.

### Pêche

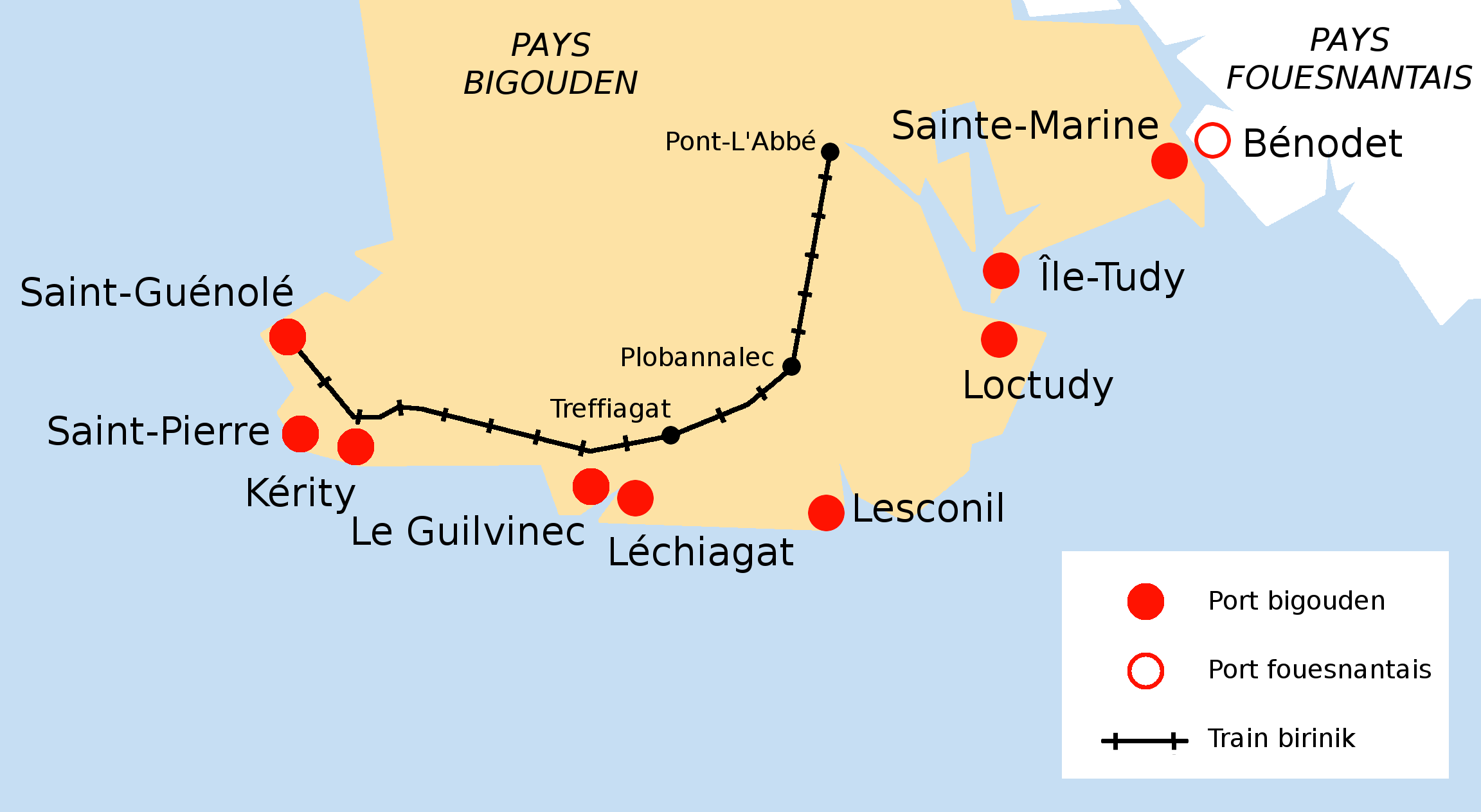
Les ports du pays Bigouden et la ligne du train birinik (1907-1963), qui faisait office de train de marée.

Le pays Bigouden compte huit ports sur la côte sud : Saint-Guénolé, Saint-Pierre, Kérity, Le Guilvinec-Léchiagat, Lesconil, Loctudy, l'Île-Tudy et Sainte-Marine.
Les trois ports principaux (Le Guilvinec, Saint-Guénolé, Loctudy) sont seuls à se livrer au chalutage. Ils disposent chacun d'une criée. En 2012, dans ces ports, la vente déclarée en criée des bateaux français représente 15,72 % de la production française en tonnage et 15,85 % en valeur.
Malgré toutes les difficultés qu'elle peut rencontrer, la pêche joue toujours un rôle important dans l'économie bigoudène. Le comité de bassin d'emploi estime qu'un emploi en mer induit 4,3 emplois à terre : le quartier d'immatriculation « GV » (pays Bigouden et Bénodet) comptant 809 marins fin 2011, ce sont plus de 3 000 emplois à terre dont le destin est lié à celui de la pêche.

### Tourisme
Le tourisme apparaît assez tard en pays Bigouden, et ne se développe vraiment qu'à partir de la fin des années 1960, apportant sa manne à l'hôtellerie, au commerce, au bâtiment… Des précurseurs existèrent toutefois comme Marie de Kerstrat, dans sa propriété du Suler en bordure de la rivière de Pont-l'Abbé fut la première à développer un tourisme de luxe en pays Bigouden entre 1882 et 1897, année où elle partit au Canada ; ou encore comme Arthur de Coëtlogon et Maurice de Laubière qui créent la « Société des régates de Île-Tudy-Loctudy », qui attire à la fin du XIXe et au début du XXe siècle la fine fleur de la plaisance française de l'époque.
Mais Jakez Cornou et Pierre-Roland Giot estiment que le tourisme ne « constituera jamais qu'un pourboire, et non une panacée ». Pour eux, « cette flambée saisonnière trop courte crée au contraire des déséquilibres, et fausse bien des problèmes ».
La prolifération des résidences secondaires (plus de 12 000 en 2019 selon l'Insee, princialent dans la communauté de communes du Pays Bigouden Sud où elles représentent avec 9 908 recensées à cette date 32,6 % du parc immobilier) commence à poser problème (flambée des prix de l'immobilier, raréfaction de l'offre locative permanente au profit des locations touristiques saisonnières) ; elles sont concentrées principalement dans les communes littorales (70,8 % du total des résidences à l'Île-Tudy, 48,2 % à Loctudy, 43 % à Plovan, 40,5 % à Tréguennec, 39,6 % à Penmarc'h, etc., en 2019) .

## Culture et patrimoine

### Monuments
En 2005, parmi les monuments et musées de Cornouaille, le phare d'Eckmühl est le lieu le plus fréquenté (52 410 visiteurs), tandis que le manoir de Kerazan arrive en septième position (22 283 visiteurs).

#### Mégalithes
Les mégalithes étaient nombreux en pays Bigouden. Mais rien n'a été mis en œuvre pour protéger ce legs vieux de 7 000 à 5 000 ans. Les deux plus spectaculaires opérations de vandalisme ont eu lieu à Lestriguiou et à Lesconil. À Lestriguiou, sur quatre rangées, s'alignaient 600 à 700 menhirs. Il en restait encore 200 en 1866, dont 150 debout. Après le remembrement des années 1960, un seul se dressait encore, quoiqu'incliné. Tous les autres avaient été abattus, dispersés ou avaient disparu. Dans les années 1990, des bénévoles ont réussi à en retrouver cinquante, qu'ils ont alignés et relevés le long d'un chemin, pour moitié sur la commune de Penmarc'h, le solde sur celle de Plomeur. À Lesconil, sur le site de Menez Goarem ar Feunteun, s'élevaient plus de 15 tumulus ; en 1861, il subsistait 27 dolmens à chambre compartimentée et couloir. On n'en trouve plus que des vestiges, ici et là, dans les jardins :
- le dolmen de Men Lan Du, en Plomeur ;
- le dolmen de Kerugou, près de la chapelle de Beuzec-Cap-Caval, en Plomeur ;
- le tumulus de Beg an Dorchenn (dit tumulus de la « pointe de la Torche »), en Plomeur. Il comporte deux cairns superposés. Le cairn supérieur contient un dolmen à couloir et à chambres latérales du Néolithique moyen et une allée couverte du Néolithique final. Le tumulus, écrêté, laisse aujourd'hui apparaître les deux monuments. Des ossements découverts dans le dolmen sont datés de 4500 à 4000 avant notre ère[160] ;
- les menhirs de Kerfland, en Plomeur ;
- le tumulus de Poulguen, en Penmarc'h ;
- les deux menhirs de Kerscaven, en Penmarc'h ;
- le menhir de Léhan, en Treffiagat ;
- le menhir de Lanvar, en Guilvinec ;
- le cairn de Goarem ar Horriquet, à Quélarn, en Plobannalec ;
- la stèle du Léoc, inscrite à l'ISMH en 1973.

#### Art roman

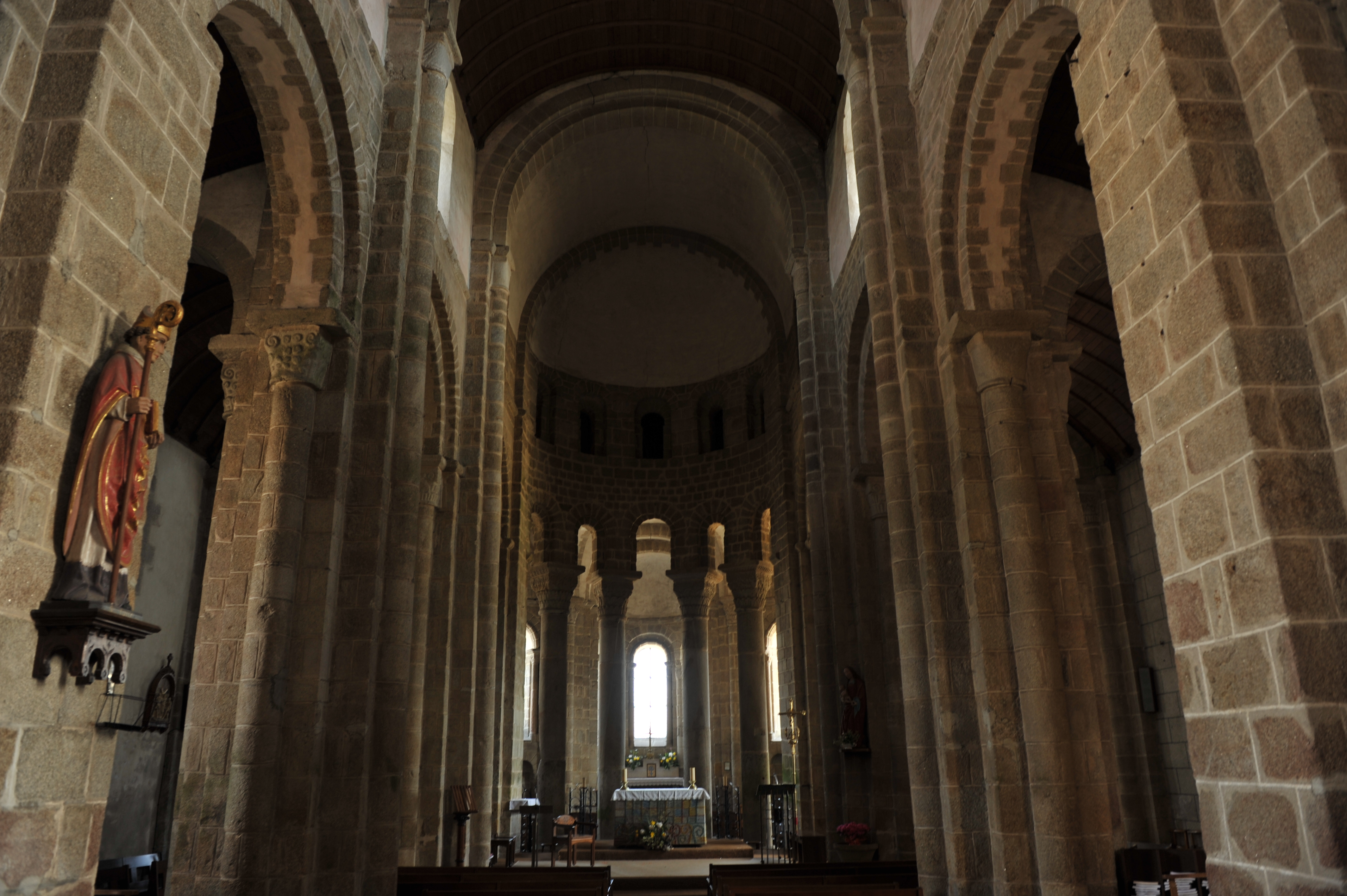
La nef romane de l'église Saint-Tudy.

Église romane Saint-Tudy, à Loctudy, XIe – XIIe siècles.

#### Style architectural dit «École de Pont-Croix»

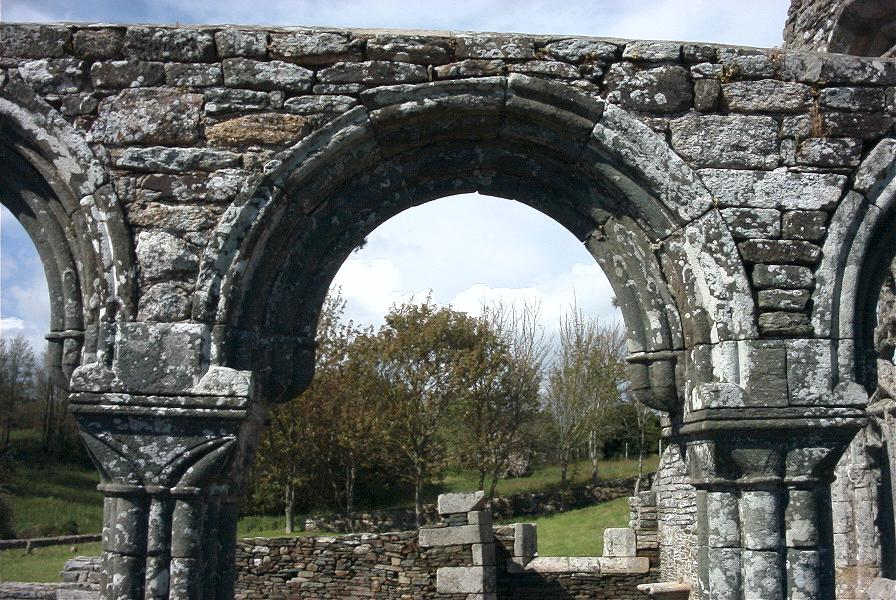
Chœur de la chapelle de Languidou : les grandes arcades sud.

Le style d'architecture religieuse École de Pont-Croix (XIIIe – XIVe siècles) est principalement répandu en pays Bigouden. Il est dit « de Pont-Croix », bien que l'on ignore si le prototype est l'église Notre-Dame de Roscudon, à Pont-Croix, dans le cap Sizun, ou la chapelle de Languidou, en pays Bigouden<…
- La chapelle de Languidou, en Plovan, XIIIe siècle[163].
- L’église Saint-Gorgon, à Plovan, XIIIe – XVIe siècles[164].
- L’église Saint-Annouarn de Peumerit, XIIe – XVIe siècles[165].
- L’église Saint-Paban, à Lababan, en Pouldreuzic, XIIIe siècle[166].
- La chapelle Notre-Dame, à Penhors, en Pouldreuzic, XIIIe – XVe siècles. Elle abrite, début septembre, le plus grand pardon bigouden[167].
- L’église Saint-Démet, à Plozévet, XIIIe – XVe siècles[168].
- L’église Saint-Boscat, à Tréogat, XIIIe – XVe siècles[169].
- L’église de Lambour, à Pont-l'Abbé, XIIIe – XVIe siècles. Son clocher est décapité en 1675[170].
- La chapelle Notre-Dame de Languivoa, en Plonéour-Lanvern, XIIIe – XVIIe siècles. Son clocher est décapité en 1675[171].
- La chapelle Saint-Budoc, à Beuzec-Cap-Caval, en Plomeur, XIIIe – XIXe siècles[172].

#### Évolution du style «École de Pont-Croix»
Le style « École de Pont-Croix » a par la suite évolué, comme en témoignent d'autres édifices bigoudens…
- La chapelle de la Trinité, à Plozévet, XIIIe – XVe siècles[173].
- La chapelle Notre-Dame de Tréminou, en Plomeur, XIIIe – XVIIe siècles. C'est sans doute là que les Bonnets rouges ont édicté le « règlement des quatorze paroisses »[81].
- La chapelle Saint-Philibert de Lanvern, en Plonéour-Lanvern, XIVe – XVIIIe siècles. Son clocher est décapité en 1675 (elle est alors église paroissiale de Lanvern)[174].
- L’église Notre-Dame-des-Carmes de Pont-l'Abbé, XIVe – XVe siècles, ancienne chapelle du monastère des Carmes[175].
- L’église Saint-Faron, à Pouldreuzic, XIVe – XVIe siècles[176].
- L’église Saint-Alour, à Tréméoc, XIVe – XVIIe siècles[177].

#### Autres monuments

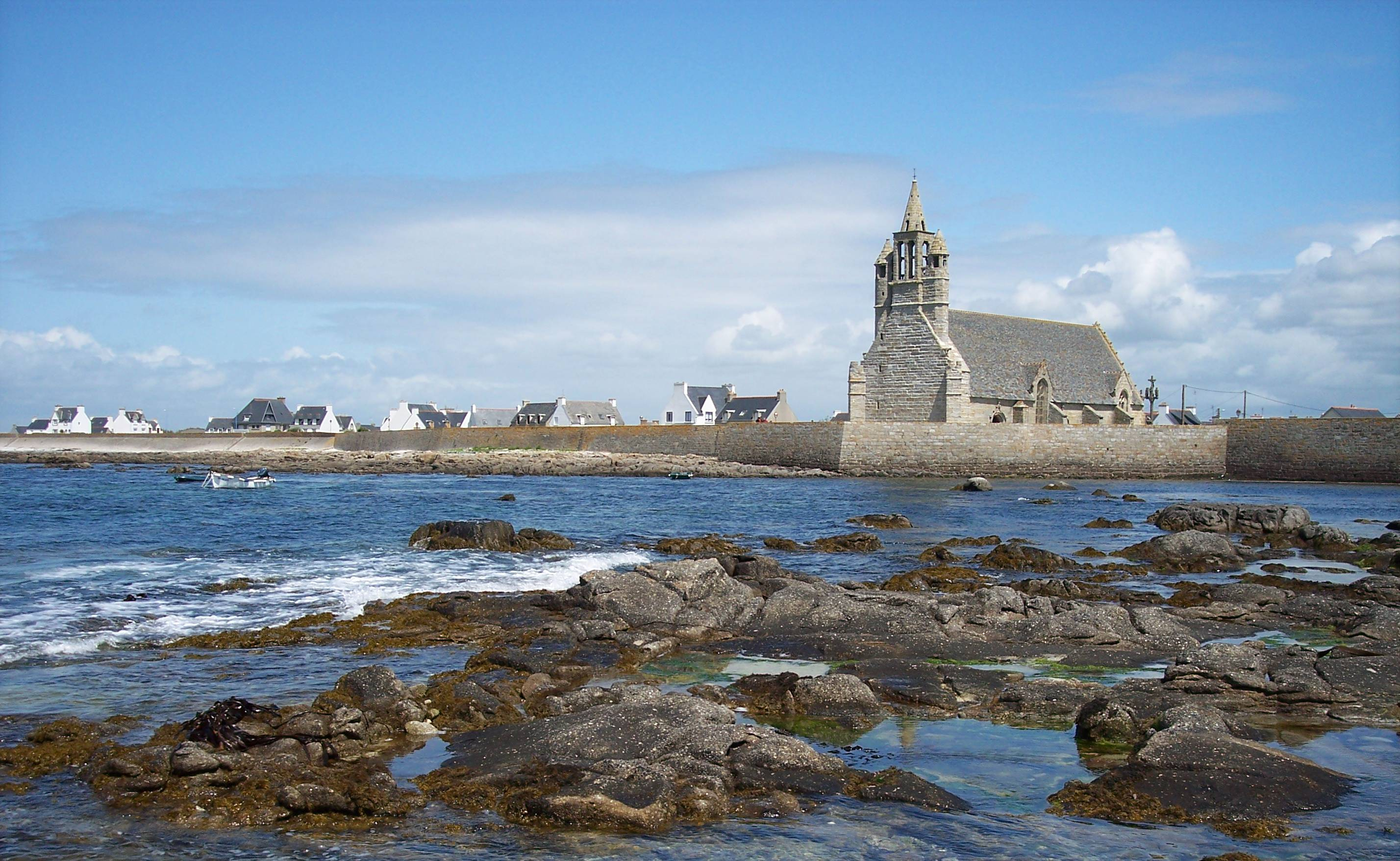
La chapelle Notre-Dame-de-la-Joie, entre Saint-Pierre et Saint-Guénolé.

- La chapelle de la Madeleine, en Penmarc'h, XIIe – XVIe siècles.
- La chapelle Saint-Honoré en Plogastel-Saint-Germain, XIIIe siècle. Son clocher est décapité en 1675[178].
- Le château de Pont-l’Abbé, XIVe – XVIIIe siècles.
- La chapelle Saint-Vio, en Tréguennec, XIVe siècle, une des plus petites des chapelles bigoudènes[179].
- Les calvaire et chapelle de Tronoën, en Saint-Jean-Trolimon, 1450, le plus ancien des grands calvaires bretons[180].
- La chapelle Saint-Trémeur, en Guilvinec, XVe siècle[181].
- La tour carrée de Saint-Guénolé, XVe siècle, tour-clocher de l'ancienne église.
- La chapelle Notre-Dame-de-la-Joie, XVe siècle, au lieu-dit la Joie, en Penmarc'h, dans un site splendide face à la mer[182].
- L'église Saint-Nonna de Penmarc’h, XVIe siècle.
- Les manoir et ferme de Kerazan, en Loctudy, XVIIIe siècle.
- Le phare d'Eckmühl, à Saint-Pierre, en Penmarc'h, 1897.
- De nombreux manoirs…
- La statue La Bigoudène de René Quillivic à Pors Poulhan.

### Musées
- Le Musée bigouden de Pont-l'Abbé est consacré à la vie bigoudène, abritant en particulier des collections de coiffes et de costumes somptueusement brodés, du mobilier ciselé et des images d'archives[183].
- Le musée de Kerazan et l'ancienne conserverie Alexis Le Gall — unique en France — en Loctudy.
- Le chantier Le Cœur à Lesconil, ancien chantier naval artisanal.
- Le musée de la Préhistoire finistérienne, en Penmarc'h.
- La maison natale de Pierre-Jakez Hélias, à Pouldreuzic, est ouverte au public en été[184].
- Haliotika, la cité de la pêche, au Guilvinec, est un centre de découverte de l'histoire du port et du métier de ses marins-pêcheurs.

### Manifestations culturelles et festivités
- Le défilé « Entre terre et mer », fin juillet, à Penmarc’h.
- La Fête de la langoustine, en août, à Lesconil.
- La Fête des brodeuses, la 1re quinzaine de juillet, à Pont-l'Abbé.
- Le Mondial'Folk (festival international de folklore), en août, à Plozévet.
- Le Salon des antiquaires du manoir de Kerazan, le week-end de l'Ascension, à Loctudy.
- Les pardons locaux.

### Costume, coiffe et broderie bigoudens
La mode bigoudène est célèbre par la haute coiffe des femmes et par la richesse des broderies des costumes de fête. Le port de la coiffe en dehors des manifestations culturelles est très rare dans les premières années du XXIe siècle.

#### Particularisme de l’habit bigouden

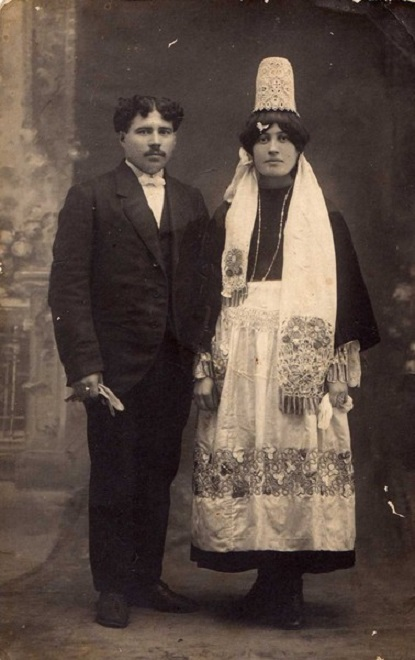
Couple de mariés à Penmarch en 1919.

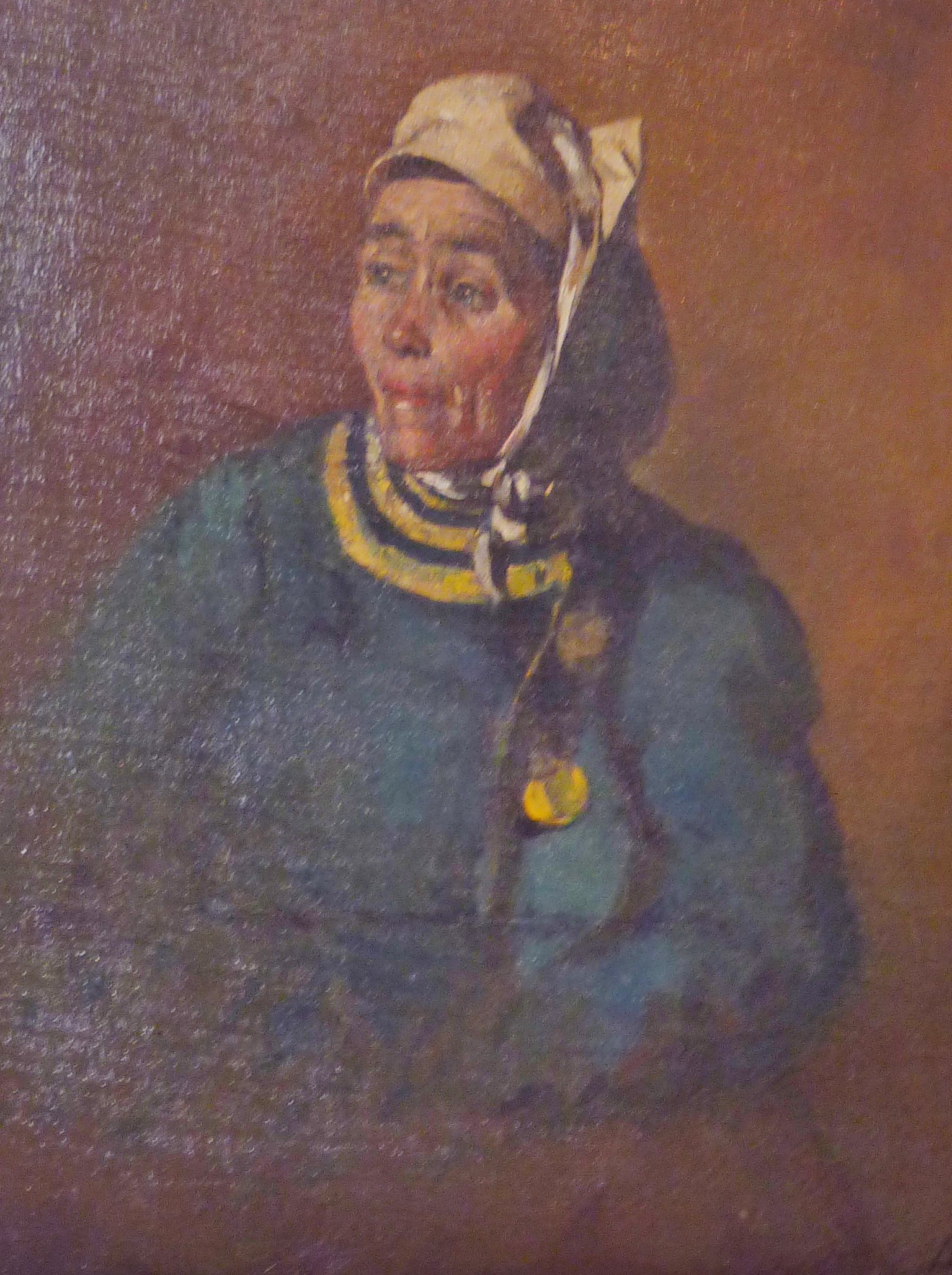
Jusqu'au milieu du XIXe siècle, la broderie des gilets reste limitée à quatre petites guirlandes à l’encolure (Vieille femme de Pont-l'Abbé, Auguste Goy vers 1856).

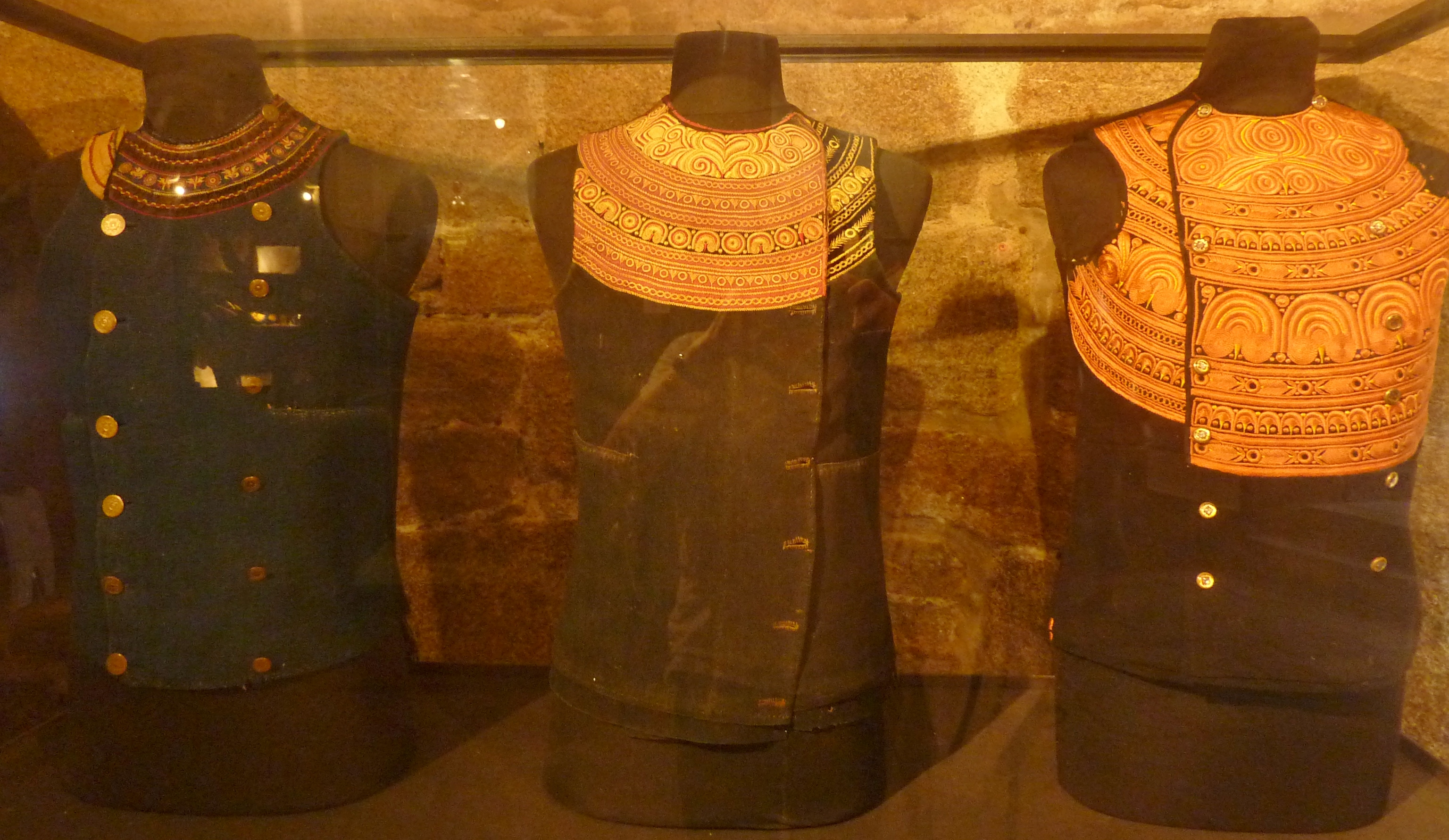
Gilets bigoudens masculins entre 1860 et 1900 (Musée bigouden).

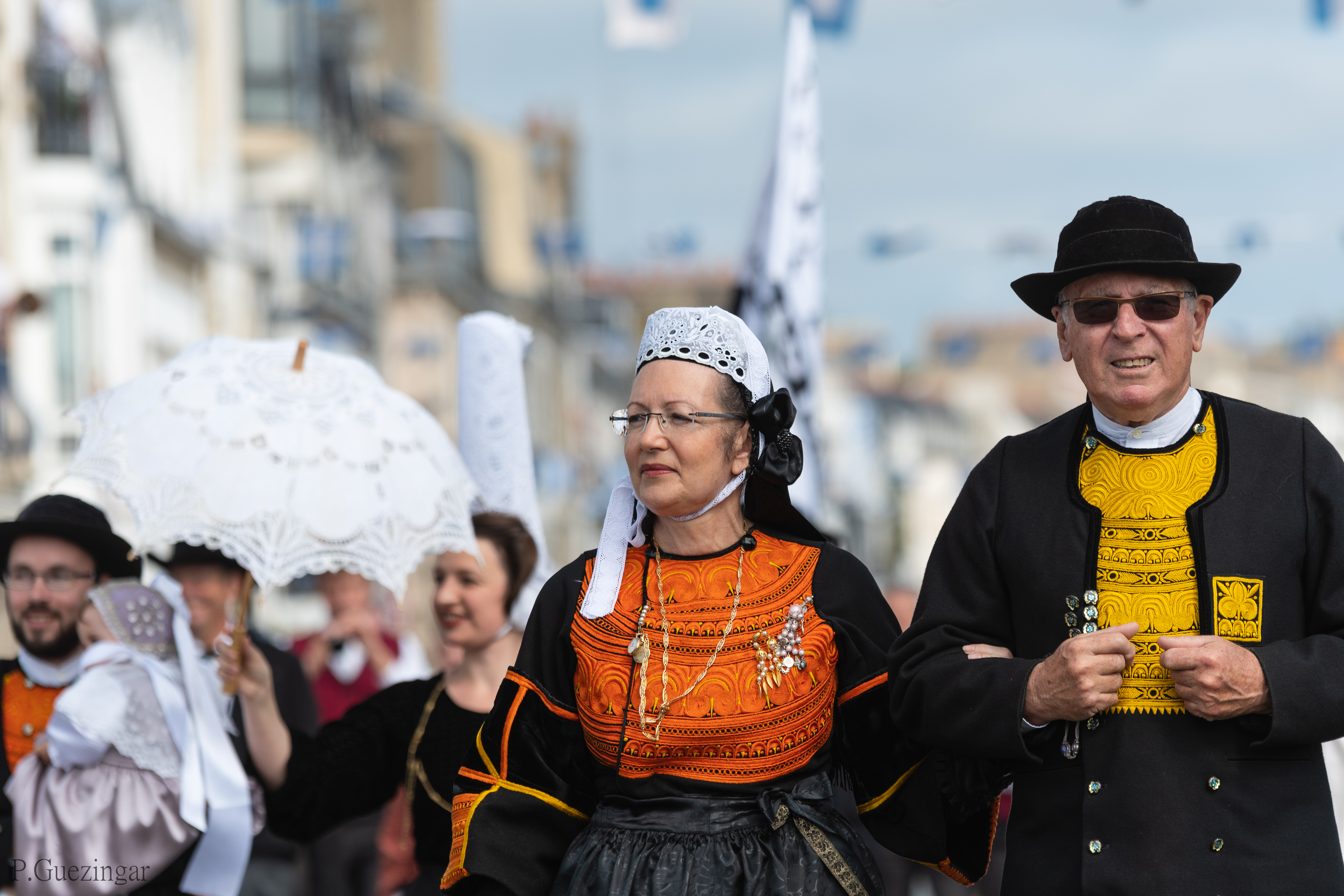
Plastrons de gilets bigoudens, brodés en rangées.

Les costumes du pays Bigouden se différencient de ceux du reste de la Bretagne dès le XVIIIe siècle, notamment au niveau des coupes et des couleurs qui sont spécifiques à chaque diocèse. Mais c’est au cours du XIXe siècle que les ornementations font leur apparition et occupent une surface de plus en plus importante, principalement sur le gilet masculin et sur le plastron féminin : l'arrivée du chemin de fer et l'urbanisation conduisent les Bigoudens à s'affranchir de la tradition et à surenchérir pour répondre à la mode citadine parisienne. Présent dans les collections du Musée départemental breton à Quimper, le plus ancien costume daté connu affiche artistiquement, dans les broderies d’une encolure de plastron masculin, son acte de création : 1814[réf. souhaitée]. Les costumes sont confectionnés en drap de laine de Montauban (ce qui vaut aux Bigoudens de porter, entre 1860 et 1920, le sobriquet de « Montobaned », Montaubanais) et, pour les ornementations, en tissus issus de nouvelles manufactures (soieries de Lyon, rubans de Saint-Étienne).
À compter de cette époque, la spécificité bigoudène s’exprime dans l’évolution et l’interprétation des motifs, tels la plume de paon ou la corne de bélier, ainsi que dans les couleurs vives (jaune, rouge, orangé) sur un fond noir de drap ou de velours, pour former les costumes et coiffes que brodent des « tailleurs-brodeurs » ou « brodeurs » puis, à partir du XXe siècle, surtout par les femmes et filles de pêcheurs ainsi que les ouvrières des conserveries victimes de la crise sardinière de 1902-1903. Ces femmes sont initiées à la broderie et au picot bigouden par les sœurs des congrégations religieuses et les dames d'œuvre souvent issues de la grande bourgeoisie et de l'aristocratie.
Chez les femmes, les jupes superposées cèdent leur place aux volants étagés, puis à une jupe recouverte d’un tablier qui lui aussi va se couvrir de broderies. Les gilets se métamorphosent également : les manches sont de plus en plus longues, faites de drap, puis de velours totalement recouvert de broderies. Le plastron devient une véritable carapace brodée s’étalant sur toute la poitrine. Les ornements traditionnels laissent place aux motifs inspirés de la broderie française des époques Louis XV et Empire (fleurs de lys, fleurons, soleils, palmettes…).
Les bragou-braz masculins sont progressivement remplacés par un large pantalon à pont en drap de laine noire, surmonté d’une veste aux doubles bords brodés, tout comme le large plastron.

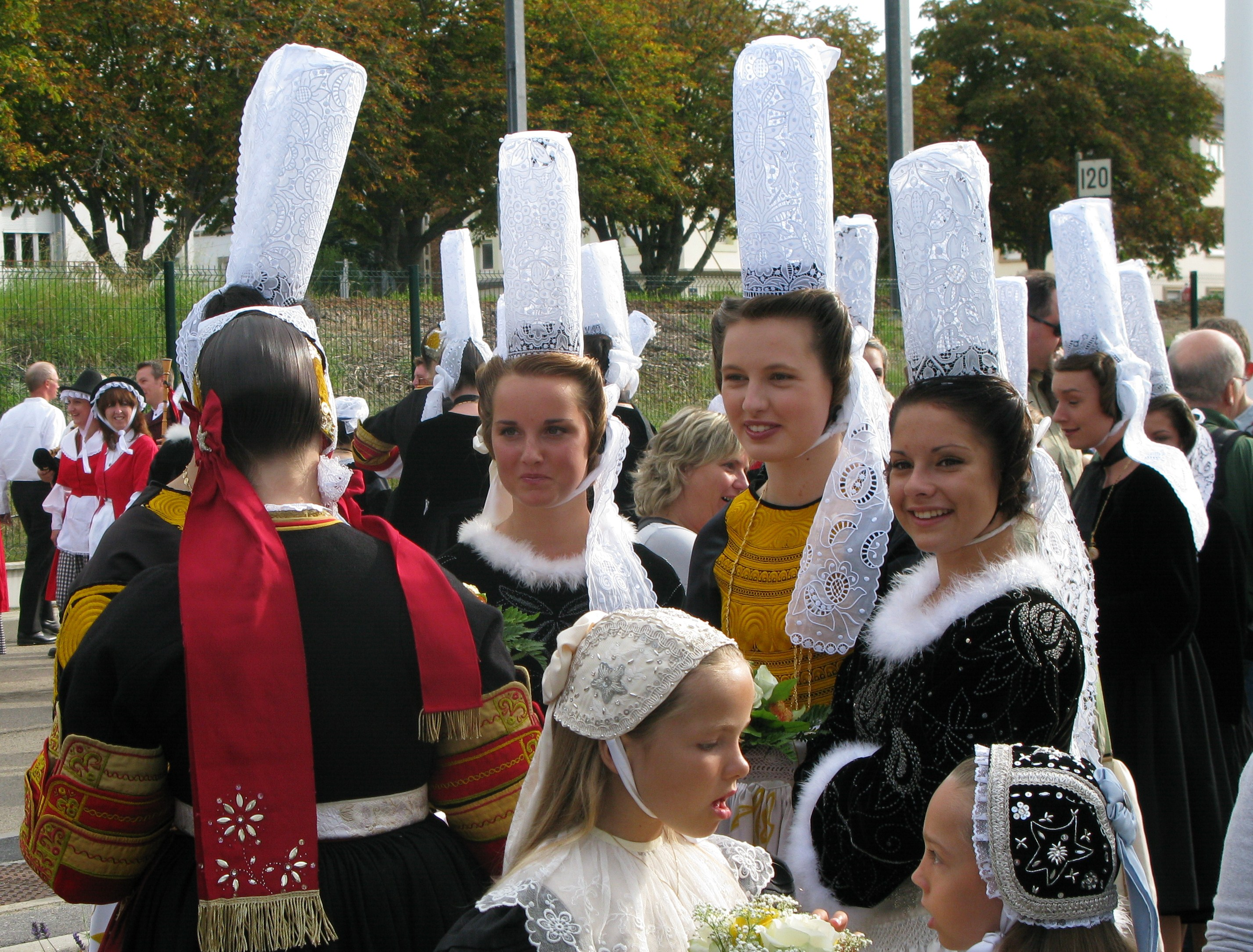
Coiffes du pays Bigouden. À gauche, costume du XIXe siècle.

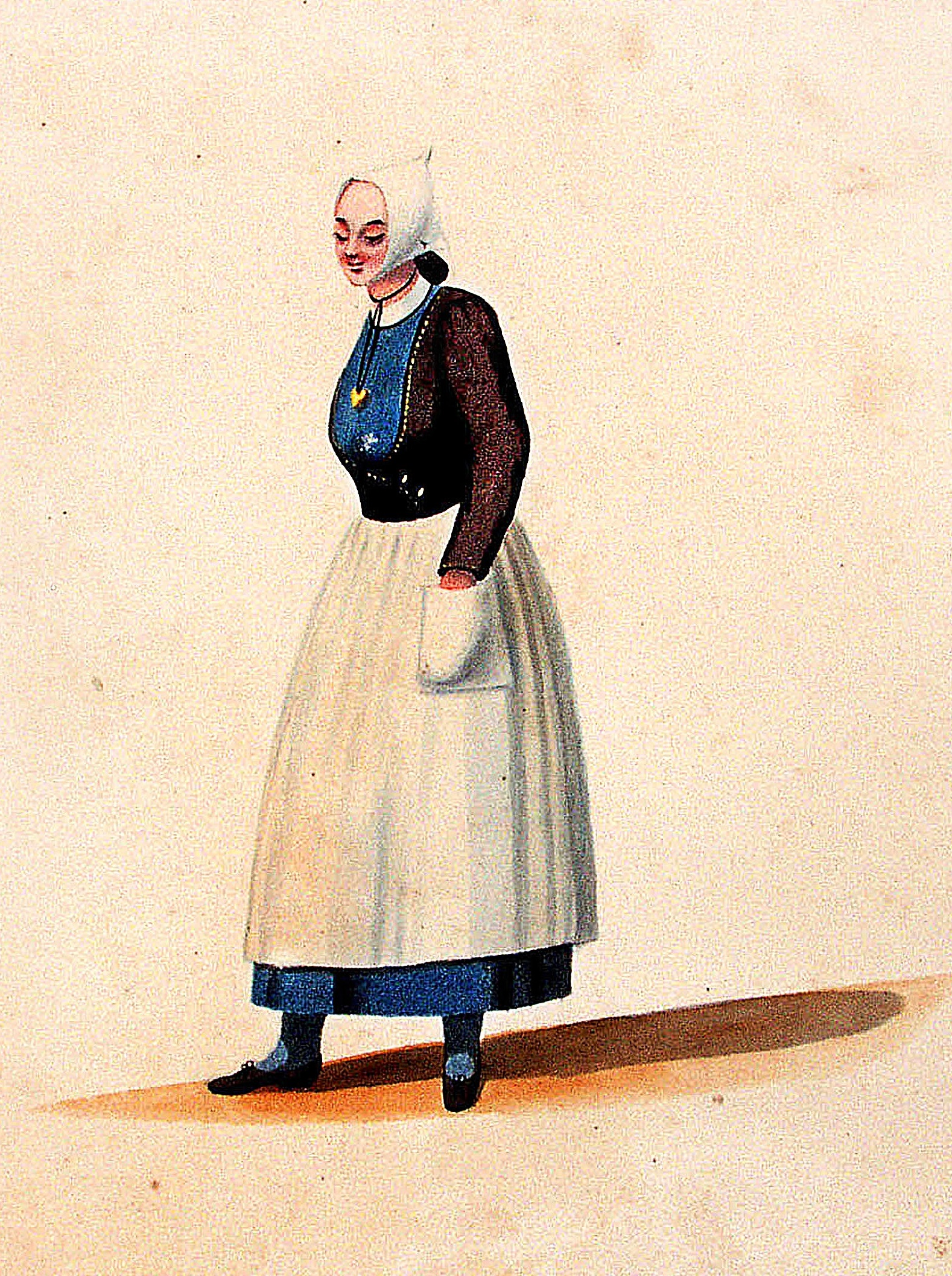
Costume de domestique de ville à Pont-l'Abbé (dessin de Pierre Henri Charpentier, 1825) 1
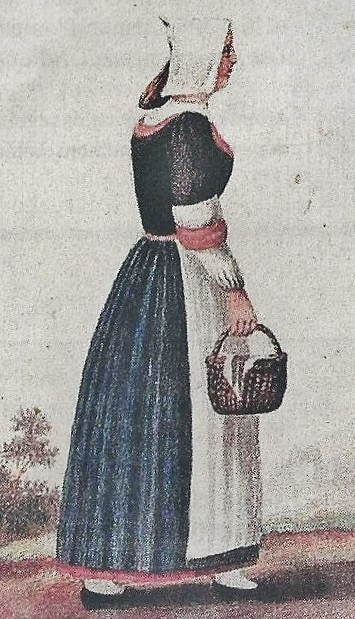
Costume de domestique de ville à Pont-l'Abbé (dessin de Pierre Henri Charpentier, 1825) 2

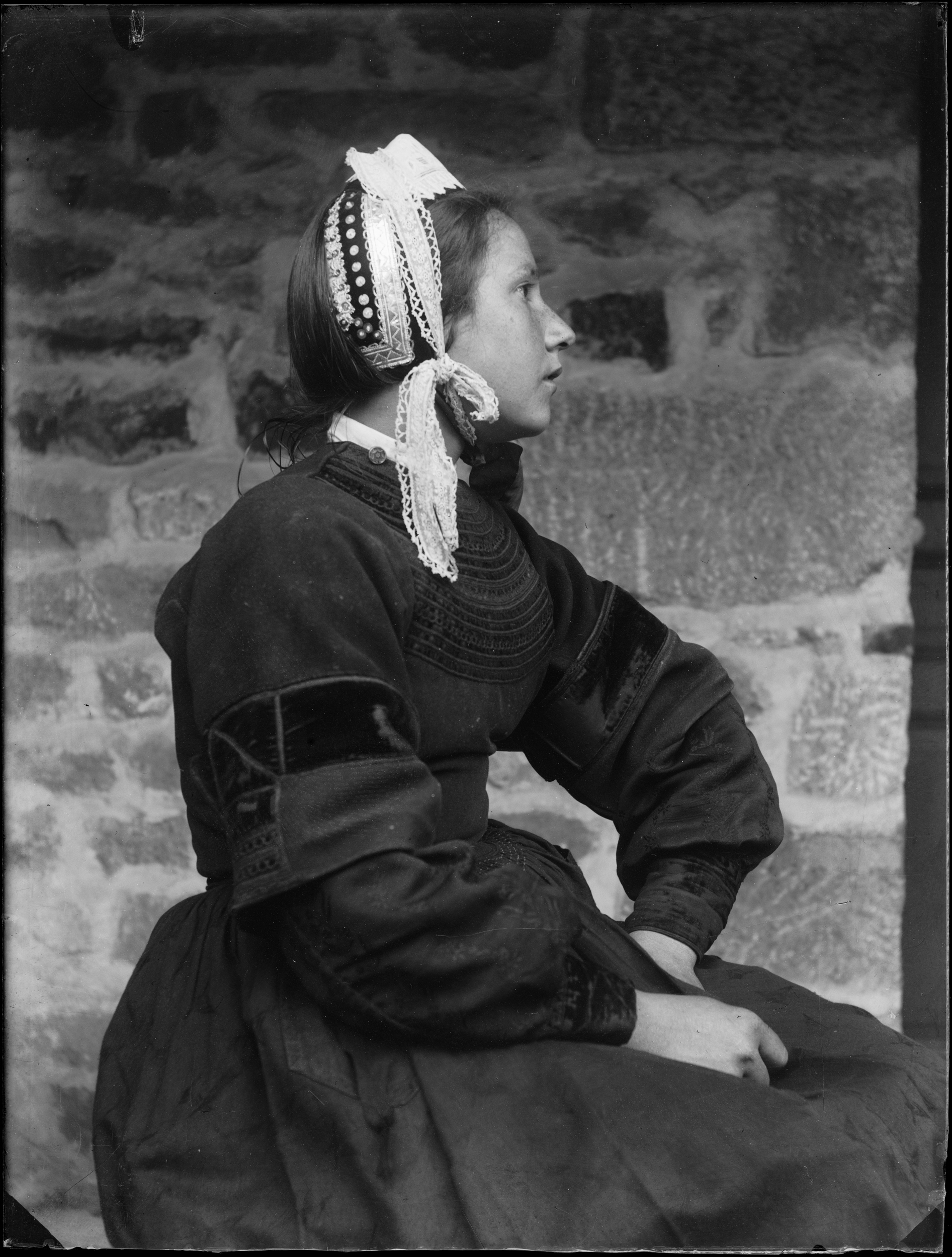
Jeune bigoudène photographiée par Paul Gruyer au début du XXe siècle

L’envol de la coiffe est, quant à lui, plus récent. Elle n’a commencé à monter qu’au début du XXe siècle comme en témoignent les gravures de Pierre Henri Charpentier dans un recueil publié en 1829. Au début du XIXe siècle, la coiffe bigoudène n'était qu'un bonnet emboîtant la tête avec deux ailes tombant de chaque côté, ressemblant alors beaucoup aux coiffes des autres régions de France. Vers 1880, la coiffe ne fait que 5-6 cm de haut, portée sur le front, le dalet très développé, car il est inconvenant à l'époque de montrer sa chevelure. Vers 1900-1905, elle se met à grandir toujours à plat. D'un bonnet ne couvrant que le sommet du crâne à un triangle de toile posé sur un édifice d’étoffes brodées ou tissées de fleurs, de velours ou d’argent, la coiffe prend la forme, autour de 1900, d’un petit pain de sucre. Un peigne courbe lui est adjoint pour maintenir la verticalité de la coiffe. En même temps, les broderies s'étendent ; au début du XIXe siècle, juste un petit rectangle au centre de la coiffe était brodé.

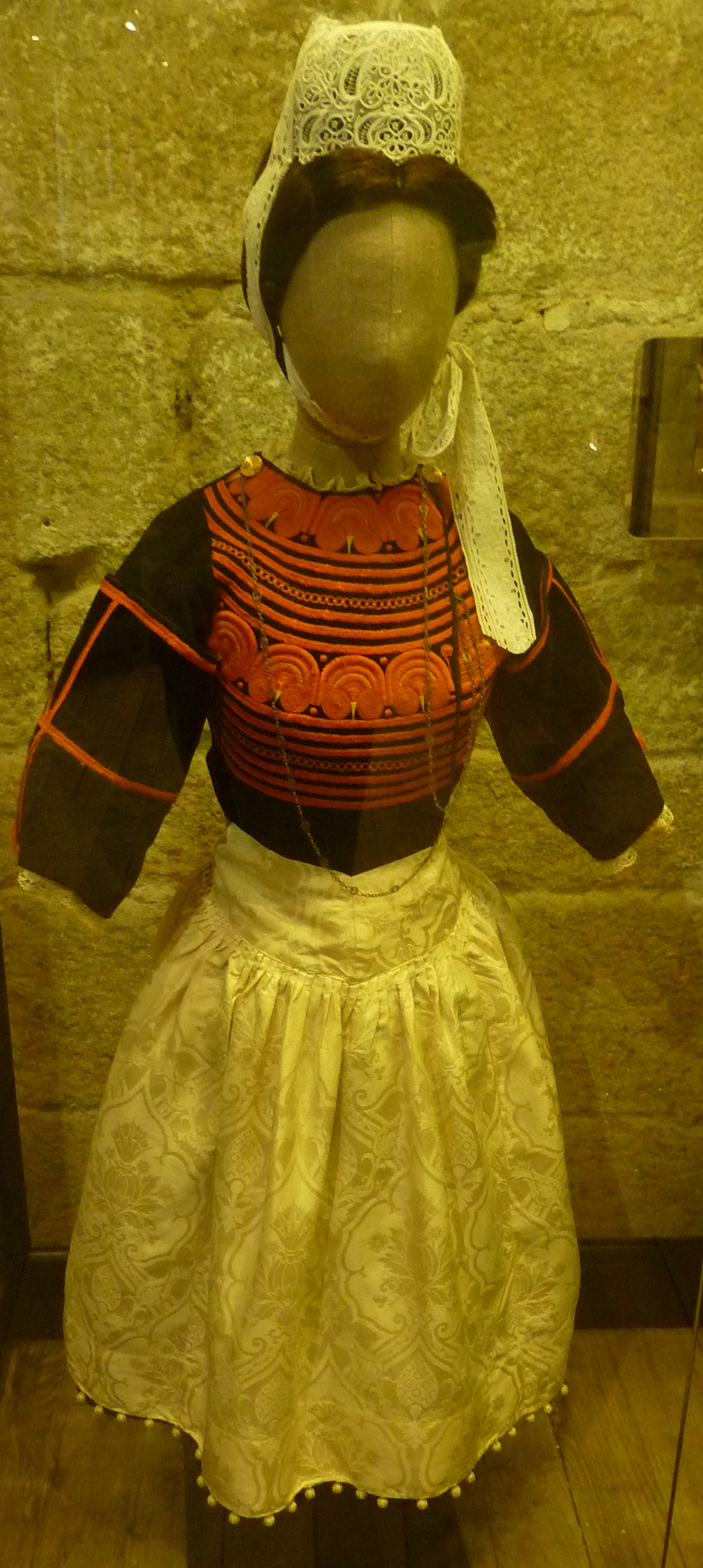
Costume de fille bigoudène vers 1910 (Musée bigouden).
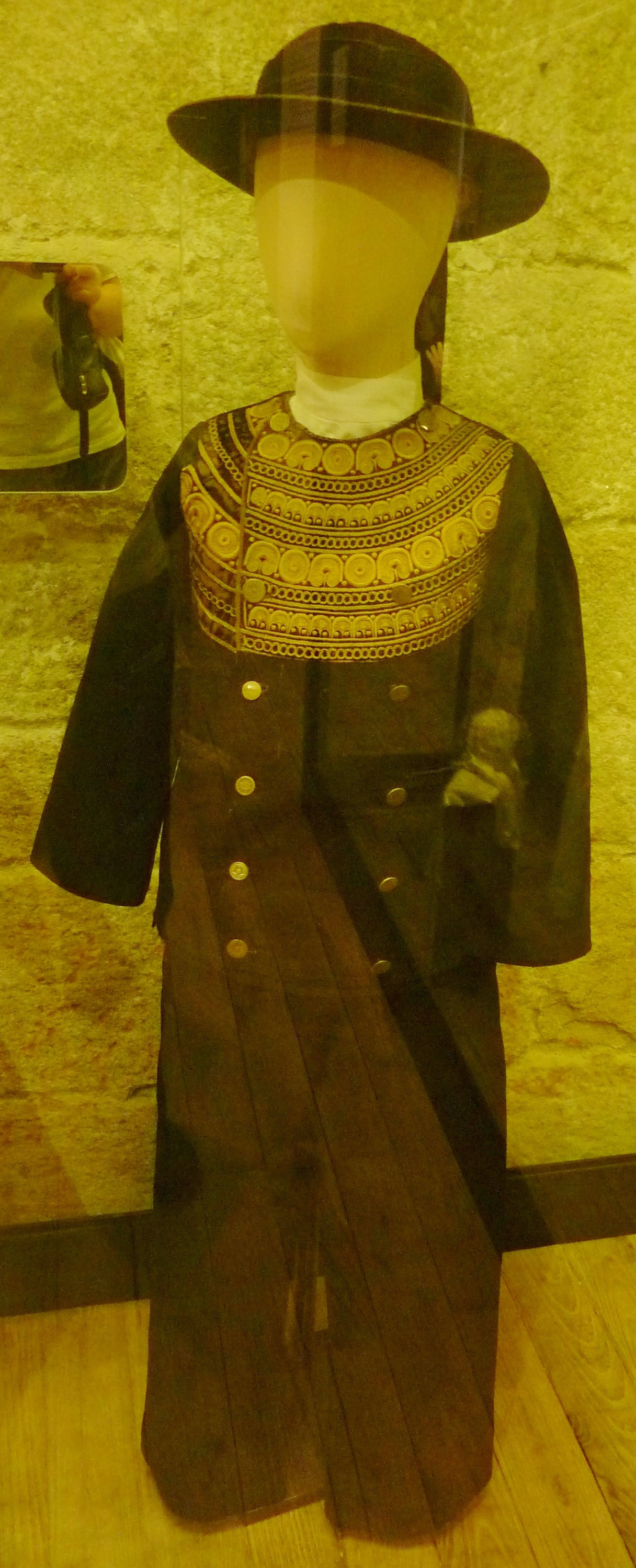
Costume de garçon bigouden vers 1910 (Musée bigouden).
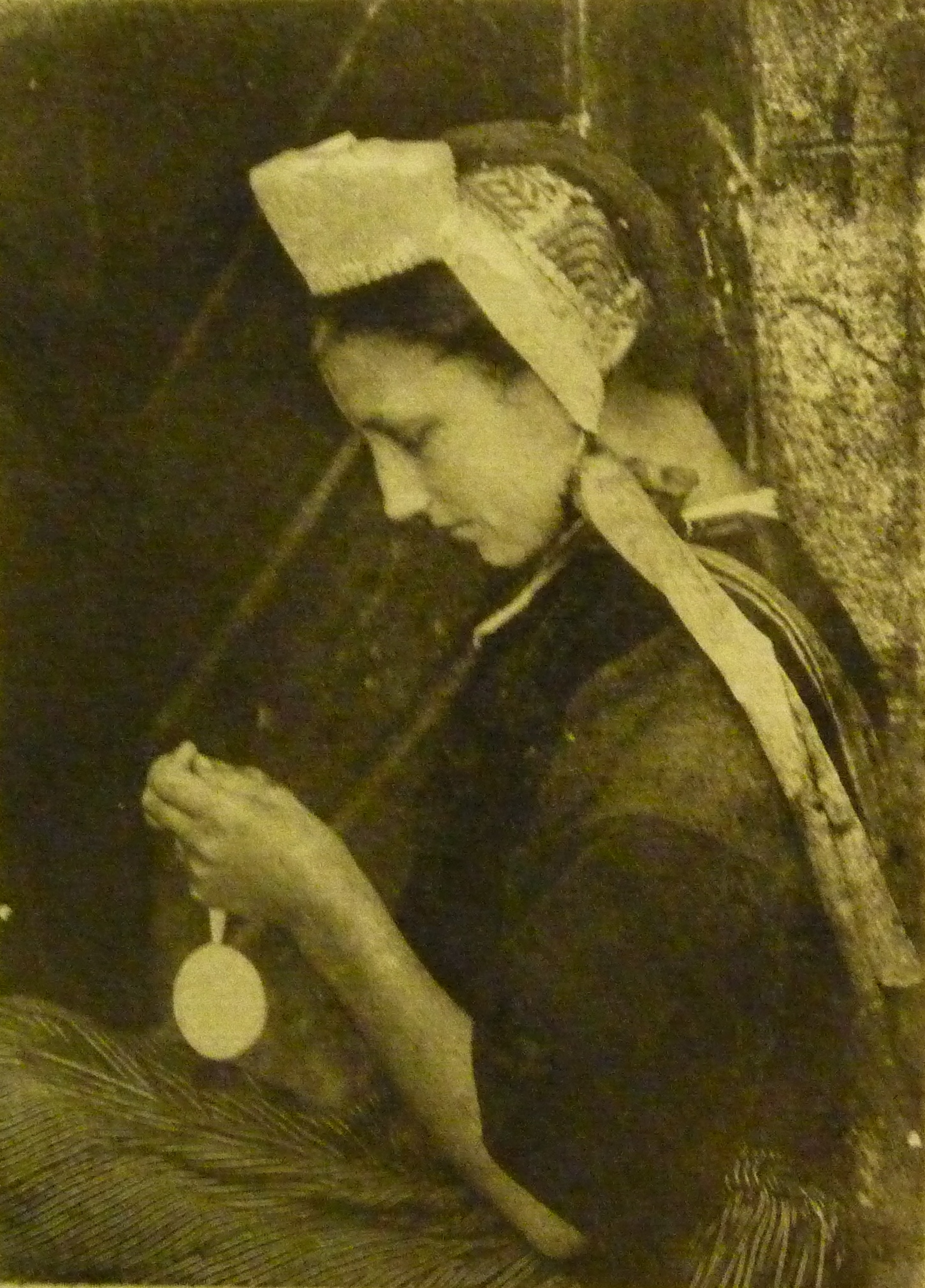
Jeune dentellière bigoudène (photographie de Constant Puyo, Musée de Bretagne).

Dans les années 1925-1930, elle mesure 15 à 20 centimètres ; elle atteint son apogée peu après la seconde guerre mondiale, dans une compétition entre paroisses, cet envol étant permis « non seulement par le développement de la production dentellière bretonne, mais également par les progrès des techniques d'amidonnage ». Jusque dans les années 1950, cette coiffe a oscillé entre 30 et 35 centimètres pour 12 à 14 centimètres de large à la base. Initialement en toile rustique, qui s'est ensuite affinée, la coiffe est maintenant en dentelle brodée, de même que les deux rubans qui se sont, eux aussi, couverts de broderies. Dans la seconde moitié du XXe siècle, les Bigoudènes abandonnent cet attribut qu'elles jugent ringard et dont la hauteur est peu compatible avec les conditions nouvelles de la vie quotidienne. À la fin des années 1970, le folklore prend le relais de ce déclin : sous les effets du développement du tourisme, de nouvelles générations de Bigoudènes portent une coiffe plus petite dans les pardons, les fêtes et les festivals, cet attribut étant devenu à cette occasion un symbole de la culture bretonne.
La coiffe, qui se porte avec des cheveux longs noués en chignon au sommet de la tête, est constituée de trois parties :
1. la coiffe frontale, appelée bigoudenn, qui tient à la verticale grâce à de l'empois ;
2. la base, appelée taledenn ;
3. les rubans, fixés le long de la coiffe et qui se nouent sous l'oreille gauche, appelés lasenoù.

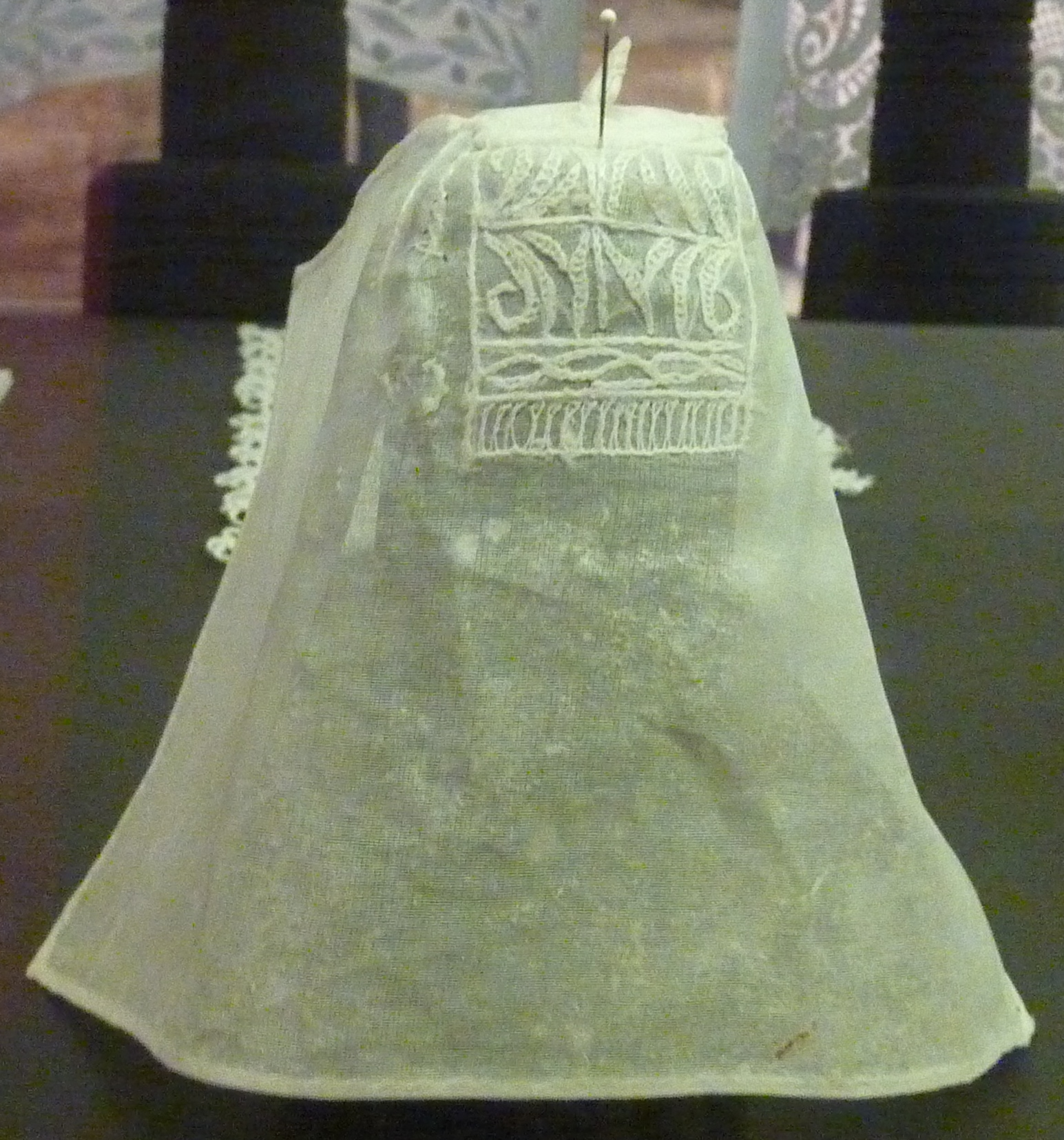
La plus ancienne coiffe bigoudène connue (avant 1830) (Musée bigouden, Pont-l'Abbé).
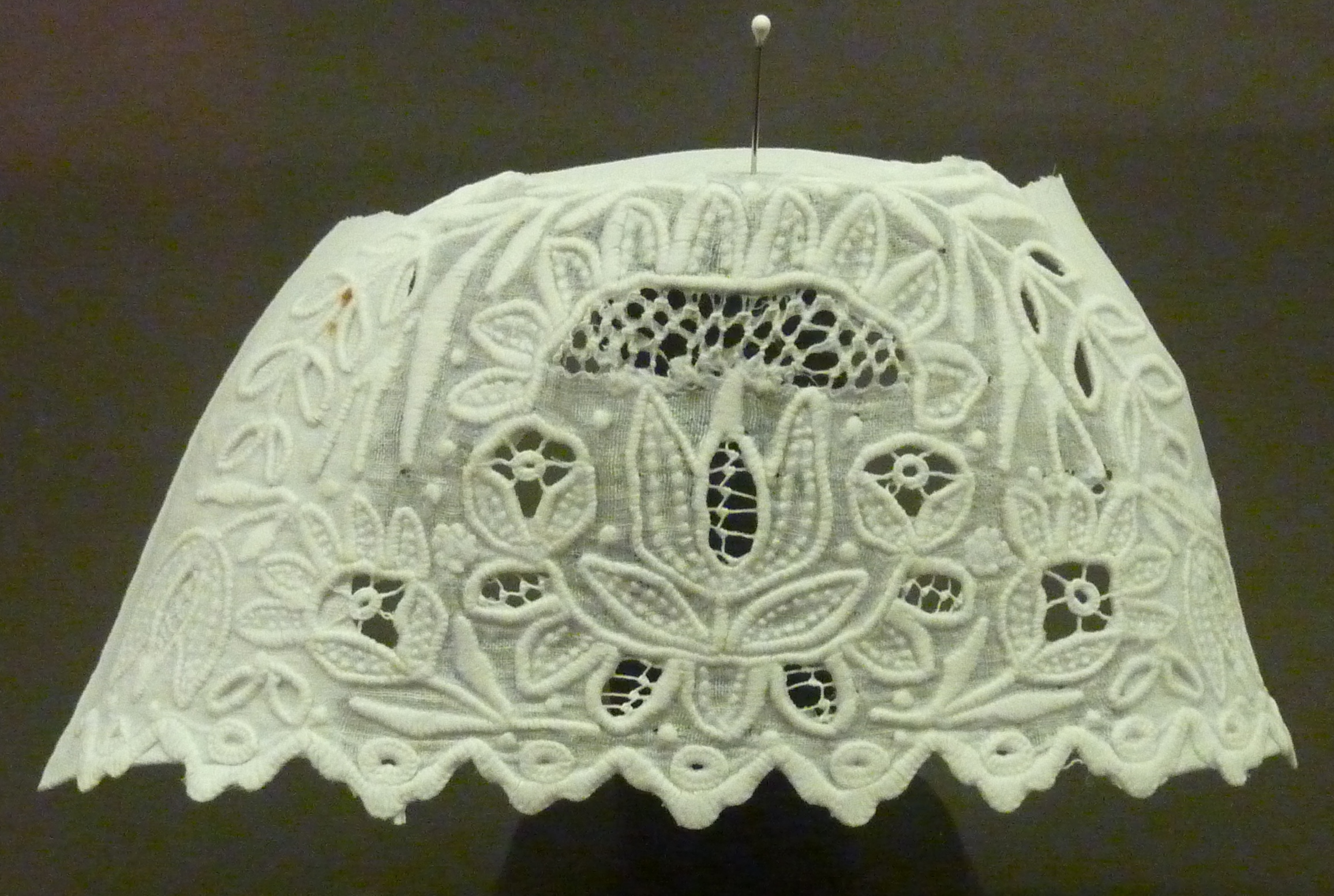
Coiffe bigoudène de cérémonie (vers 1880, hauteur : 7 cm)(Musée bigouden, Pont-l'Abbé).
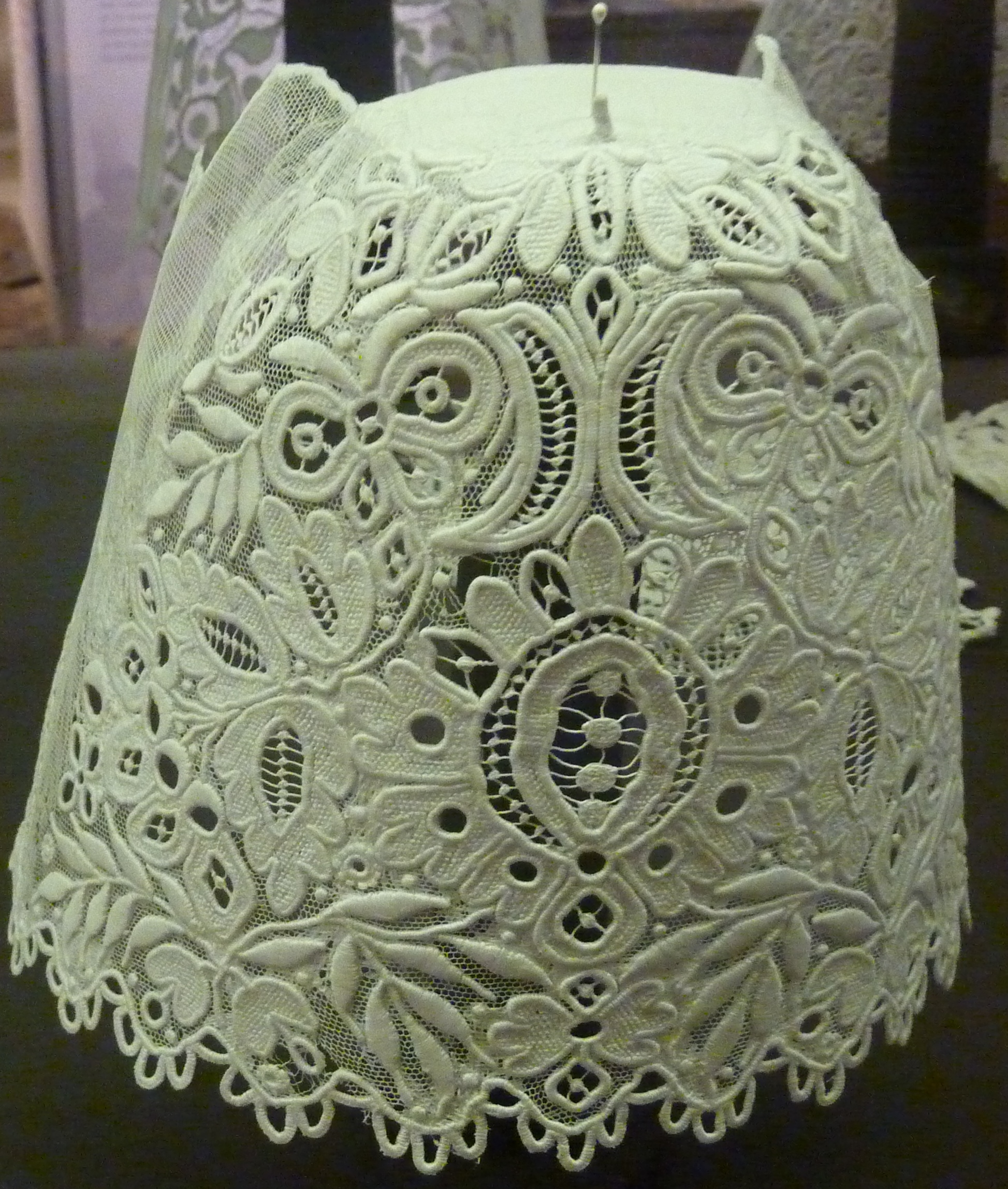
Coiffe bigoudène de cérémonie (vers 1917, hauteur : 15 cm) (Musée bigouden, Pont-l'Abbé).
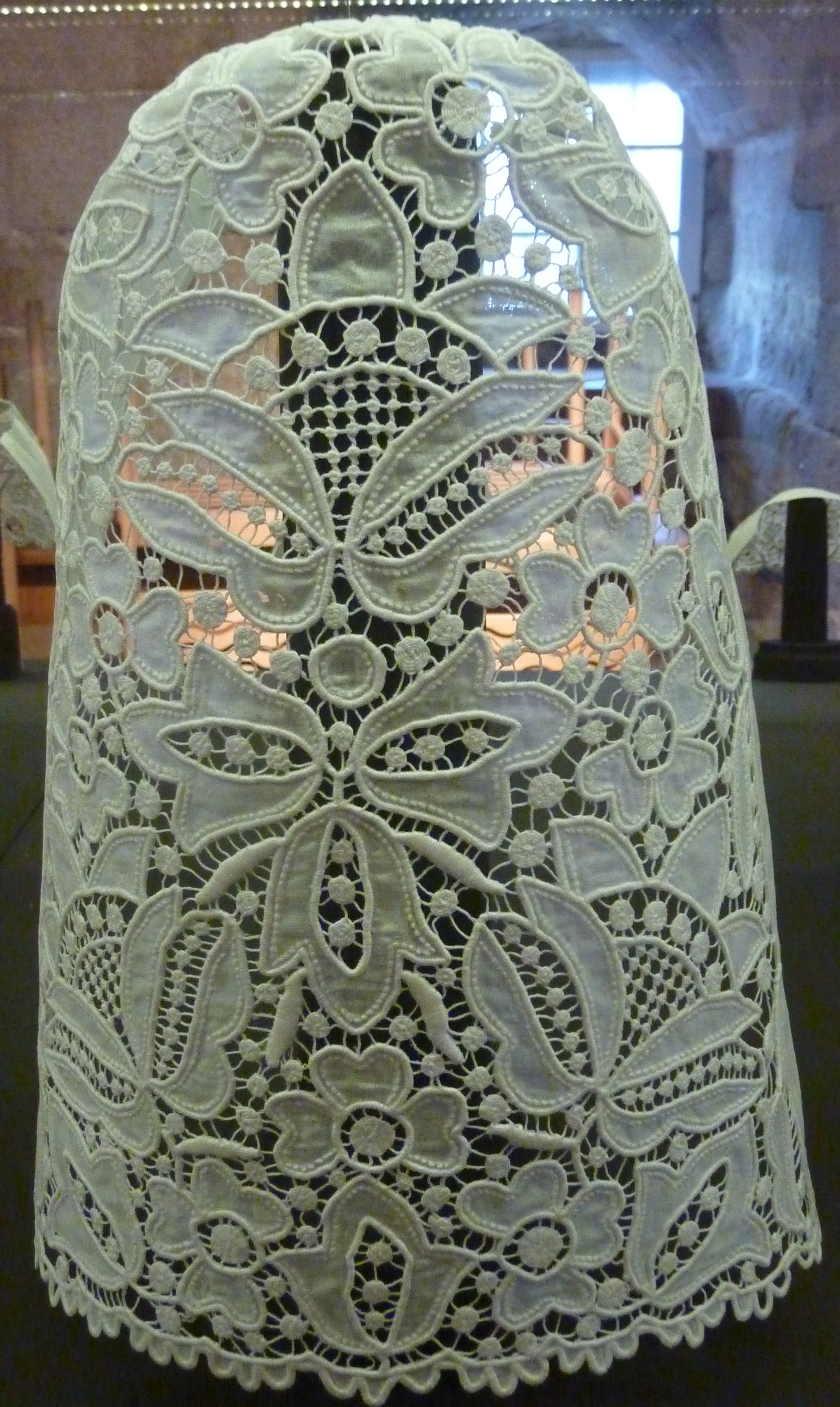
Coiffe bigoudène de cérémonie (vers 1940, hauteur : 29 cm) (Musée bigouden, Pont-l'Abbé).
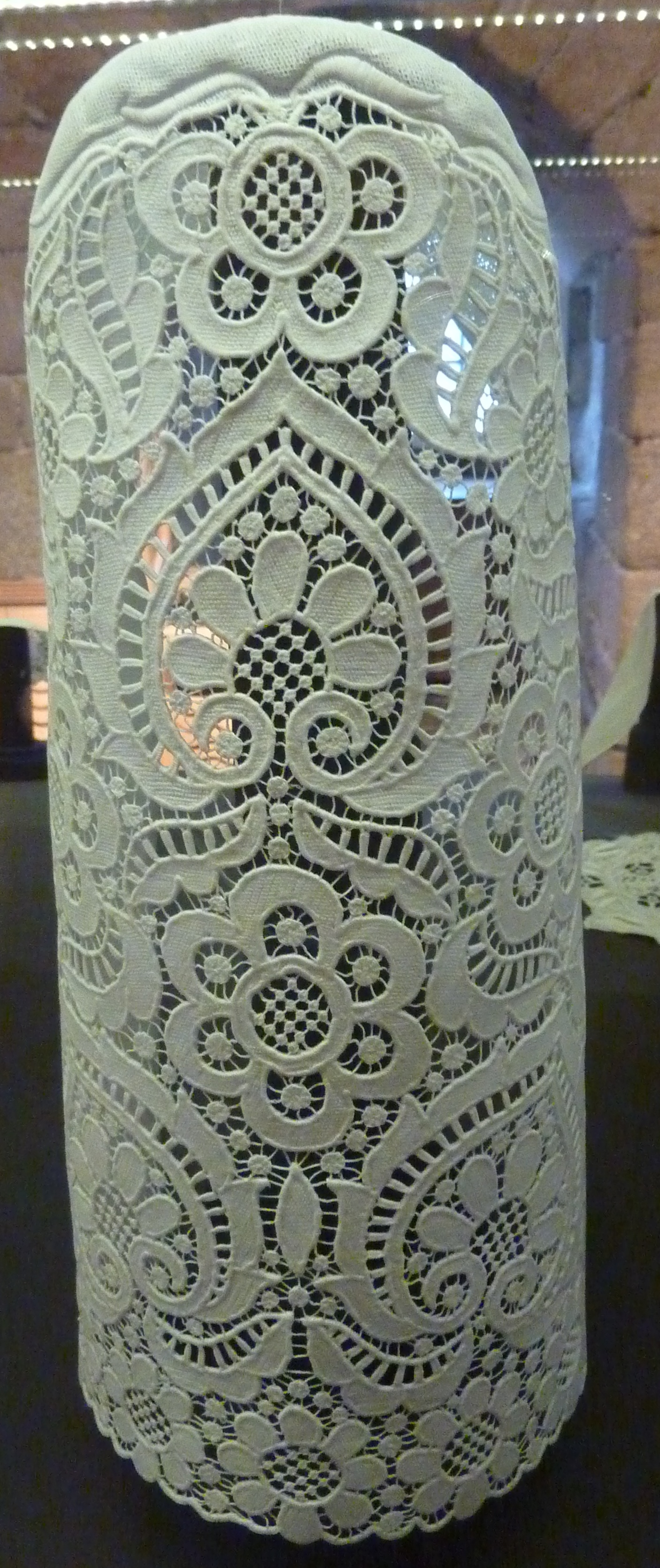
Coiffe bigoudène de cérémonie (vers 1960, hauteur : 35 cm) (Musée bigouden, Pont-l'Abbé).

Cette coiffe est la coiffe de cérémonie. La coiffe de tous les jours, portée pendant les travaux quotidiens, est le vouloutenn, en fait un simple ruban de velours noir autour du peigne derrière lequel on dissimulait le chignon.
Deux exceptions existent quant à la coiffe en pays Bigouden : les femmes de l'Île-Tudy portent un bonnet à dentelles et celles de Kérity la poch flog ou poch dour.
À partir des années 1970-1980, le nombre de coiffes a très régulièrement et irrémédiablement baissé dans les communes du pays Bigouden (3 420 porteuses de coiffe étaient encore recensées en 1977 et 350 en 1993), et en 2008 on ne voit plus de coiffes, si ce n'est dans le cadre de manifestations folkloriques. En 2011, il ne reste qu'une seule femme, Maria Le Maréchal, dite Maria Lambour, née le 2 septembre 1911 et morte le 20 octobre 2014, à porter la coiffe quotidiennement.
Le 13 juin 1993 273 femmes arborant la coiffe bigoudène se rassemblèrent à Pont-l'Abbé, ce qui donna lieu â une photographie de Claude Prigent devenue célèbre.

#### An Dennerien-neud, les tireurs de fil, et les broderies bigoudens

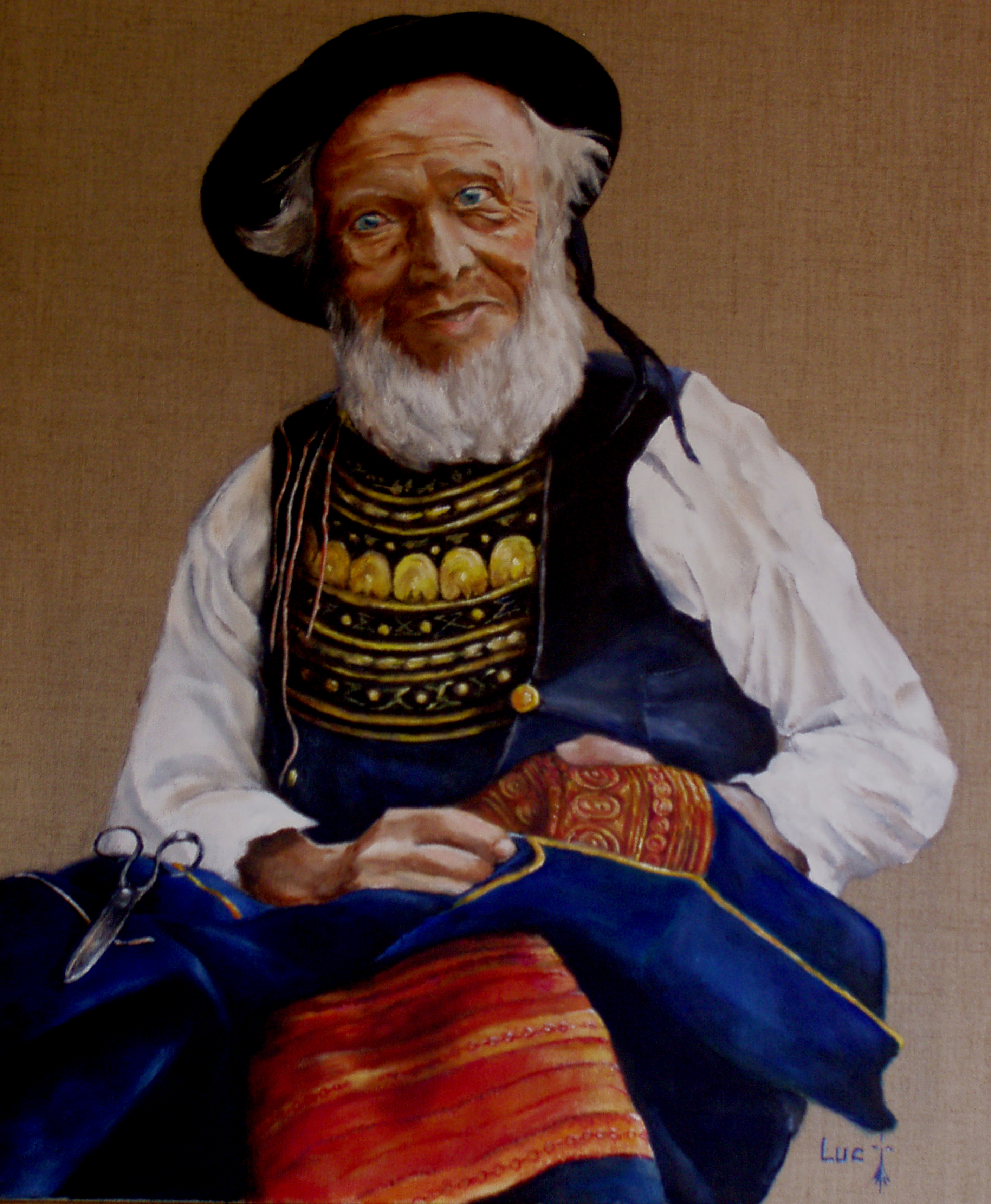
Un brodeur de Pont-l'Abbé (d'après une carte postale ancienne).

Répartis dans tout le pays, les brodeurs étaient au départ des tailleurs ; ils formaient, avec les tisserands, une corporation extrêmement importante au XIXe siècle. Les professionnels exerçaient chez eux ou au domicile de leur client. Ils n’eurent « pignon sur rue » qu’à partir du milieu du XIXe siècle. Admirés pour leur savoir-faire autant que redoutés pour leur rôle social, ils appartenaient à une communauté très soudée. Ils jouaient également le rôle de conteurs aux veillées, d’informateurs, voire de facteurs.
Il faut attendre la création d’ateliers de broderies, où figuraient sur les registres les termes spécifiques de « brodeurs » et « brodeuses », pour parvenir à chiffrer – et ainsi mesurer l’importance de cette corporation. Par exemple, à Pont-l’Abbé, on dénombre en 1901 soixante-dix tailleurs et apprentis, quatre tailleuses et cinquante-neuf brodeuses. Ces dernières étaient souvent de toutes jeunes filles ou jeunes femmes, qui cessaient leurs activités lorsqu’elles devaient tenir un ménage.
Parfois, elles se convertissaient en dentellières : l’ouvrage au crochet offrait une certaine liberté de mouvement et pouvait s’accommoder de la surveillance d’enfants en bas âge. Les brodeuses étaient payées à la coiffe, mais les rémunérations restaient modestes.
La guerre de 1914-1918 plongea le pays dans un long deuil et chassa les couleurs du costume. L’abandon progressif du costume brodé par les hommes qui revenaient du front, l’augmentation du prix de la matière première et le manque d’évolution de la rémunération porta un rude coup à la corporation.

#### Sauver le savoir-faire et la tradition de la broderie
Pierre-Jakez Hélias écrivait : « Les Bigoudènes, il n’y a pas si longtemps, rougissaient d’être vues en cheveux, n’auraient jamais permis qu’on touchât à leur coiffe quand elles l’avaient en tête ni surtout qu’on les vit se séparer d’elle pour la nuit. On faisait d’abord se coucher les enfants et le mari. »
Dès la fin de la Première Guerre mondiale, le port de la coiffe se fit de moins en moins courant, d’abord dans les villes, puis dans les campagnes. Quant au costume traditionnel, il ne fut plus arboré que lors de festivités : mariage ou baptême, pardons et autres fêtes religieuses. Mais ce riche patrimoine identitaire ne s’est jamais perdu grâce à quelques initiatives qui ont contribué au rayonnement du savoir-faire bigouden.
En 1870, Corentin Pichavant fonda à Pont-l’Abbé la maison Pichavant, un atelier qui regroupe des brodeurs, des brodeuses et des dentellières. Déjà distingués à l’Exposition universelle de Paris en 1900, puis à l’exposition des Art féminins de Versailles en 1902 et enfin à l’exposition des Arts décoratifs de Strasbourg en 1925. « Les Enfants Pichavant successeurs » se virent confier en 1930 l’exécution des habits de l’écrivain breton Charles Le Goffic, nouvellement élu à l’Académie française.
Une autre initiative contribua également à revitaliser la broderie bigoudène : dans les années 1900, une micro-crise économique menaça de réduire l’ensemble de la population à la misère. Des dames de la bourgeoisie et de l’aristocratie locales eurent alors l’idée d’enseigner aux femmes et aux jeunes filles bigoudènes la dentelle d’Irlande. Ces dentelles furent commercialisées dans le monde entier par la maison Pichavant.
Par ailleurs, en 1928, le manoir de Kerazan, non loin de Pont-l’Abbé, fut légué à l’Institut de France par son dernier propriétaire, et ce, à condition que le domaine soit ouvert au public et qu’y soit créée une école d’arts appliqués pour les jeunes filles du pays : un atelier de broderie y vit donc le jour. Faute de débouchés professionnels, l’école ferma en 1966, mais elle avait participé à la transmission d’un savoir-faire menacé.
En 1936, l’épouse du patron des Grands Moulins de Pont-l’Abbé, Marie-Anne Le Minor, ouvrit un atelier d’habillage de poupées. De fil en aiguille, plus de 250 modèles, reproduisant fidèlement les costumes des pays de Bretagne et des régions de la France, figurèrent au catalogue. Dans les décennies suivantes, la maison Le Minor diversifia son activité, dans laquelle brillèrent les talents de nombre de jeunes artistes portés par la vague du renouveau folklorique de l’immédiat après-guerre : linge de table imprimé et brodé, vêtements sacerdotaux et bannières donnent de nouveaux éclats au savoir-faire ancestral. Le secret de la réussite de madame Le Minor est d'être parvenue à associer l’extraordinaire talent des brodeurs et brodeuses bigoudens avec la créativité des artistes contemporains. Aujourd’hui, la maison Le Minor conserve une solide réputation dans la broderie des costumes bretons, aussi bien auprès des cercles celtiques que des particuliers.
Enfin, depuis quelques années, Pont-l’Abbé s’est octroyé le titre de capitale de la broderie grâce à sa Fête des brodeuses. C’est pourquoi un des motifs de broderie, la plume de paon, qui pavoise sur les frontons des bâtiments publics ou privés, est devenu un emblème derrière lequel les habitants du pays tout entier se reconnaissent.
En 2020, des démarches sont en cours pour l'inscription de la broderie et de la dentelle bretonnes au patrimoine culturel immatériel français.

### Traditions culinaires
Comme dans tout le Finistère et un peu au-delà, les appellations galette ou crêpe diffèrent de celles du reste de la Bretagne. Une crêpe peut ici être salée ou sucrée (en fonction de la garniture). La galette est une version plus épaisse, généralement salée, de la crêpe. On trouve ainsi des crêpes sucrées, préparées à partir d'un mélange de farine de froment et de farine de sarrasin (couramment appelée farine de « blé noir » — farine utilisée ailleurs uniquement pour la galette).
La tradition du panier du pêcheur est restée aussi très vivace : toutes les variétés issues de la pêche y sont accommodées, et il constitue une part non négligeable de la cuisine familiale. La galette quant à elle était consommée surtout en hiver lorsque la pêche en mer était trop difficile. En effet, le blé noir pouvait se conserver longtemps et se consommer facilement.
Les autres traditions culinaires bretonnes sont conservées, comme les châtaignes, écoquées, bouillies, puis pelées encore chaudes et consommées avec du lait baratté (lait ribot) ou du lait fermenté (gros lait ou gwell en breton) — légèrement crémeux et à la saveur légèrement acide — également consommées pendant tout l'hiver, car elles se conservent bien dans leur coque quand il n'y a plus guère d'autres légumes en hiver. De plus elles sont très riches en sucres et peuvent, après séchage, servir à confectionner une farine également utilisée dans la préparation des certaines crêpes ou dans le pain.
Les restes de châtaignes non consommées durant l'hiver étaient données pour l'engraissement des cochons, dont la consommation était rare et réservée à certains événements annuels sous différentes formes dont les charcuteries (notamment les saucisses garnissant les galettes ou les pâtés préparés avec la même chair et le gras, ou les charcuteries séchées et fumées (andouilles, langues de porc) qu'on accrochait dans les grandes cheminées chauffant les maisons durant l'hiver.
Autres spécialités : les kuigns (petites et épaisses crêpes levées, constituant le repas des enfants le mercredi), le far aux pruneaux, les valaour lez mesk (valaour kotonn glaz, « pommes de terre en bleu de travail », c'est-à-dire en robe des champs, servies avec lait baratté), les valaour vroac'h (vieille au four, avec pommes de terre, oignons et vin blanc), le grondin sur patates, le ragou stiougenn (encornets aux pommes de terre et carottes), les sklipou (tripes à la bigoudène, au beurre), le kik fritted (viande en charpie), le kik sall (lard rôti au four), le ragou kol (potée aux choux). Et, en période de mardi-gras : la miche beurrée, le bar douz (pain doux) et le choten (tête de cochon rôtie au four).

### Jeux traditionnels

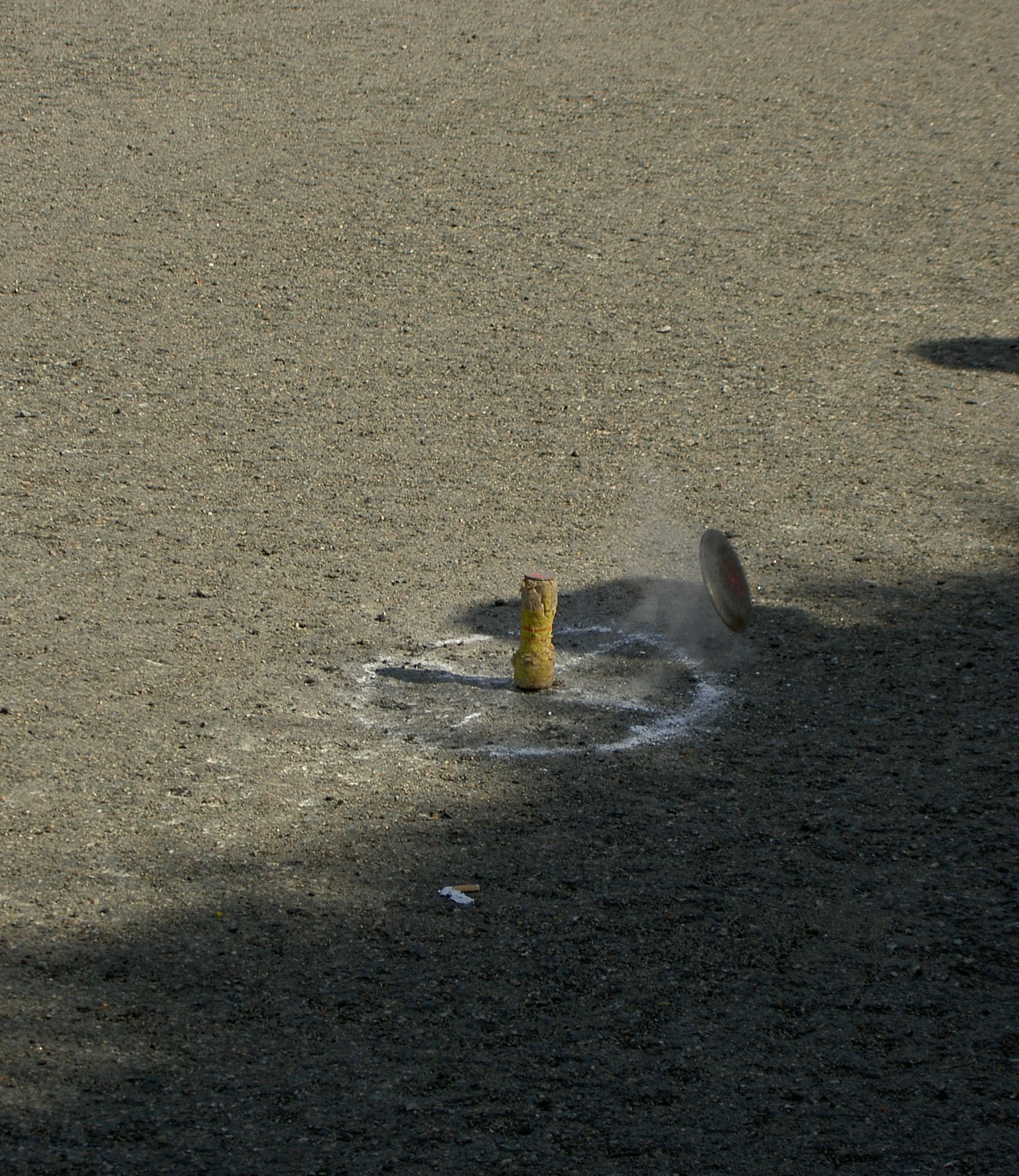
Galoche à Lesconil.

La galoche est un jeu de palets de fer qui existe en d'autres régions de Bretagne, mais qui a, en pays Bigouden, des règles complexes augmentant l'intérêt du jeu. La pratique en est toujours vivace.
Lucien Simon a représenté un autre jeu traditionnel pratiqué en pays Bigouden, le jeu de quilles.

### Littérature
- Itron Varia Garmez (Notre-Dame Bigoudenn, en français), paru en 1941, est le chef-d'œuvre de Youenn Drezen[202]. Il évoque la vie des pauvres gens de Pont-l'Abbé dans les années 1930.
- Skol Louarn Veig Trebern (L'École du renard, en français) paru de 1972 à 1974. Youenn Drezen y fait vivre, à travers une école buissonnière qui n'en finit plus, le Pont-l'Abbé de son enfance en 1908.
- Le Cheval d'orgueil, paru en 1975 (plus de deux millions d'exemplaires vendus[203],[204]). Pierre-Jakez Hélias y raconte son enfance de paysan bigouden.
- Auguste Dupouy : On l'appelait Marlène ou Un amour bigouden, éditions de la Cité, 1972 ; réédition La Découvrance, 2006, (ISBN 978-2-84265-419-1).
- Bernard Berrou, Un Passager dans la baie (2017), Editions Locus-Solus.
- Bernard Berrou, Le Pays Bigouden n'est pas en Bretagne, illustrations de Nono (2024), Editions Locus-Solus.

En 2013, un collectif d'auteurs du pays Bigouden se crée, nommé Les Plumes du paon, en référence aux motifs des broderies que l'on peut trouver sur le costume bigouden traditionnel des XIXe et XXe siècles.

### Sculpture
- François Bazin, Monument aux Bigoudens, 1931, à Pont-l'Abbé.
- René Quillivic, La Bigoudène, 1961, à Pors Poulhan (sur la rive plozévétienne).
- Dane Berrou, Péris en mer, à Kérity, en Penmarc'h.

### Peinture
- Lucien Simon, surnommé le « peintre du Pays Bigouden » car « il a peint de nombreuses scènes (fêtes religieuses, profanes, cirques, courses hippiques, brûlage de goémon[205]) », a peint entre autres :
  - Famille bigoudène en deuil, 116,5 × 157,5 cm, 1912, musée des Beaux-Arts de Quimper[206] ;
  - Une famille bigoudine, localisation inconnue[207] ;
  - Luttes à Saint-Guénolé vers 1898, musée des Beaux-Arts de Brest ;
  - Procession à Penmarc'h, 1900, musée des Beaux-Arts de Brest ;
  - Les Baigneuses de Saint-Guénolé, 1913, localisation inconnue ;
  - Pardon bigouden, localisation inconnue ;
  - La Récolte des pommes de terre ; Bigoudènes faisant la récolte de pommes de terre, 1er quart du XXe siècle, musée d'Arts de Nantes ;
  - Parade de foire dans le Finistère, 1919, musée des Beaux-Arts de Pau ;
  - Jour de baptême en Pays bigouden, Sainte-Marine, Abri du marin[208].

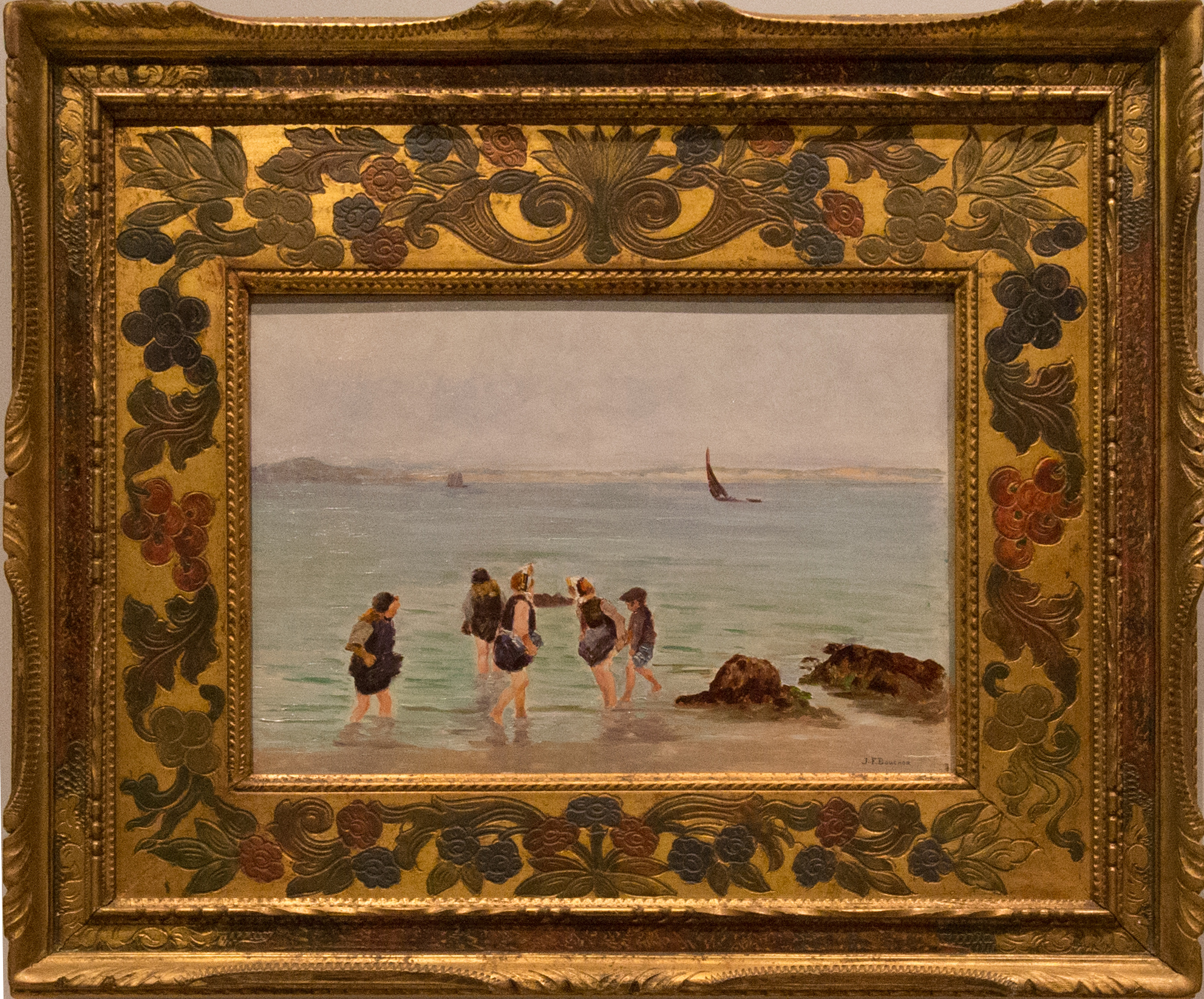
Joseph-Félix Bouchor, Les Petites Bigoudènes, musée des Beaux-Arts La Cohue de Vannes.

- De nombreux autres peintres ont représenté des scènes ou des paysages du Pays Bigouden, Penmarc'h, Saint-Guénolé (Penmarc'h) et Kérity étant les lieux les plus représentés. Parmi eux figurent :
  - Charles-François Daubigny : Le Village de Kérity en Bretagne, localisation inconnue ;
  - Karl Daubigny : Les Vanneuses à Kérity, 1886, musée des Beaux-Arts de Brest ;
  - Émile Simon : La Récolte des goémons à Saint-Guénolé, localisation inconnue[209] ;
  - Henry Moret : Saint-Guénolé-Penmarc'h, localisation inconnue ;
  - Géo-Fourrier :
    - Le Brûleur de goémon à Notre-Dame de la Joie, 1936, gouache, localisation inconnue. On n'y voit pas la chapelle de la Joie, mais la Tour Carrée en arrière-plan[210] ;
    - Saint Guénolé : le sonneur de bombarde, 1927, bois gravé, 20 × 20 cm, localisation inconnue ;
    - La Fumée du goémon, 1926, gouache, 20 × 19,8 cm, Quimper, musée départemental breton ;
    - La Tour carrée à Saint-Guénolé, 1940, localisation inconnue ;

  - Germain David-Nillet : La Tour carrée, huile sur toile, Locronan, collection municipale ;
  - Joseph-Félix Bouchor :
    - Les Pptites Bigoudènes, musée des Beaux-Arts La Cohue de Vannes ;
    - Les Pataugeuses, musée des Beaux-Arts La Cohue de Vannes ;

  - Jacques Guiaud : Le Calvaire de Tronoën, 1875, musée des Beaux-Arts de Brest ;
  - Henri Barnoin : Marché breton, huile sur toile, 81,3 × 99,7 cm, localisation inconnue ;
  - Lucien-Victor Delpy : Saint-Guénolé : Notre-Dame de la Joie, gouache, 48 × 63 cm, localisation inconnue[211] ;
  - André Dauchez : Port près de Saint-Guénolé, localisation inconnue[212] ;
  - Raymond Wintz : Le Petit port en Pays bigouden, huile sur toile, localisation inconnue[210] ;
  - Gaston de Latenay : De retour de Saint-Guénolé, 1910, localisation inconnue ;
  - Georges Gobo : La Tour carrée, eau-forte parue en 1912 dans un magazine américain[réf. nécessaire] ;
  - Jean-Julien Lemordant :
    - Bretonnes sur la grève, aquarelle et gouache sur papier, 53,5 × 64 cm, musée des Beaux-Arts de Rennes) ;
    - Procession, 1904, huile sur carton, 40 × 48 cm, localisation inconnue ;
    - Bigoudènes sur la dune, huile sur carton marouflé, localisation inconnue[210] ;
    - Ciel, 1913, plafond de l'opéra de Rennes ;

  - Maurice Ménardeau : Saint-Guénolé ;
  - Mathurin Méheut :
    - La Tour Carrée, gravure, 31 × 38,5 cm, Pont-l'Abbé, Musée bigouden ;
    - Les Vanneurs près de la Tour Carrée de Saint-Guénolé, 1939, huile sur toile, 95 × 135 cm, localisation inconnue ;
    - Brodeuses dans le vieux Saint-Guénolé, 1919, localisation inconnue ;
    - La Chapelle au calvaire ;

  - Pierre de Belay : Au bal de Saint-Guénolé, 1939, localisation inconnue ;
  - Robert Delaunay :
    - Marché breton, 1905, localisation inconnue ;
    - La Tour carrée à Saint-Guénolé, 1905, huile sur toile, musée des Beaux-Arts de Brest ;

  - Lionel Floch : Un pardon en Pays bigouden, vers 1934, musée des Beaux-Arts de Quimper[213] ;
  - Charles Léon Godeby : Jour de pardon au Pays bigouden, huile sur toile, localisation inconnue[214] ;
  - René-Yves Creston : Portrait de bigoudène, localisation inconnue ;
  - Ernest Guérin : Femmes accomplissant leurs vœux à Saint-Guénolé, 1912, aquarelle sur papier, 24 × 46 cm, Quimper, musée départemental breton ;
  - Edmond Ceria :
    - Village au Pays bigouden, 37 × 45 cm, localisation inconnue ;
    - Scène de bistrot au Pays bigouden, localisation inconnue[215] ;
    - Petit port de pêche au Pays bigouden, localisation inconnue[216] ;
    - Place du port en Pays bigouden, localisation inconnue[217] ;

  - Emmy Leuze-Hirschfeld : Marché à Saint-Guénolé, localisation inconnue ;
  - Ernest Guérin : Femmes accomplissant leurs vœux à Saint-Guénolé, 1912, aquarelle sur papier, 24 × 46 cm, Quimper, musée départemental breton ;
  - Jean Bazaine :
    - [titre ? vue de Saint-Guénolé], 1960, huile sur toile, 27 × 22 cm, localisation inconnue[218] ;
    - Maisons à Saint-Guénolé, 1946, localisation inconnue[219] ;

  - Louis Marcoussis :
    - La Gare de Kérity, 1927, huile sur carton, 33 × 47 cm, musée des Beaux-Arts de Rennes[220] ;
    - Paysage de Kérity, 1927, localisation inconnue[221] ;

  - Tsugouharu Foujita :
    - Paysage de Lesconil, localisation inconnue[222],[223] ;
    - nombreuses autres aquarelles peintes à Lesconil pendant l'été 1950[réf. nécessaire] ;

  - Robert Humblot :
    - Phare à Saint-Guénolé, 1956, localisation inconnue[224] ;
    - Marée basse à Saint-Guénolé, 1959, localisation inconnue[225] ;
    - La grève à Kérity, 1959, localisation inconnue[226] ;
    - Le phare d'Eckmühl, 1961, localisation inconnue.

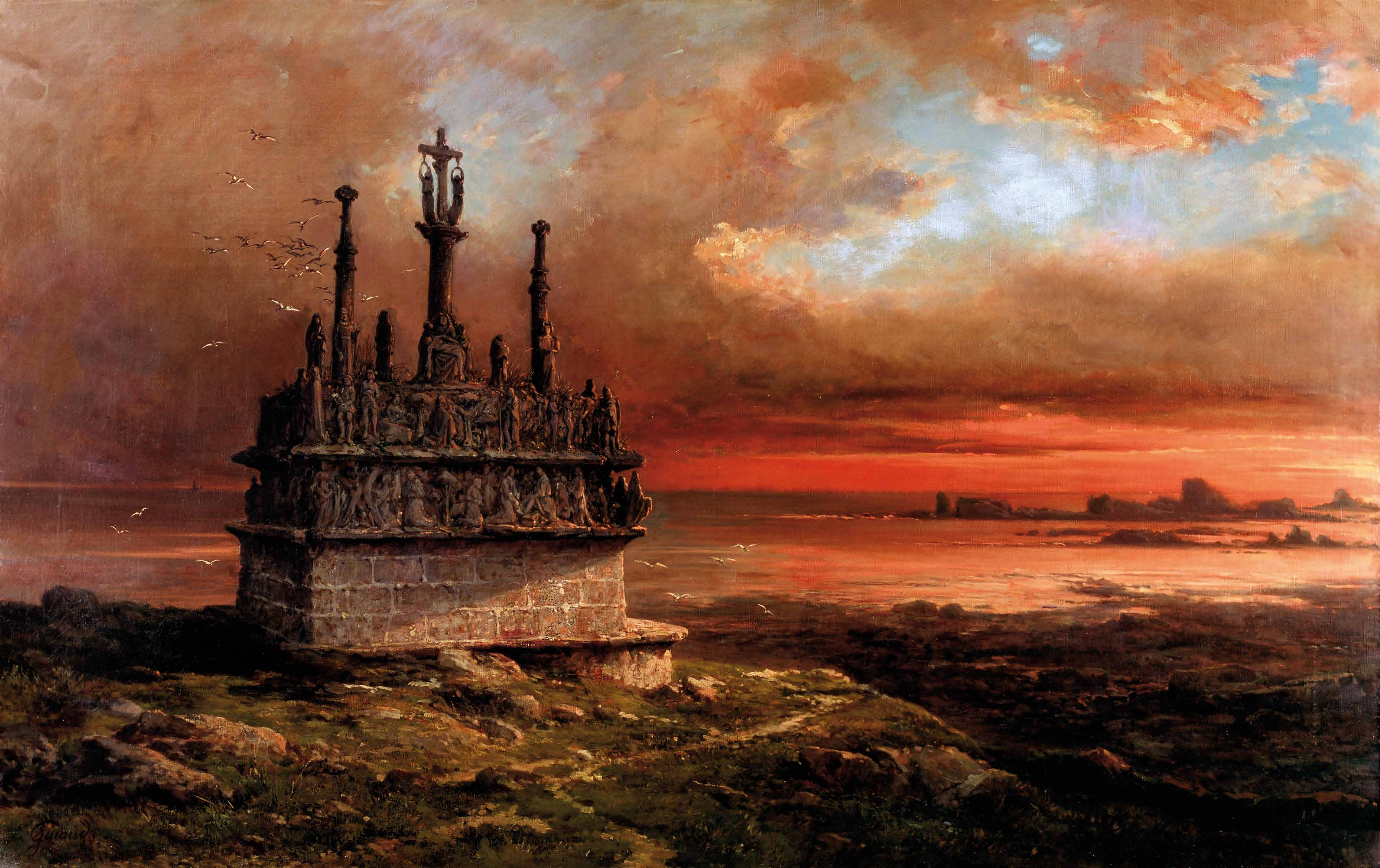
Jacques Guiaud, Le Calvaire de Tronoën (1875), musée des Beaux-Arts de Brest.
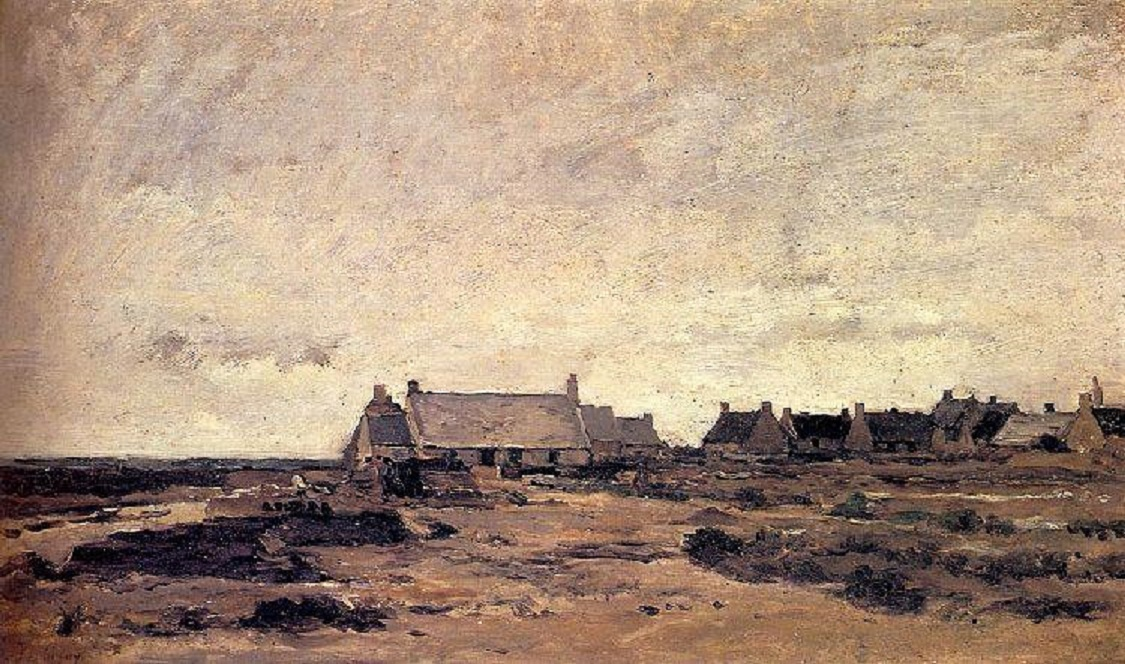
Charles-François Daubigny, Le Village de Kérity en Bretagne, localisation inconnue.
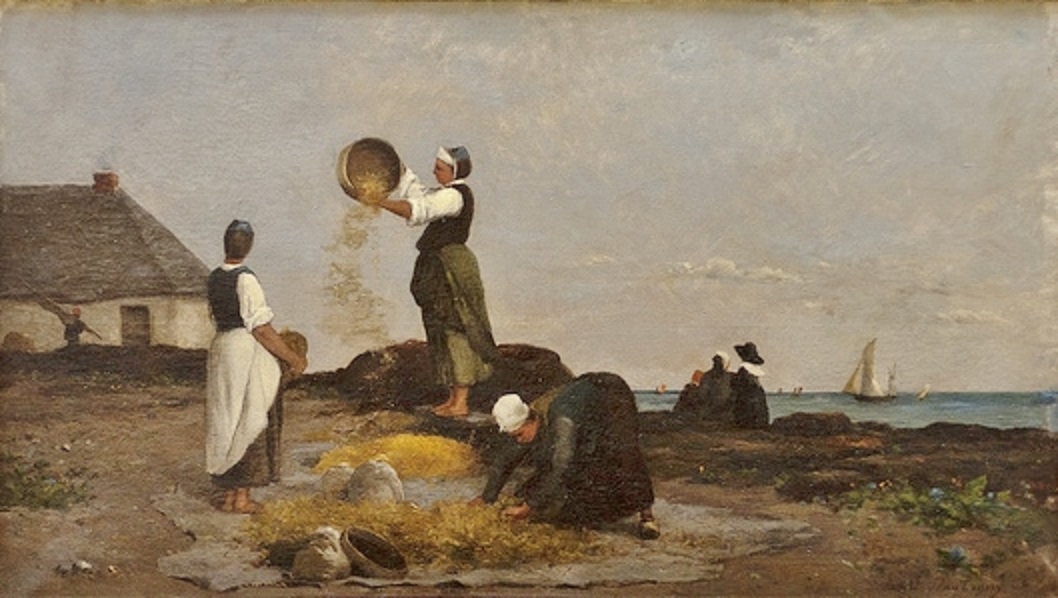
Karl Daubigny, Les Vanneuses à Kérity (1886), musée des Beaux-Arts de Brest.
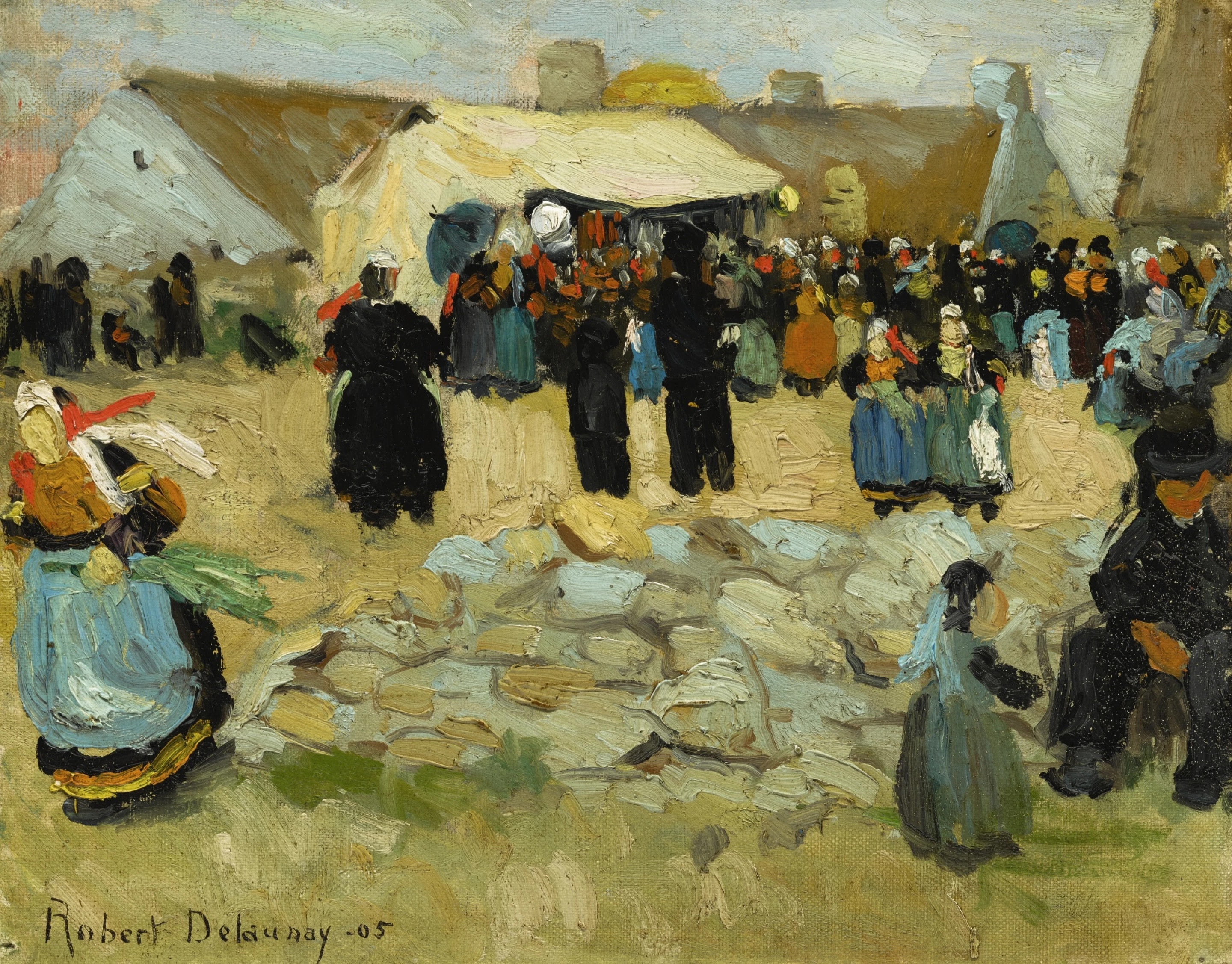
Robert Delaunay, Marché breton (1905), localisation inconnue.
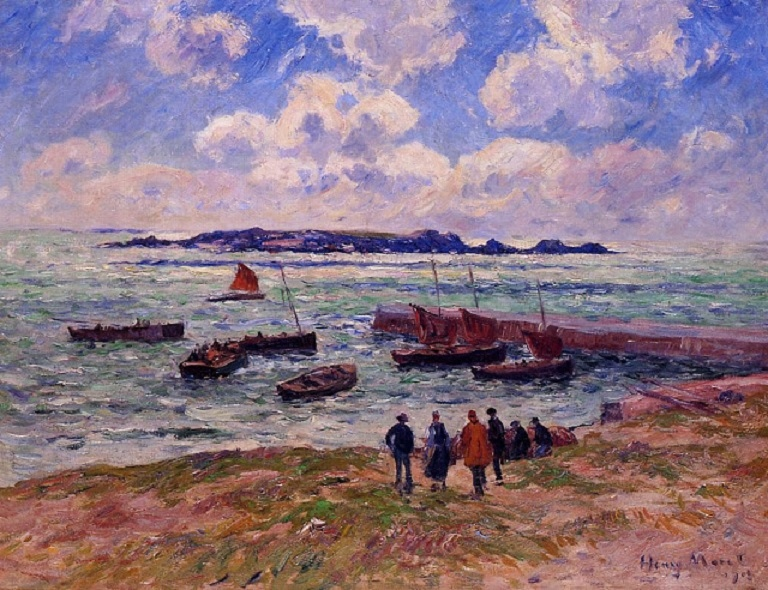
Henry Moret, Saint-Guénolé-Penmarc'h (1908), localisation inconnue.
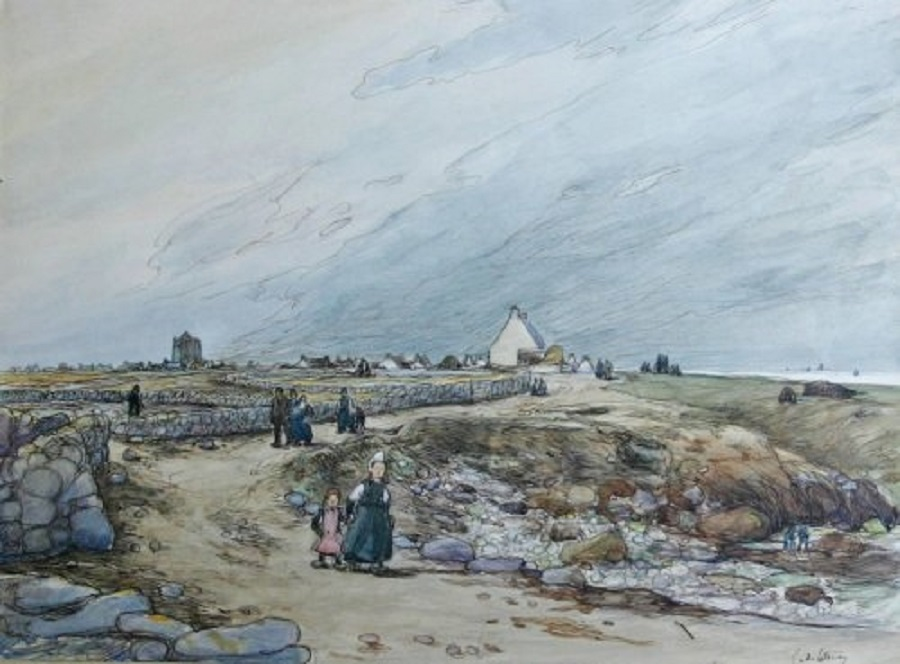
Gaston de Latenay, De retour de Saint-Guénolé (1910), localisation inconnue.

### Gravures

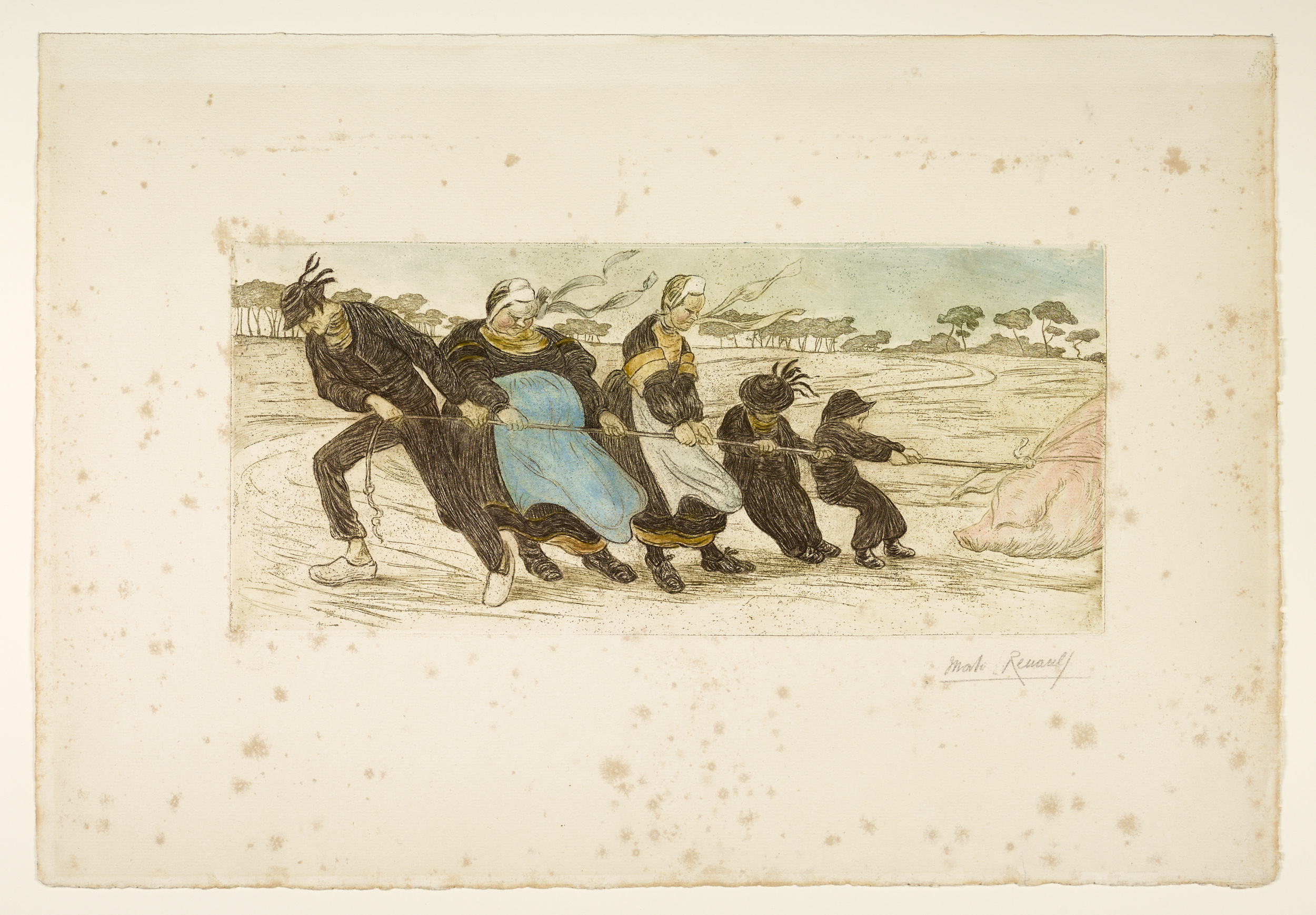
Famille de Bigoudens tirant un cochon, eau-forte en couleur.

- Géo-Fourrier, gravure sur bois en couleur costumes de fêtes ou femmes en costumes de fêtes de Pont L'abbé.

- Malo-Renault, la famille de Bigoudens tirant un cochon, eau forte en couleur.
- Malo-Renault, Le coup de vent, eau forte en couleur, musée de Pont-AvenLe coup de vent, eau forte

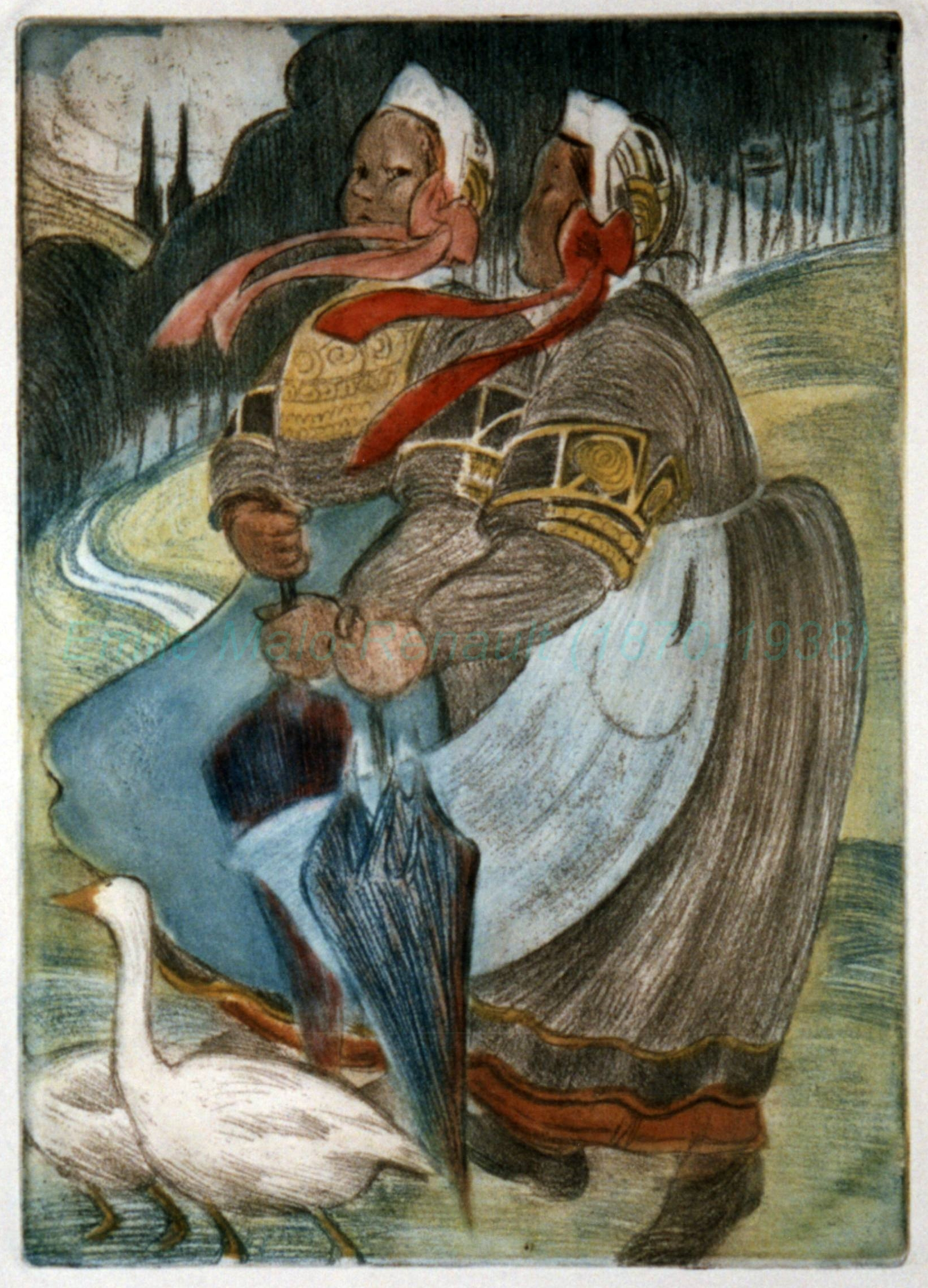
Le coup de vent, eau forte

### Bande dessinée
Le Pays Bigouden a son héroïne, Superbigou, une Bigoudène en coiffe dotée de super-pouvoirs. Cette série de bande dessinée, dont les dialogues sont émaillés de breton bigouden, apparaît dans les années 1980. Le premier album s'inspire de rivalités ayant jadis opposé les Bigoudens à leurs voisins glaziks, dans la zone frontalière : l'ennemi de Superbigou est le Glazik masqué.

### Musique

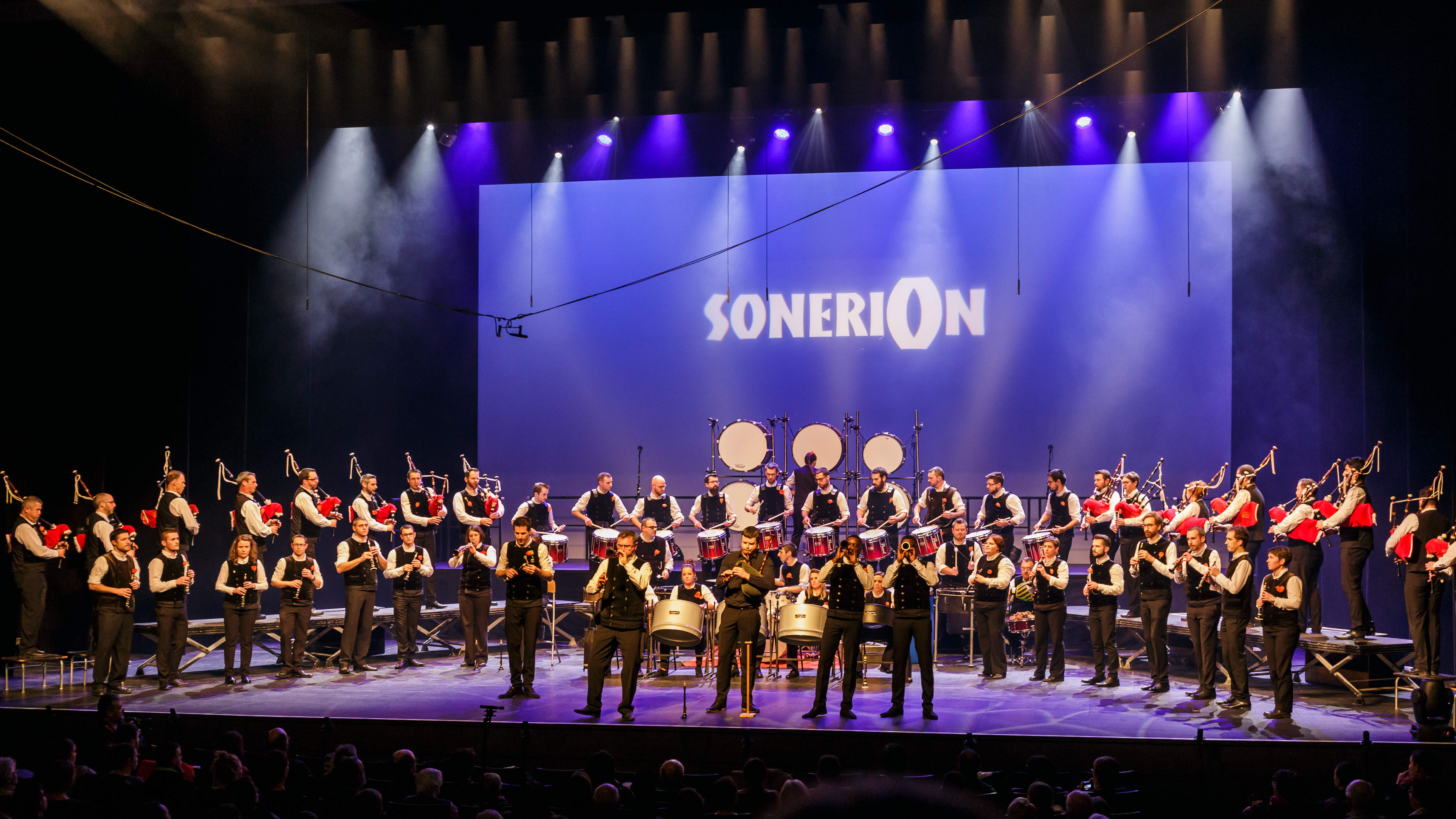
Le Bagad Cap Caval en 2017.

Le premier festival de rock organisé en Bretagne se tient à Pont-l'Abbé le 27 mars 1966, salle du patronage laïque. Des groupes parisiens et bretons sont invités, parmi lesquels le premier groupe rock bigouden, fondé l'année précédente, les Rocky Blues, de Pont-l'Abbé.
Sonerien Du est un groupe de musique de fest noz créé en 1971, toujours en activité. Le nom, qui signifie « sonneurs noirs », est un hommage à deux musiciens vêtus de noir qui furent injustement pendus à Lambour.
Le Bagad Cap Caval, créé à Plomeur en 1984, est sacré huit fois champion de Bretagne, en 2008, 2009, 2010, 2015, 2016, 2017, 2019, 2023, 2024 et 2025. En 2018, le titre n'est pas attribué : les deux manches du championnat (celle de Brest en février et celle de Lorient en août) sont exceptionnellement considérées comme deux concours distincts. Cap Caval remporte cependant ces deux concours.

### Personnalités

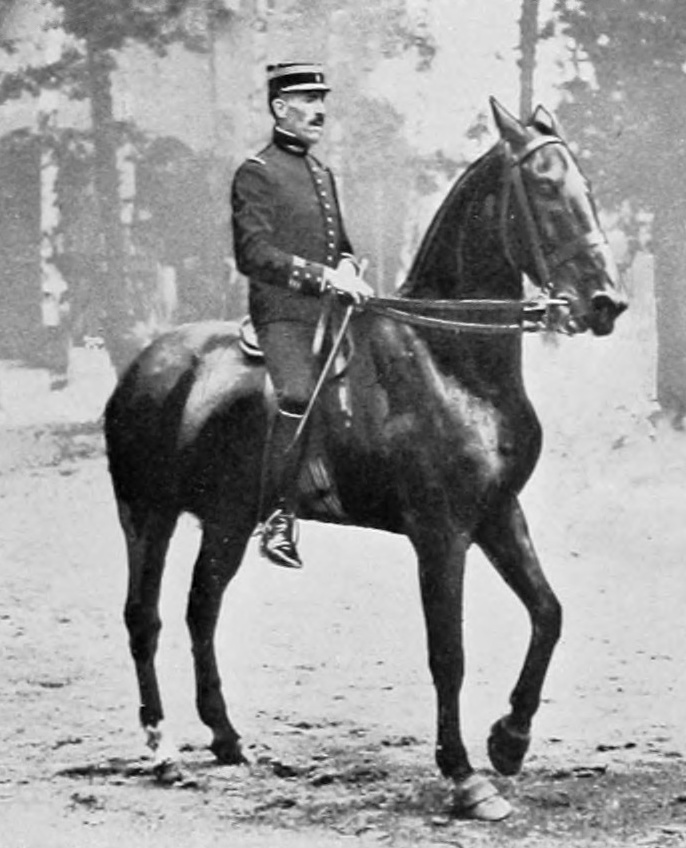
Jacques Cariou à Stockholm en 1912.

- Jacques Cariou, parfois prénommé Jean par erreur (né à Peumerit en 1870, mort en 1931), triple médaillé (or, argent, bronze) en équitation aux Jeux olympiques d'été de 1912, à Stockholm[240].
- Corentin Cariou (né à Loctudy en 1898), syndicaliste, conseiller municipal du 19e arrondissement de Paris. Exécuté par les Allemands en 1942. Une avenue et une station de métro portent son nom à Paris.
- Youenn Drezen (1899-1972), journaliste et écrivain, « un des plus grands prosateurs en langue bretonne du XXe siècle[202] ».
- Pierre-Jakez Hélias (1914-1995), écrivain et conteur.
- Corentin Canevet, géographe, spécialiste de l'agriculture bretonne.
- Vincent Riou, navigateur, vainqueur du Vendée Globe 2004-2005.
- Jérôme Kerviel, ancien trader à la Société générale.

### Drapeau
Le drapeau est dessiné par Bernard Le Brun, à la demande de l'Association de promotion du Pays Bigouden. Adopté en 1992, il est composé de trois parties. La moitié gauche est semée d’hermines, représentant les 20 communes bigoudènes et les deux communes qui y sont rattachées (Gourlizon et Guiler-sur-Goyen), le fond doré représente la broderie, art dominant de la région. Les trois bandes rouges de la partie droite rappellent les trois cantons actuels du pays et les deux bandes jaunes les anciens cantons (Pont-l'Abbé et Plogastel-Saint-Germain).

### Cinéma
Liste des films tournés - en partie ou en totalité - dans le Pays Bigouden :
- Le Cheval d'orgueil de Claude Chabrol, en 1980, à Plonéour-Lanvern.
- Dans tes bras, film allemand de Victor Vicas, en 1955, à Saint-Guénolé. Le film ne sort en France qu'en 1959.
- Doucement les basses de Jacques Deray, en 1970 1971, avec Alain Delon. Tronoën, que l'on voit sur l'affiche, et Saint-Guénolé sont les étapes bigoudènes de ce tournage entièrement breton.
- La Folle de Toujane, de René Vautier et Nicole Le Garrec, en 1973. Scènes bigoudènes tournées à Plonéour-Lanvern, Plogastel-Saint-Germain et Combrit.
- Gardiens de phare de Jean Grémillon en 1929, à Saint-Guénolé (Penmarc'h).
- L'Homme du large de Marcel L'Herbier, en 1920, à Penmarc'h et Saint-Guénolé pour les scènes bigoudènes.
- L'Honneur d'un capitaine de Pierre Schoendoerffer, en 1982, à Combrit et Loctudy.
- Là-haut, un roi au-dessus des nuages de Pierre Schoendoerffer, sorti en 2004. Tournage à Penmarc'h.
- Les Naufrageurs de Charles Brabant en 1958. Le tournage de ce film, scénarisé par Gwenn-Aël Bolloré eu lieu entre Tronoën et Kérity. Un village complet est construit en dur autour du calvaire et de la chapelle de Tronoën, et les scènes d'intérieur sont tournés dans les maisons de pêcheurs de Kérity. Le naufrage est capté sur le littoral de Bénodet à l'est du Pays Bigouden.
- La Nuit de l'océan d'Antoine Perset en 1987. Des scènes à Guilvinec et Saint-Guénolé.
- Quatre journées d'un partisan, d'Alain Aubert, en 1971. Quelques scènes de ce film, présenté au Festival de Cannes mais non exploité commercialement, ont été tournées à Tréguennec[242].
- Vos gueules, les mouettes ! de Robert Dhéry, en 1974. La pointe de la Torche, Tronoën, Combrit, Sainte-Marine, Plomeur, île-Tudy sont le théâtre de cette pochade de la troupe des Branquignols.
- Western, de Manuel Poirier, en 1997. Plomeur, Guilvinec ou encore Pont-l'Abbé font partie des lieux utilisés pour ce road movie bigouden.